# Flüchtlingskrise in Europa 2015/2016

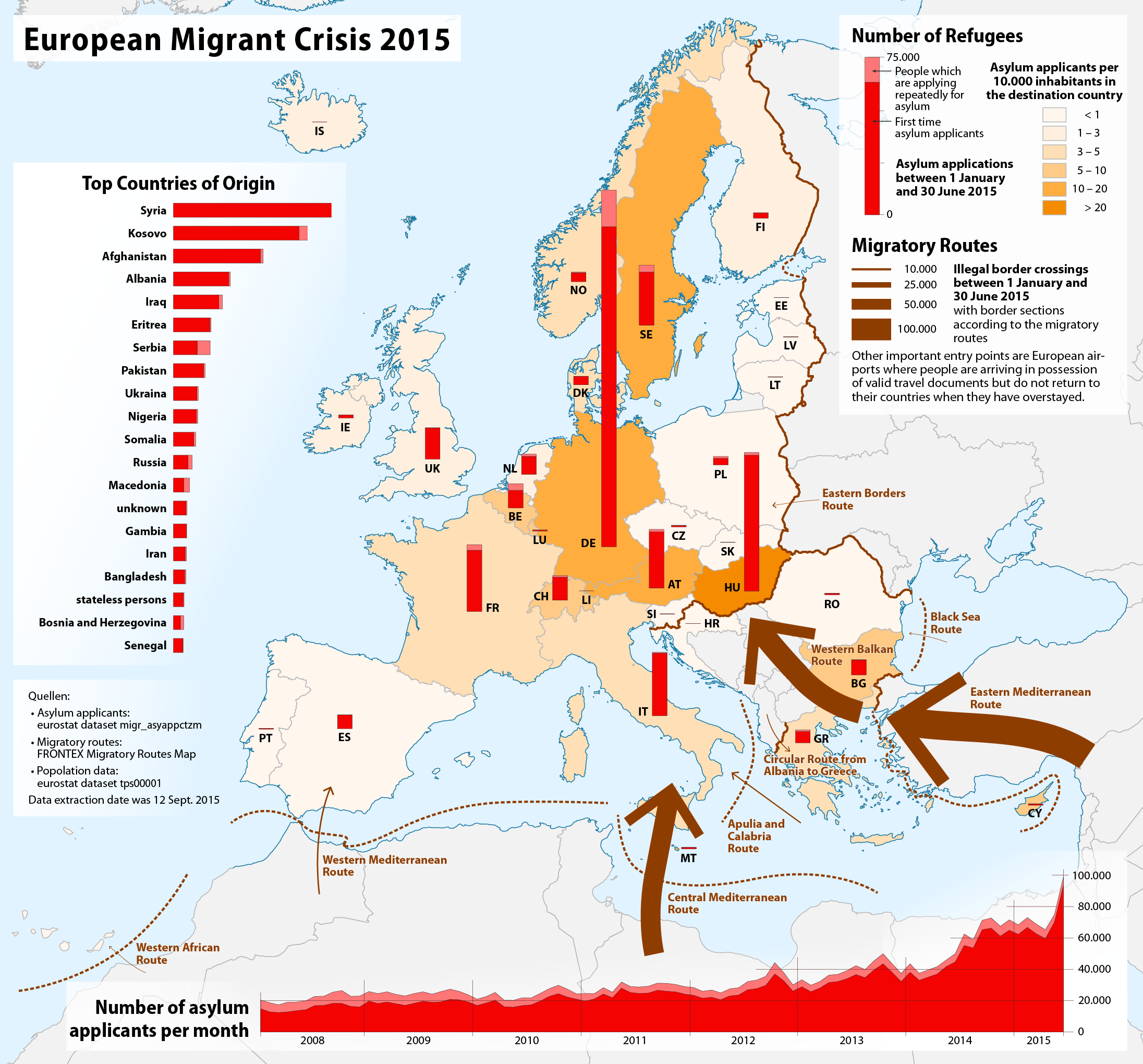
Die Flüchtlingskrise im Überblick

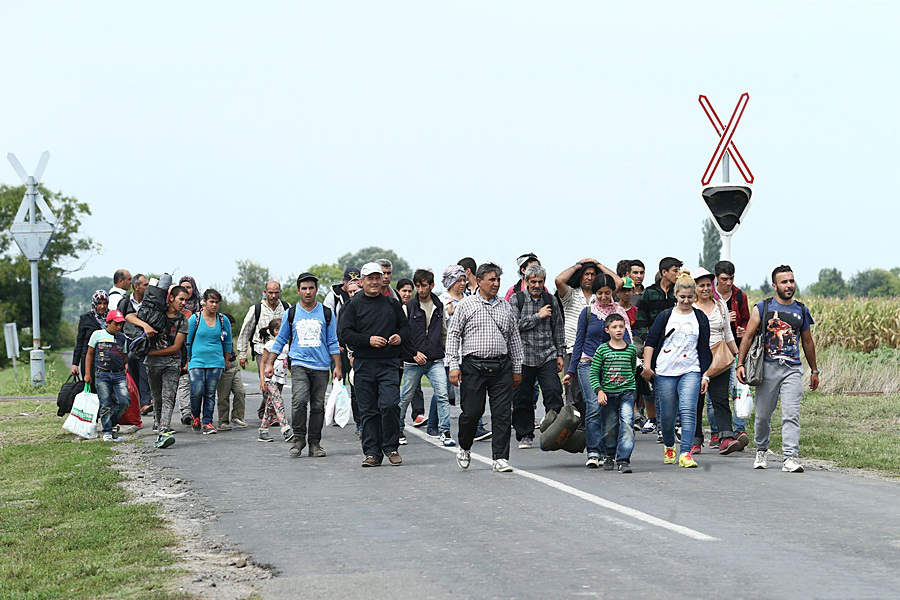
Flüchtlinge nahe der Grenze zwischen Serbien und Ungarn (25. August 2015)

Als Flüchtlingskrise in Europa 2015/2016 (auch Migrationskrise, Asylkrise) bezeichnet man die Fluchtbewegung von rund zwei Millionen Menschen in die Europäische Union in den Jahren 2015/16 und die damit verbundenen Probleme. Die Zahl der Asylbewerber in der EU lag in den Jahren 2015 und 2016 mit jeweils rund 1,3 Mio. mehr als doppelt so hoch wie in den Jahren zuvor. Die Flucht erfolgte teilweise auf dem Landweg (v. a. über die Balkanroute), teilweise über das Mittelmeer.
Als Reaktion verschärften die wichtigsten Zielstaaten im Herbst 2015 zunächst ihr jeweiliges Asylrecht. Die Flüchtlinge wurden zudem physisch verstärkt an der Einreise in die EU gehindert, zum Beispiel durch Einsätze auf dem Mittelmeer oder die Errichtung von Grenzbarrieren auf der Balkanroute. Zudem schloss die EU Abkommen mit Herkunftsländern und Transitländern, die die Zahl der ankommenden Flüchtlinge reduzieren sollte. Unter anderem durch die Schließung der Balkanroute sowie das EU-Türkei-Abkommen vom 18. März 2016 nahm die Zahl der neuen Asylbewerber wieder ab und lag 2017–2019 konstant bei rund 600.000.
Die Ereignisse sorgten für politische Auseinandersetzungen zwischen den Regierungen verschiedener EU-Staaten. Im Krisenverlauf missachteten einige EU-Staaten zentrale Vereinbarungen aus dem Schengener Abkommen von 1985 und dem Dubliner Übereinkommen von 1990 und verweigerten sich einer Verteilung der Flüchtlinge. Das stellte die Tragfähigkeit der EU-Verträge, die Integrationskraft der EU und die innereuropäische Solidarität in Frage. Die Asylpolitik der Europäischen Union, die europäische Migrationspolitik sowie die jeweilige nationale Einwanderungs- und Flüchtlingspolitik wurden ebenso wie die Position des Islam in Europa Thema heftiger politischer Auseinandersetzungen. In vielen Zielländern führte die Krise zu einem Erstarken der extremen Rechten sowie nationalkonservativer und islamfeindlicher Kräfte.
Viele der Flüchtlinge waren auf ihrem Weg der Ausbeutung durch kriminelle Schleuser und vielfältigen Gefahren für ihr Leib und Leben ausgesetzt. Menschenrechtsorganisationen wie der Hohe Flüchtlingskommissar der UN kritisierten vor allem den mangelhaften Einsatz der beteiligten Regierungen für sichere Wege für die Flüchtlinge. Im Mittelmeer ertranken tausende Menschen, bedeutende Teile der Seenotrettung mussten aber von NGOs übernommen werden.

## Bezeichnungen

### „Flüchtlinge“, „Geflüchtete“, „Asylbewerber“, „Migranten“
„Flüchtlinge“ bzw. „Geflüchtete“ und „Asylbewerber“ wurden während der Krise im Jahr 2015 im allgemeinen Sprachgebrauch nicht präzise von „Migranten“ unterschieden; der Ausdruck umfasste Betroffene von erzwungener, freiwilliger oder unfreiwilliger Migration, nicht nur staatlich Verfolgte. Da Migrationsursachen und -motive vielfältig wechseln und ineinander übergehen, sind voneinander abgegrenzte Kategorien in der Regel Fremdzuschreibungen seitens der Aufnahmestaaten.

### „Flüchtlingskrise“
Größere inner- und außereuropäische Fluchtbewegungen werden umgangssprachlich seit langem als „Flüchtlingskrise“ bezeichnet, so die Ausreisewelle aus der DDR während der Wende im Sommer und Herbst 1989, die Fluchten aus dem zerfallenden Jugoslawien in den 1990er Jahren und andere. Der Ausdruck diente seit 2015 in Politik und Medien Europas zur Steigerung voriger Bezeichnungen der vervielfachten Asylbewerberzahl. Er stieß bald auf Kritik, weil er eine Krise einer Personengruppe zuschreibt, nicht dem politischen Umgang mit ihr, und so die Wahrnehmung des Problems zu Lasten der Flüchtlinge kontextualisiert. Darum änderte die International Federation of Social Workers (IFSW) den Ausdruck Refugee Crisis im Titel ihrer Konferenz vom März 2016 in Wien zu the Political Crisis Forcing People into Displacement and Refugee Status.
Laut Politikwissenschaftlerin Julia Schulze Wessel kann „Flüchtlingskrise“ auch als „Krise des Flüchtlings/der Flüchtlinge“ verstanden werden. Dann könne der Ausdruck auf die Begrenztheit des bisherigen Flüchtlingsbegriffs hinweisen, der aktuelle Fluchtursachen nicht erfasst, und auf die katastrophale Lage von displaced persons, die meist als chancen- und schutzlose Binnenflüchtlinge oder in Lagern oder Gefängnissen verbleiben müssen, neuerdings auch in Europa. Tatsächlich werde der Ausdruck heute aber im Kontext negativer Folgen für die Ankunfts- und Aufnahmestaaten gebraucht. Als „Lösung der Flüchtlingskrise“ bezeichneten europäische und deutsche Politiker daher meist nur die Reduktion der Flüchtlingszahlen, nicht eine Verbesserung der Lebenssituation von Geflüchteten. Der Ausdruck sei daher nicht stimmig. Der damit gemeinte staatliche Kontrollverlust lasse sich besser als „Krise der europäischen Flüchtlings- und Migrationspolitik“ bezeichnen.
Sozial- und Politikwissenschaftlerin Hannah von Grönheim kritisiert die verbreiteten Bezeichnungen „Flüchtlingskrise“, „Flüchtlingsproblem“ oder „Flüchtlingsproblematik“ als „Konstruktion eines Sicherheitsbedarfs“: Mit den Ausdrücken werde nahegelegt, dass Europa durch Flüchtlinge bedroht sei, um eine schon bestehende EU-Politik der Abschottung und Abwehr zu legitimieren und zu verstärken. Oft würden die Bezeichnungen mit Ausdrücken wie „Drama“ oder (englisch) challenge, risk, large-scale humanitarian crisis, particularly strong and unforeseen pressure und mit Flutmetaphern ergänzt, die als Dramatisierung wirkten. So verknüpften Politiker den Diskurs um Flucht und Migration oft direkt mit dem Diskurs um europäische oder nationale Sicherheitsbedürfnisse und setzten Flüchtlinge und Migranten mit Kriminellen sprachlich gleich. Von Grönheim verwies auf den Anthropologen David Turton: Dieser hatte schon 2003 festgestellt, dass Europäer Migrationsprozesse oft mit Flutmetaphern beschreiben und Flüchtlinge wie Einwanderer der eigenen Gruppe gegenüberstellen („sie“ gegen „uns“), obwohl ihre Vorfahren selbst Migranten waren. Dies sei mitverantwortlich dafür, dass Migration nach Europa als etwas Unnormales und Migranten als fremde, bedrohliche oder gar feindliche Gruppe wahrgenommen, ausgegrenzt und entmenschlicht würden, mit deren Lage Europa historisch nichts zu tun habe.

### „Migrationskrise“
Auch die Bezeichnung „Migrationskrise Europas“ wird verwendet. Fünf Migrationsforscher kritisieren den Ausdruck als ahistorisch und verengend: Zuwanderung größeren Ausmaßes sei für Europa historisch nicht neu, die Asylbewerberzahlen des Sommers 2015 seien im Weltmaßstab relativ gering und die Massenflucht in südeuropäische Staaten vorhersehbar gewesen. Die Bezeichnung lasse leicht aus dem Blick geraten, dass diese Krise nur eine Facette in einer Reihe von Krisen gewesen sei. Diese Reihe habe eigentlich mit der weltweiten Finanzkrise ab 2007 begonnen, deren Folgen den sozialen Zusammenhalt in Europa schon untergraben, rechtspopulistische Kräfte neubelebt und einige illiberale Regierungen in und außerhalb Europas an die Macht gebracht hätten. Dem Arabischen Frühling ab 2011 seien auch wegen der Lösungsunfähigkeit der internationalen Gemeinschaft der Bürgerkrieg in Syrien seit 2011 und Aufstieg des Islamischen Staates gefolgt. Die strenge Austeritäts-Politik der EU habe den zeitweisen Zusammenbruch der Asylsysteme in Südeuropa und die humanitären Krisen in Griechenland und entlang der Westbalkan-Route mitverursacht. Erst durch die Unfähigkeit der EU, die Ankünfte über die Mittelmeerrouten zu managen, sei daraus 2015 eine „Migrationskrise“ geworden. Die durch Alleingänge einiger EU-Staaten geschwächte Souveränität der EU habe weitere repressive Politik und illiberale Kräfte gefördert und so im Ergebnis eine Krise der gesamten EU bewirkt. Weitere Wissenschaftler und andere Experten zum Thema beschreiben die sogenannte Flüchtlings- oder Migrationskrise als eins von vielen Symptomen einer tiefgehenden und anhaltenden „Solidaritätskrise“ der gesamten EU, von der Flüchtlinge betroffen worden seien.

### „Geschehnisse des Septembers 2015“
Im September 2018 wurde der Journalist Robin Alexander, Autor des Sachbuch-Bestsellers Die Getriebenen (2017), von Moderator Markus Lanz in dessen gleichnamiger ZDF-Talkshow zum dritten Jahrestag des Beginns der Flüchtlingskrise befragt. Die Grünen-Politikerin Renate Künast unterbrach die Frage mit der These, es habe niemals eine Flüchtlingskrise gegeben. Als Lanz ersatzweise den Begriff „Migrationskrise“ vorschlug, widersprach Künast ebenfalls, da das Wort „Krise“ bereits einen negativen Beigeschmack habe. Wer es benutze, betreibe aus ihrer Sicht „das Geschäft der AfD“. Da Künast selbst keinen Vorschlag für einen vermeintlich neutralen Begriff machen wollte, einigten sich die Gäste darauf, nur noch von „den Geschehnissen des Septembers 2015“ zu sprechen. Da der Begriff der Redaktion jedoch als unverständlich für Zuschauer erschien, wurde der Teil der Diskussion vor der Ausstrahlung herausgeschnitten.

## Entwicklung
Das Flüchtlingshilfswerk UNHCR registriert weltweit Menschen, die nach den Kriterien der Genfer Flüchtlingskonvention (GFK) von 1951 als Flüchtlinge gelten, sowie Binnenflüchtlinge, Kriegsflüchtlinge, durch Umweltkatastrophen zur Flucht gezwungene und staatenlose Menschen. Wegen unzuverlässiger oder fehlender Angaben vieler Staaten erfasst das UNHCR nur einen Teil der tatsächlichen Gesamtmenge. Der weitaus größte Teil bleibt seit Jahrzehnten als Binnenflüchtlinge im eigenen Land oder in direkten Nachbarstaaten. Nur ein kleiner Bruchteil der Flüchtlinge sind staatlich registrierte Asylbewerber. Das UNHCR erfasst Fluchtbewegungen nach Europa nicht gesondert, sondern als Teil der weltweiten Zunahme von gewaltsam vertriebenen Menschen. Deren Zahl stieg von 51,2 Mio. (2013) über 60 (2014), 65,3 (2015) und 65,6 (2016) auf 68,5 Mio. bis Ende 2017. Darunter waren zuletzt 25,4 Mio. registrierte Flüchtlinge. Nur 2,643 Mio. (10,4 %) von ihnen flüchteten in oder nach Europa.

### Herkunftsstaaten

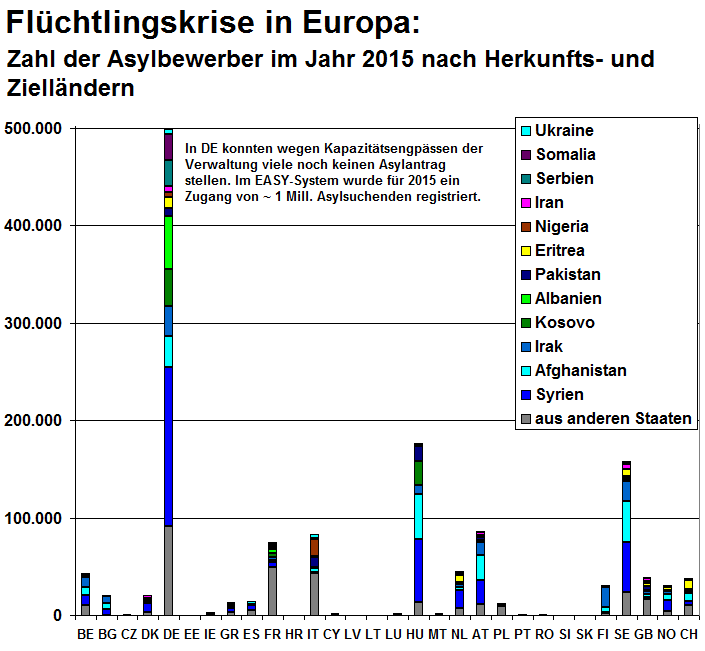
Asylbewerber 2015 nach Herkunfts- und Zielstaaten

2014 kamen 53 % der vom UNHCR registrierten Vertriebenen aus Syrien, Afghanistan und Somalia. Größere Anteile kamen auch aus den Staaten Irak, Südsudan, Nigeria, Demokratische Republik Kongo und Ukraine. Libanon (23,2 % im Verhältnis zur Einwohnerzahl), Türkei, Pakistan und Iran nahmen weltweit mit Abstand die meisten Flüchtlinge auf. 2015 bis 2016 stellten Syrer jeweils fast ein Drittel, mit Afghanen und Irakern zusammen mehr als die Hälfte aller Asylbewerber in Europa.
| Staat          | 2015 | 2016 | 2017 |
| -------------- | ---- | ---- | ---- |
| Afghanistan    | 14   | 15   | 07   |
| Albanien       | 05   | 02   | 03   |
| Bangladesch    | –    | –    | 03   |
| Elfenbeinküste | –    | –    | 02   |
| Eritrea        | 03   | 03   | 04   |
| Guinea         | –    | –    | 03   |
| Irak           | 10   | 11   | 07   |
| Iran           | 02   | 03   | 03   |
| Kosovo         | 05   | –    | –    |
| Nigeria        | 02   | 04   | 06   |
| Pakistan       | 04   | 04   | 05   |
| Russland       | –    | 02   |      |
| Syrien         | 29   | 28   | 16   |
| Türkei         | –    | –    | 02   |
| Andere         | 26   | 28   | 40   |

### Einreisen

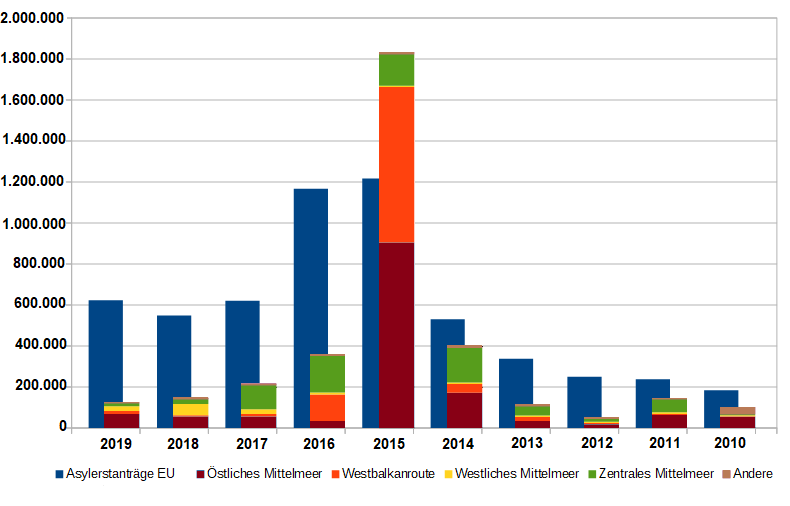
Von Frontex registrierte Migration in die Europäische Union; da es noch kein Meldesystem gibt, handelt es sich nicht um präzise Zahlen. In Blau die Zahl der Asyl-Erstanträge in Europa.

Seit Jahrzehnten haben die EU und die EU-Staaten Flüchtlingen und Schutzsuchenden legale Einreisen immer mehr erschwert und so ein immer stärkeres Ausweichen auf unerlaubte Einreisen bewirkt. Sie erlauben ihnen nicht, Asylanträge in Auslandsvertretungen von EU-Staaten (Botschaftsasyl) in ihrem Herkunftsland zu stellen. Auch Kriegsflüchtlinge aus akuten Krisenregionen brauchen weiterhin ein Visum für Reisen in die EU. Um legal Asyl zu beantragen, sind die meisten Flüchtlinge daher gezwungen, als sogenannte illegale Migranten nach Europa zu reisen. Viele kommen mit einem zeitlich befristeten Visum nach Europa und bleiben nach Ablauf ihres Aufenthaltsrecht länger, um ein Asylverfahren zu durchlaufen.
Flüchtlinge ohne gültiges Visum gelangen vor allem über drei Routen über das Mittelmeer in die EU:
- die östliche Mittelmeerroute von der Türkei nach Griechenland, meist auf dem Seeweg über die östliche Ägäis nach Lesbos, seltener auf dem Landweg nach Bulgarien. Von dort gelangen sie über Rumänien oder Serbien oder die westliche Balkanroute (Albanien, Montenegro oder Nordmazedonien) nach Ungarn, Österreich, Deutschland und gegebenenfalls weiter nach West- und Nordeuropa. Diese Routen nutzten 2015 vor allem Syrer, Afghanen, Pakistaner und Subsahara-Afrikaner, aber auch Nordafrikaner aus Tunesien und Marokko, denen die Türkei 2013 die Visapflicht erlassen hatte.
- die zentrale Mittelmeerroute von Libyen nach Italien (Lampedusa, Sizilien) oder Malta. Diesen Weg nutzten 2015 vor allem Menschen aus Subsahara-Afrika, die über die Sahelzone zur Mittelmeerküste Nordafrikas gelangt waren. Syrer nutzten diese Route 2015 kaum noch, da Ägypten und Algerien ihnen den Zugang nach Libyen durch Visapflicht erschwert hatten.
- die westliche Mittelmeerroute von Marokko nach Spanien, entweder auf dem Seeweg oder auf die spanischen Exklaven Ceuta oder Melilla. Dieser Fluchtweg verlor wegen der enorm verstärkten Grenzzäune und Grenzkontrollen zeitweise an Bedeutung.[18]

Bis Dezember 2015 registrierte die EU rund 913.000 irreguläre Grenzübertritte von der Türkei nach Griechenland. Davon kamen fast 700.000 Menschen über die Balkanroute bis nach Zentraleuropa. Nach deren Schließung und dem EU-Türkei-Abkommen kamen bis Juli 2016 zwar noch 160.000, aber davon im Juli nur noch 2.000 Flüchtlinge in Griechenland an. Laut Frontex kamen 2016 fast zwei Drittel weniger Flüchtlinge als 2015 über das Mittelmeer in die EU, jedoch 20 % mehr nach Italien. 2017 zählte IOM 186.768 Ankünfte über die Mittelmeerroute. Im ersten Halbjahr 2018 zählte Frontex 60.430 illegale Grenzübertritte (etwa halb so viele wie im ersten Halbjahr 2017), davon 16.100 nach Italien (81 % weniger), 14.700 nach Spanien (fast 100 % mehr).

### Todesopfer

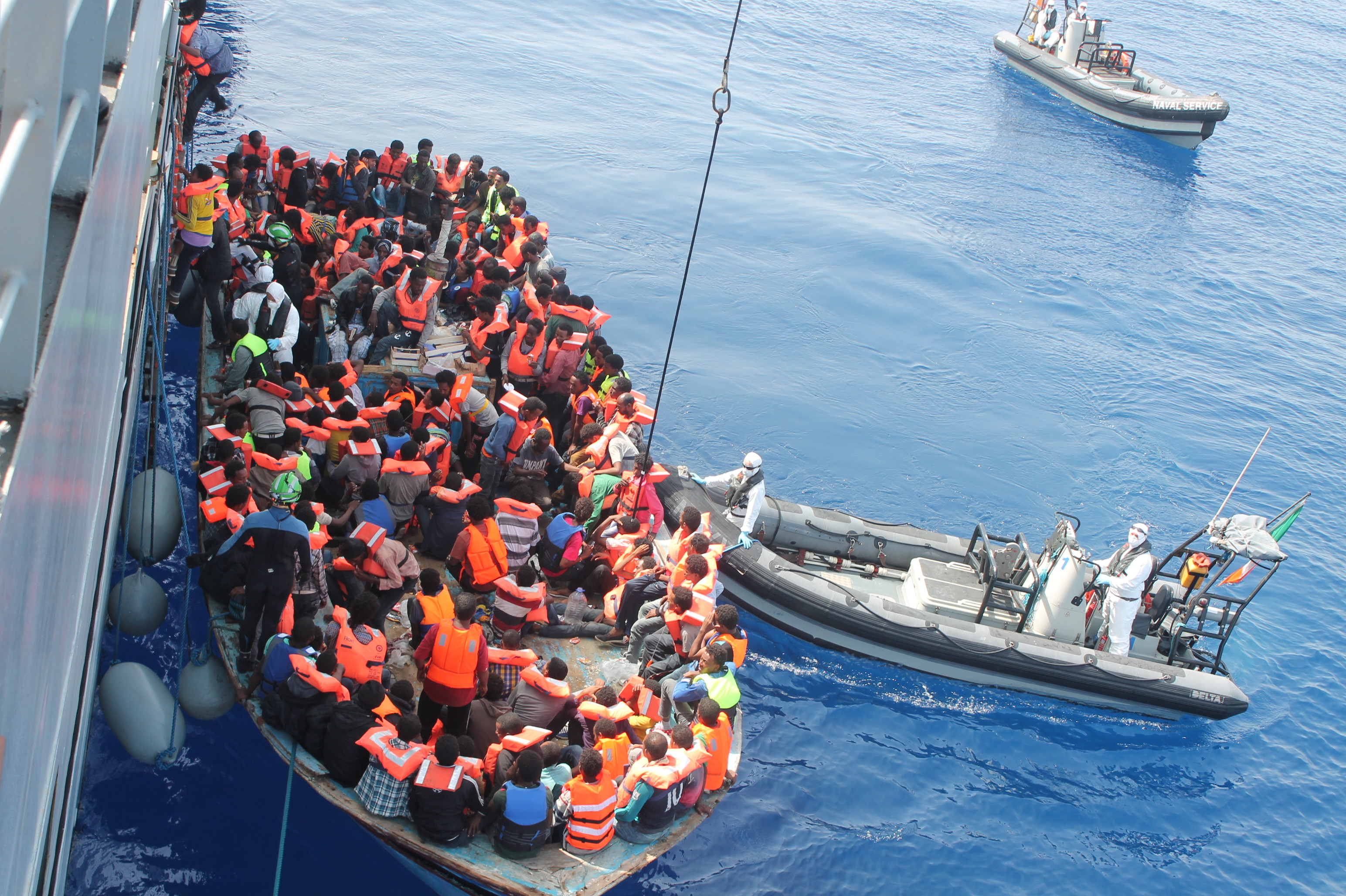
Seenotrettung auf dem Mittelmeer im Rahmen der Operation Triton (Juni 2015)

Weder die Grenzüberwachungssysteme der EU (Frontex, Eurosur) noch die EU-Staaten registrieren die Todesopfer auf den Fluchtrouten nach Europa. Einige NGOs zählten die Toten nach verschiedenen Methoden. Das bis April 2014 von Journalisten großer europäischer Zeitungen geführte Datenbankprojekt The Migrants' Files sammelte und überprüfte die Todes- und Vermisstenmeldungen von Regierungs- und Medienberichten. Danach sind von 2000 bis 2013 auf der Flucht nach Europa 23.258 Menschen gestorben, ertrunken und/oder vermisst gemeldet worden; mindestens 4000 mehr als zuvor angenommen.
Ab 2014 übernahm die Internationale Organisation für Migration (IOM), die mit UNHCR zusammenarbeitet, die Zählung der Toten. Von Januar 2000 bis 30. Juni 2017 registrierte IOM 33.761 im Mittelmeer Gestorbene oder Vermisste. Von 2014 bis Ende 2017 registrierte IOM mehr als 15.600 im Mittelmeer Gestorbene sowie weitere 6.042 Todesfälle auf Landrouten nach und in Europa. Zwischen 2014 und 2018 sind, laut IOM, geschätzt über 30.000 Menschen auf der Reise durch die Sahara-Wüste verschwunden. Dem IOM zufolge sterben mindestens doppelt so viele Migranten in der Sahara wie im Mittelmeer.
| Jahr               | 2014  | 2015  | 2016  | 2017  | 2018  | 2019  | 2020  | 2021  |
| Tote und Vermisste | 3.286 | 4.055 | 5.136 | 3.139 | 2.337 | 1.885 | 1.448 | 2.048 |

Nach UNHCR-Angaben stieg der Anteil der beim Überqueren des Mittelmeers Gestorbenen von 1:38 im ersten Halbjahr 2017 auf 1:19 im ersten Halbjahr 2018. Im Juni 2018 verweigerten Malta und Italien privaten Seenotrettern das Anlaufen ihrer Häfen und beschlagnahmten einige ihrer Schiffe. Danach stieg das Verhältnis auf 1:7. Obwohl viel weniger Migranten als im Vorjahr die zentrale Mittelmeerroute nutzten, nahm der Anteil der Todesopfer daran stark zu. Bis 3. August registrierte das UNHCR 1511 Tote, davon rund 850 im Juni und Juli. Es nannte die Todesrate „dramatisch und außergewöhnlich“ und forderte die EU-Staaten auf, die Anlandung von aus Seenot geretteten Migranten zu garantieren.
Die tatsächliche Opferzahl wurde erheblich höher geschätzt, da viele Unfälle und Tode nicht beobachtet, entdeckt und dokumentiert werden. In einem einzigen Sommermonat 2017 fand die Seenotrettungsorganisation Sea-Eye auf der zentralen Mittelmeerroute täglich bis zu drei gekenterte Schlauchboote mit wenigen oder keinen Leichen, ohne Schwimmwesten und Markierung anderer Finder. Ausgehend von der bekannten Belegung solcher Boote mit 150 bis 200 Personen schätzte der Seenotretter Johann Pätzold die Zahl nicht gefundener Todesopfer allein für 2017 auf mehr als 30.000. Er schrieb dies in einem offenen Brief an den damaligen Innenminister Thomas de Maizière und Bundeskanzlerin Angela Merkel. Für 2018 wird die Dunkelziffer der nicht gefundenen Toten auf der Mittelmeerroute auf bis zu viermal so hoch geschätzt wie die der gemeldeten Toten.
Hinzu kommen die mindestens doppelt so hoch geschätzten Todes- und Vermisstenzahlen auf der Sahara-Route. Sie kommen dort um, auch weil die Regierung des Niger kaum Personal und Technik für Such- und Rettungsaktionen bereitstellt, aber Wasserstellen und Dörfer in der Wüste auf deutschen und europäischen Druck seit 2016 militärisch überwacht und Migrantentransporte mit bis zu 30 Jahren Haft bestraft werden.
Die meisten Toten sind unauffindbar oder nicht identifizierbar. Staatsbehörden kümmern sich kaum um das Bergen und Bestatten der Toten und die Suche nach Angehörigen; dies bleibt Privatinitiativen überlassen. Auf Lesbos wurden tote Flüchtlinge zuerst auf einem bald überfüllten Armenfriedhof, seit Februar 2016 auf einem neuen behördlich eingerichteten Friedhof bestattet.

### Asylerstanträge

Asylanträge in der EU (schwarzer Graph) und in neun europäischen Staaten (siehe Farblegende), 2008 bis 2017.

Die Zahl der nach Europa eingereisten Flüchtlinge und Migranten wuchs schon 2014 um rund die Hälfte, 2015 um mehr als das Doppelte gegenüber dem Vorjahr. Die Zahl der registrierten Asylbewerber galt als wichtiger Indikator der Entwicklung, da die Eingereisten vielfach in anderen als ihren Ankunftsstaaten erstmals Asyl beantragten und erst dort erfasst wurden.
| Staat                  | 2013    | 2014    | 2015      | 2016      | 2017    | 2018    |
| ---------------------- | ------- | ------- | --------- | --------- | ------- | ------- |
| EU                     | 431.094 | 626.960 | 1.322.844 | 1.260.908 | 708.583 | 645.725 |
| Belgien                | 21.029  | 22.710  | 44.662    | 18.278    | 18.342  | 22.530  |
| Bulgarien              | 7.144   | 11.080  | 20.388    | 19.419    | 3.697   | 2.535   |
| Dänemark               | 7.169   | 14.680  | 20.937    | 6.178     | 3.220   | 3.570   |
| Deutschland            | 126.705 | 202.645 | 476.508   | 745.154   | 222.562 | 184.180 |
| Estland                | 96      | 155     | 231       | 177       | 191     | 95      |
| Finnland               | 3.209   | 3.620   | 32.346    | 5.604     | 4.992   | 4.500   |
| Frankreich             | 66.267  | 64.310  | 76.163    | 84.269    | 99.332  | 120.425 |
| Griechenland           | 8.226   | 9.430   | 13.205    | 51.108    | 58.650  | 66.965  |
| Irland                 | 946     | 1.450   | 3.276     | 2.244     | 2.930   | 3.670   |
| Italien                | 26.620  | 64.625  | 83.540    | 122.959   | 128.848 | 59.950  |
| Kroatien               | 1.079   | 450     | 208       | 2.223     | 976     | 800     |
| Lettland               | 193     | 375     | 330       | 351       | 357     | 185     |
| Litauen                | 399     | 440     | 317       | 432       | 543     | 405     |
| Luxemburg              | 1.068   | 1.150   | 2.506     | 2.161     | 2.432   | 2.335   |
| Malta                  | 2.248   | 1.350   | 1.843     | 1.928     | 1.839   | 2.130   |
| Niederlande            | 13.062  | 24.495  | 44.972    | 20.943    | 18.212  | 24.025  |
| Österreich             | 17.498  | 28.035  | 88.159    | 42.255    | 24.715  | 13.375  |
| Polen                  | 15.241  | 8.020   | 12.188    | 12.303    | 5.045   | 4.110   |
| Portugal               | 502     | 440     | 895       | 1.462     | 1.752   | 1.285   |
| Rumänien               | 1.493   | 1.545   | 1.260     | 1.882     | 4.817   | 2.135   |
| Schweden               | 54.268  | 81.180  | 162.451   | 28.792    | 26.327  | 21.560  |
| Slowenien              | 272     | 385     | 277       | 1.308     | 1.475   | 2.875   |
| Slowakei               | 439     | 330     | 329       | 145       | 161     | 175     |
| Spanien                | 4.487   | 5.615   | 14.779    | 15.754    | 33.952  | 54.050  |
| Tschechien             | 694     | 1.145   | 1.515     | 1.473     | 1.445   | 1.690   |
| Ungarn                 | 18.897  | 42.775  | 177.134   | 29.431    | 3.392   | 670     |
| Vereinigtes Königreich | 30.586  | 32.785  | 40.159    | 39.737    | 33.781  | 37.730  |
| Zypern                 | 1.257   | 1.745   | 2.266     | 2.938     | 4.598   | 7.765   |
| Nichtmitglieder der EU | 2013    | 2014    | 2015      | 2016      | 2017    | 2018    |
| Island                 | 127     | 170     | 369       | 1.124     | 1.085   | 775     |
| Liechtenstein          | 54      | 65      | 150       | 81        | 149     | 165     |
| Norwegen               | 11.931  | 11.415  | 31.112    | 3.487     | 3.519   | 2.660   |
| Schweiz                | 21.304  | 23.555  | 39.446    | 27.141    | 18.013  | 15.160  |

Von 2013 auf 2014 stiegen die Asylerstanträge in der EU demnach um rund 44 %, am stärksten in Italien (+143 %), Ungarn (+126 %) und Dänemark (+105 %). Sie verringerten sich zugleich gegen den Trend in Kroatien (−58 %), Polen, Malta, der Slowakei, Portugal und Frankreich. Unter den Asylbewerbern von 2015 in Europa waren 88.300 unbegleitete Minderjährige.
Häufig geben Staatsbehörden Antragszahlen als Nachweis überproportionaler Lasten an. Die tatsächlichen Lasten ergeben sich jedoch erst aus der Berücksichtigung der Anerkennungsquoten, Abschiebungsmengen und -dauern, Einbürgerungen und Relationen zu Einwohnerzahl und durchschnittlichem Pro-Kopf-Einkommen. In elf von 28 EU-Staaten wurden überdurchschnittlich viele Asylanträge gestellt, rund ein Drittel davon in Deutschland. Jedoch gehörte kein europäischer Staat zu den zehn Staaten mit den meisten Asylanträgen weltweit. In Relation zur Einwohnerzahl belegten Schweden und Malta 2014 die Plätze 9 und 10, Deutschland Platz 50. Im Verhältnis zum Bruttoinlandsprodukt (BIP) nahmen 46 außereuropäische Staaten, darunter einige der ärmsten Staaten der Welt, mehr Flüchtlinge auf als die EU-Staaten. Deutschland lag auf Rang 49, 2016 auf Rang 63. 2015, 2016 und 2017 verteilten sich die Asylanträge in den 28 EU-Staaten und weiteren Staaten Europas in Promille (je 1.000 Einwohner) wie folgt:
| Staat                  | 2015 | 2016 | 2017 |
| ---------------------- | ---- | ---- | ---- |
| EU-Durchschnitt        | 2,47 | 2,36 | 1,27 |
| Belgien                | 3,4  | 1,2  | 1,2  |
| Bulgarien              | 2,8  | 2,6  | 0,4  |
| Dänemark               | 3,6  | 1,0  | 0,5  |
| Deutschland            | 5,4  | 8,7  | 2,4  |
| Estland                | 1,7  | 1,1  | 1,3  |
| Finnland               | 5,8  | 0,9  | 0,7  |
| Frankreich             | 1,0  | 1,1  | 1,3  |
| Griechenland           | 1,0  | 4,6  | 5,2  |
| Irland                 | 0,7  | 0,4  | 0,6  |
| Italien                | 1,3  | 1,9  | 2,0  |
| Kroatien               | 0,03 | 0,5  | 0,2  |
| Lettland               | 0,16 | 0,17 | 0,18 |
| Litauen                | 0,09 | 0,14 | 0,18 |
| Luxemburg              | 4,1  | 3,5  | 3,9  |
| Malta                  | 3,9  | 3,9  | 3,5  |
| Niederlande            | 2,5  | 1,1  | 0,9  |
| Österreich             | 9,9  | 4,5  | 2,5  |
| Polen                  | 0,27 | 0,26 | 0,07 |
| Portugal               | 0,08 | 0,07 | 0,09 |
| Rumänien               | 0,06 | 0,09 | 0,2  |
| Schweden               | 16,0 | 2,2  | 2,2  |
| Slowakei               | 0,05 | 0,02 | 0,03 |
| Slowenien              | 0,1  | 0,6  | 0,7  |
| Spanien                | 0,3  | 0,3  | 0,6  |
| Tschechien             | 0,1  | 0,1  | 0,1  |
| Ungarn                 | 17,7 | 2,8  | 0,3  |
| Vereinigtes Königreich | 0,5  | 0,5  | 0,5  |
| Zypern                 | 2,4  | 3,3  | 5,2  |
| Island                 | –    | 3,3  | –    |
| Liechtenstein          | –    | 2,0  | –    |
| Norwegen               | 5,8  | 0,6  | –    |
| Schweiz                | 4,6  | 3,1  | –    |

## Fluchtursachen und Umgang in den Ursprungsländern mit der Krise
Die europäische Flüchtlingskrise ab 2015 steht im Kontext einer globalen Zunahme der gewaltsam Vertriebenen. Die Migrationsforschung hatte die Zunahme seit Jahrzehnten vorhergesagt und Bevölkerungswachstum, ökonomische Ungleichheit, niedrige Einkommen, strukturelle Arbeitslosigkeit und langwierige regionale Konflikte als begünstigende Faktoren dafür genannt. An erster Stelle der Fluchtursachen steht laut Stefan Luft akute Gewalt gegen Zivilisten durch Kriegsparteien oder paramilitärische Gruppen, darunter schwere Verletzungen der Menschenrechte und des humanitären Völkerrechts, ferner alle Arten von Verfolgung, wirtschaftliche und soziale Verelendung, menschengemachte und Natur-Katastrophen, Klimaveränderungen, Folgen von Großprojekten oder Ausbeutung von Bodenschätzen. Heute setzten viele militärische Gruppen Gewalt gegen einzelne Bevölkerungsgruppen ein, um Rechtsstaatlichkeit zu zerstören und gesetzlose Verhältnisse für ungestörte Gewinnmaximierung zu schaffen oder zu wahren.
Zu den besonderen Ursachen der Flucht nach Zentraleuropa gehören der Bürgerkrieg in Syrien, das Vorrücken und Anschläge der Taliban im Rahmen des Kriegs in Afghanistan sowie der Terrororganisation Islamischer Staat im Irak und in Syrien, humanitäre Versorgungskrisen in Syriens Nachbarstaaten, bewaffnete Konflikte und humanitäre Krisen in Somalia, Sudan, Südsudan, Eritrea, Nigeria, der Krieg in der Ukraine seit 2014 sowie Armut und Arbeitslosigkeit in vielen Westbalkanstaaten. Zu den Faktoren, die die Flucht nach Zentraleuropa schubweise verstärkten, gehören der Zerfall von „Pufferstaaten“ wie Libyen, die relative politische Stabilität in reicheren Staaten Europas und die zeitweise Aussetzung der Dublinregeln in der EU.
Der starke Anstieg im Sommer 2015 ging wesentlich auf akute Versorgungsengpässe in Flüchtlingslagern um Syrien zurück: Nachdem Staaten ihre Hilfszusagen an das UNHCR nicht eingehalten hatten (Deutschland etwa halbierte diesbezügliche Beiträge 2014), war der auf 1,3 Milliarden angesetzte UNHCR-Plan für syrische Flüchtlinge im Frühjahr 2015 nur zu 35 % finanziert. Folglich musste das UNHCR die ohnehin bescheidenen Zahlungen an regionale Flüchtlingslager kürzen, so dass deren Versorgung großenteils den Nachbarstaaten zufiel. Laut Paul Collier (Ökonom) und Alexander Betts (Migrationsforscher) ist das Versagen der internationalen Staatengemeinschaft, den Aufnehmerstaaten um Syrien angemessene und rechtzeitige Hilfen zukommen zu lassen, inzwischen (2017) als schwerer moralischer und praktischer Fehler anerkannt.
Am 5. September 2015, eine Woche nachdem im Burgenland bei Parndorf 71 erstickte Flüchtlinge in einem abgestellten LKW gefunden worden waren und angesichts der Lage Tausender am Bahnhof Budapest Keleti pályaudvar auf eine Weiterreise Wartender, entschied die deutsche Bundeskanzlerin in Absprache mit Ungarns und Österreichs Regierungen, dort festsitzende oder zu Fuß marschierende Flüchtlinge ausnahmsweise ohne Grenzkontrollen in Deutschland einreisen zu lassen, und sicherte syrischen Bürgerkriegsflüchtlingen ein Bleiberecht in Deutschland zu. Am Wochenende des 5. und 6. Septembers kamen so aus Ungarn über Österreich rund 20.000 Flüchtlinge in München in Deutschland an. Fernseh- und Erfahrungsberichte machten die zeitweise Willkommens- und Anerkennungskultur vieler Deutscher international bekannt. Politische Gegner stellten die humanitäre Ausnahme als persönliche Einladung und Ursache des weiteren Anstiegs der Einreisen in die EU dar. Die Migrationsforscherin Kirsten Hoesch verweist demgegenüber auf einen historisch lange gewachsenen Problemstau: Legale Einreisewege und faire Verteilung der Flüchtlinge seien in der EU nicht zuletzt an Deutschlands Ablehnung gescheitert. Neue kriegerische Konflikte seien in den letzten 15 Jahren hinzugekommen, ohne dass bestehende Konflikte gelöst wurden. Die reicheren Staaten hätten jahrelang unzureichende Hilfen für Flüchtlingslager geleistet, so dass die Lebensbedingungen dort untragbar wurden. Bei der Globalisierung hätten sie ihre Grenzen für Kapital und Waren, kaum jedoch für Menschen außerhalb der OECD geöffnet. Diesen habe die Digitalisierung Informationsaustausch über Lebensbedingungen und Chancen in anderen Staaten erleichtert. „Neben Kriegen und Konflikten ist die ökonomische Ungleichheit eine Haupttriebfeder der internationalen Migration.“
Nach einer Studie des Politikwissenschaftlers Arno Tausch (Oktober 2015) umfasste das Potential für die „Normalmigration“ aus arabischen und muslimisch geprägten Staaten auch ohne den Bürgerkrieg in Syrien rund 2,5 Mio. Araber sowie 6 Mio. Bewohner der Staaten der Islamischen Kooperation. Dieses Potential habe Angela Merkel unterschätzt und es durch eine „Politik der Einladung“ vom Sommer 2015 weitgehend nach Europa umdirigiert.

### Syrien
Im Bürgerkrieg in Syrien begingen alle Beteiligten von Beginn an (2011) schwere Kriegsverbrechen und Verstöße gegen die Menschenrechte. Das Assad-Regime und bis zu 160 regierungsfeindliche Milizen schnitten die Bevölkerung systematisch von der Versorgung mit Lebensmitteln und Medizin ab. Bombenangriffe auf Wohngebiete, Terroranschläge, willkürliche Verhaftungen und Folter wurden alltäglich. Hinzu kamen Luftangriffe seitens der USA, Russlands, der Türkei, mittelbare Eingriffe seitens des Iran und Saudi-Arabiens. Bis 2015 kamen im Krieg rund 230.000 Menschen um. Über eine Mio. Syrer verloren Haus und Wohnung. Laut UNHCR brauchten nun 12,2 Mio. (fast 50 % der Bevölkerung) Überlebenshilfen; rund acht Mio. wurden im Land vertrieben, über vier Mio. (nach anderen Angaben fünf Mio.) mussten es bis 2015 verlassen. Die meisten Syrer flohen seit 2014 in die benachbarte Türkei. 2015 wurde die Lage in den Flüchtlingslagern des Nahen Ostens (Syrien, Türkei, Libanon, Jordanien, Irak, Ägypten) für 85 % der dorthin Geflohenen perspektivlos und lebensbedrohlich. Verlust aller Ersparnisse, fehlende Arbeitserlaubnis, Lebensmittelknappheit, hohe Preise lieferten sie Hunger, Bettelei, Verschuldung, Gewalt, Korruption und Zwangsarbeit aus. Die UNHCR-Hilfspläne wurden 2015 nur zu 41 % finanziert, weil viele Staaten ihre Zusagen nicht einhielten.
Der Finanzbedarf der UN zur Versorgung der vom UNHCR betreuten Flüchtlingslager in und um Syrien erhöhte sich für 2016 auf 7,3 Milliarden US-Dollar. Die Lebensmittelrationen in den Flüchtlingslagern des Libanon und Jordaniens wurden wegen Unterfinanzierung oder nicht eingehaltener Finanzzusagen gravierend gekürzt.
Syriens Regierung kündigte 2015 vermehrte Einberufungen in die Streitkräfte Syriens an, ermöglichte, sich vom Militärdienst freizukaufen und erleichterte die Passvergabe. Somit konnten Regierungsgegner und Wehrdienstverweigerer dem Bürgerkrieg entfliehen. Vermutet wird, dass die Regierung dies beabsichtigte. Bis April 2016 bewogen die Kämpfe aller vier großen Bürgerkriegsparteien um Aleppo geschätzte rund 400.000 weitere Personen zur Flucht in Richtung Türkei. Nach anhaltenden Geländegewinnen der syrischen Regierungstruppen erklärten 28 Lobbygruppen, Hilfs- und Menschenrechtsorganisationen Ende März 2017, man dürfe zurzeit niemanden nach Syrien zurückschicken, auch wenn eine Region dort sicher erscheine. Die Fluchtgründe bestünden weiterhin. Es widerspreche internationalem Recht, wenn ein Flüchtling gegen seinen Willen zurückgeschickt werde.
Der Bürgerkrieg in Syrien endete im Dezember 2024 mit dem Sturz des Assad-Regimes.

### Irak, Jordanien, Libanon
Der Irak gilt infolge dreier Kriege seit 1980 und dem Bürgerkrieg zwischen 2003 und 2011 als gescheiterter Staat. Seit 2014 brauchen bis zu acht Millionen Iraker erneut humanitäre Hilfen, besonders in nicht von der Regierung kontrollierten Gebieten. Rund sieben Millionen Menschen fehlten medizinische Versorgung, sauberes Wasser und sanitäre Einrichtungen. Rund drei Millionen (50 % davon Kinder) wurden seit 2014 im Irak vertrieben, etwa von der Terrororganisation „Islamischer Staat“. Zugleich flohen rund 250.000 Syrer in den Irak.
Ab Herbst 2016 löste die Schlacht um Mossul (17. Oktober 2016 bis 10. Juli 2017) weitere Flucht aus. Das UNHCR schätzte, rund eine Million Bewohner könnten vertrieben werden.
In Jordanien verschlechterte sich die Lage für syrische Flüchtlinge 2015 stark. Viele besaßen nur noch die Kleidung, die sie am Leib trugen. Stromausfälle, Wasserknappheit und teure Arzthonorare belasteten sie zusätzlich. 58 % der chronisch Kranken wurden nicht mehr medizinisch versorgt. Konkurrenz auf dem Arbeitsmarkt implizierte Spannungen zu Jordaniern.

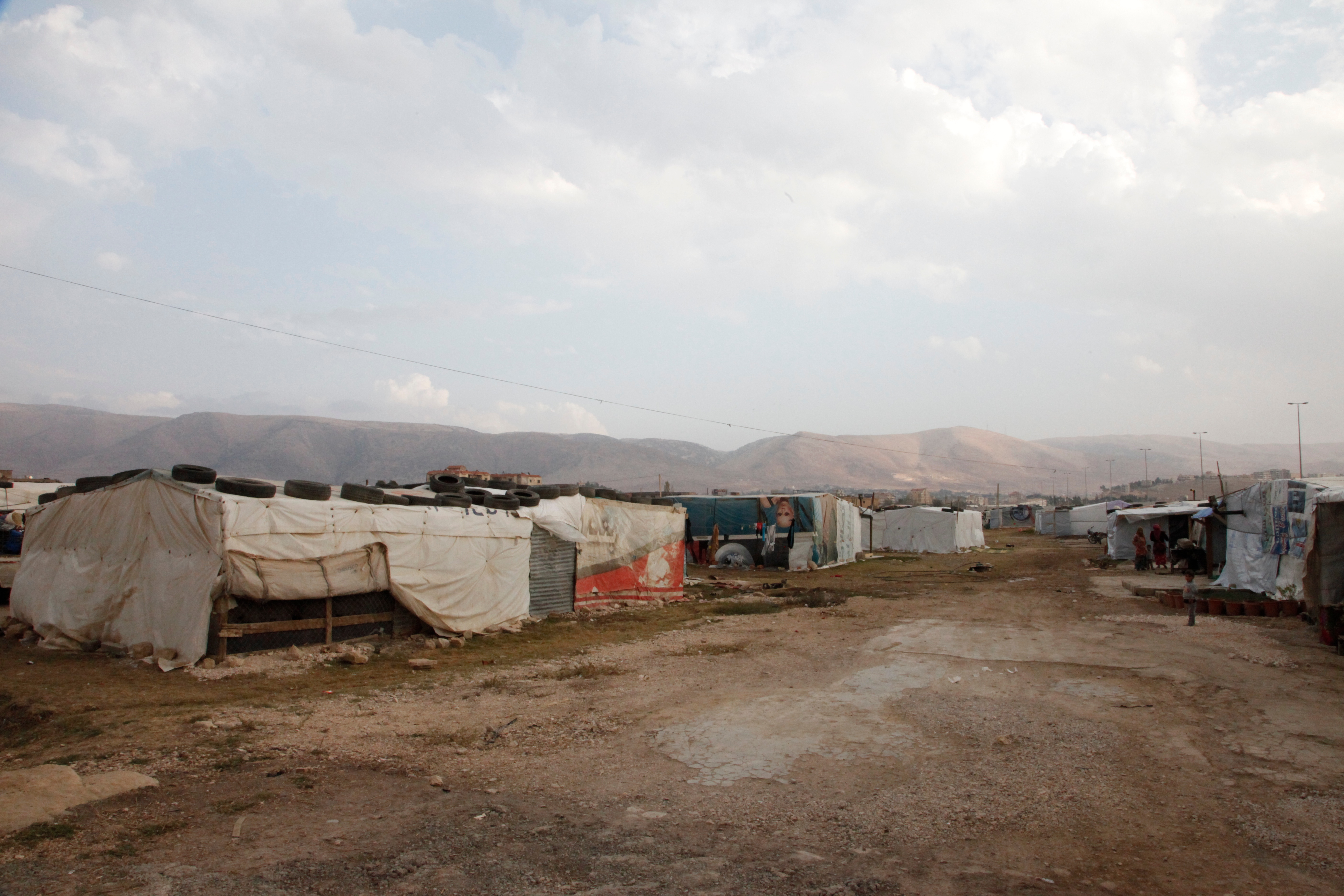
Provisorisches Flüchtlingslager im Libanon (November 2013)

Der Libanon hat vier Millionen Einwohner, gewährte 2015 etwa einer Million registrierter Flüchtlinge Asyl und rechnete für 2016 mit der Ankunft einer weiteren Million unregistrierter Asylbewerber. Die Regierung fürchtete auf der UN-Flüchtlingskonferenz in Genf Ende März 2016, diese Last könne den Zusammenbruch des Staates herbeiführen. Sie verbot dem UNHCR 2015, neue Flüchtlinge zu registrieren, verbot ihnen Arbeit, erschwerte den Zugang zu Lagern, verteuerte die jährlich zu verlängernden Aufenthaltserlaubnisse, verlangte beglaubigte Mietbescheinigungen und teure Gesundheitszeugnisse. Viele lebten 2016 auf engstem Raum in gefährdeter Lage. 39 % hatten kein sauberes Trinkwasser. Zwar bot der Staat syrischen Kindern kostenfreien Schulunterricht an, aber etwa 20 % mussten diesen abbrechen, um ihren Unterhalt zu verdienen. Zugang zu einer Berufsausbildung fehlte. Viele Mädchen gerieten in Zwangsehen oder Prostitution. 41 % der Syrer lebten illegal im Land, viele weitere durchquerten es bei ihrer Flucht in die Türkei.

### Afghanistan
In Afghanistan herrschten von Dezember 1979 bis Februar 1989 und von Oktober 2001 bis September 2021 Krieg und/oder Bürgerkrieg. Rund die Hälfte der Bevölkerung verließ das Land.
Seit die NATO-geführte Aufbaumission International Security Assistance Force (ISAF) 2014 auslief, stieg die Zahl der getöteten und verletzten Zivilisten (darunter viele Kinder) stark an. Die Taliban und andere bewaffnete Islamisten verübten Anschläge. Auch humanitäre Helfer wurden angegriffen; ihre Organisationen erreichen viele Regionen des Landes nicht.
2014 kamen die zweitmeisten Flüchtlinge weltweit aus Afghanistan.
2015 eroberten die Taliban viele weitere Distriktzentren. Nach UN-Angaben waren rund 6,3 Mio. Afghanen von Kampfhandlungen betroffen, fast 196.000 Menschen flohen davor. Der afghanische Flüchtlingsminister Hossain Alemi Balkhi erklärte Anfang des Jahres 2016 31 von 34 Provinzen seines Landes für zu unsicher, um Rückführungen von Alten, Kranken und Kindern durchzuführen.
Im Juni 2016 schätzten Amnesty International und UNO die Zahl der Binnenflüchtlinge in Afghanistan auf fast 1,2 Millionen. Die Hilfe des Westens sei 15 Jahre nach Beginn des Afghanistankrieges deutlich zurückgegangen. Die Nachbarstaaten Pakistan und Iran beherbergten zusammen mehr als drei Millionen Afghanen. Laut einem Bericht von Special Inspector General for Afghanistan Reconstruction John Sopko im US-Senat kontrollierte die afghanische Regierung Mitte November 2016 nur noch 233 (57,2 %) der 407 Bezirke. 41 Bezirke waren in der Hand der Taliban, 133 Bezirke umkämpft. Etwa 9,2 Mio. Afghanen lebten in umkämpften Gebieten.
2021 endete der Krieg in Afghanistan 2001–2021.

### Pakistan
In Teilen Pakistans herrscht ein innerstaatlicher Konflikt zwischen Regierung und militanten Aufständischen einschließlich der Taliban, die Teile des Staatsterritoriums kontrollieren. Außerdem wurde das Land wiederholt von Naturkatastrophen (z. B. Überschwemmungskatastrophe 2010) heimgesucht. Zudem kommt es tagtäglich zu Gewalt gegen Frauen und religiöse Minderheiten (wie z. B. Hindus, Sikhs, Christen, und die Ahmadiyya).
Pakistan lehnt seit Anfang November die Rücknahme abgeschobener pakistanischer Flüchtlinge ab und verbietet Flugzeugen mit Flüchtlingen an Bord, mit Ausnahme von Flugzeugen aus Großbritannien, die Landung. Innenminister Ali Khan begründete diese Aussetzung des bestehenden Rücknahmeabkommens mit der Behauptung, die europäischen Staaten schöben Pakistaner ab, weil man ihnen dort, leichtfertig, einen terroristischen Hintergrund unterstelle.

### Subsahara-Afrika
In Subsahara-Afrika sind derzeit rund vier Mio. Binnenflüchtlinge wegen humanitärer Notlagen und kriegerischer Konflikte aus ihren Herkunftsgebieten geflohen, vor allem aus Somalia, Sudan, Südsudan, der Demokratischen Republik Kongo und Zentralafrikanische Republik. Im jahrzehntelangen Somalischen Bürgerkrieg begehen alle Konfliktparteien (Regierungstruppen, islamistische Terrormiliz Al-Shabaab und Afrikanische Union) schwere Menschenrechtsverstöße, verschleppen, foltern, vergewaltigen, zwangsrekrutieren Menschen, auch Kinder als Kindersoldaten. 2014 wurden laut AI über eine Mio. Menschen aus Somalia vertrieben. 2,1 Mio. brauchen humanitäre Hilfe, 100.000 Zivilisten wurden verletzt oder getötet. Eine anhaltende Dürre und Blockaden von Hilfslieferungen und Zugängen zu Notleidenden verschlimmerten die Lage. Die UNO hat die humanitäre Krise in Somalia als die schwerste weltweit eingestuft. Nur die autonomen Regionen Puntland und Somaliland im Norden galten (Stand 2014) als relativ stabil.
Der Bürgerkrieg im Südsudan seit 2013 vertrieb laut UNO etwa zwei Millionen Sudanesen, davon 500.000 in Nachbarstaaten. Vier Mio. leiden unter akutem Nahrungsmangel. 400.000 Kinder dürfen keine Schule mehr besuchen, 70 % der Schulen in umkämpften Gebieten mussten schließen. Laut AI missachten alle Kriegsparteien die Menschenrechte völlig, auch weil jede Rechenschaftspflicht fehlt. Eritrea ist eine Militärdiktatur mit Planwirtschaft und Einparteienregime und gehört zu den ärmsten Staaten der Welt. Die UNO hat systematische Verstöße gegen die Menschenrechte in Eritrea registriert. 2014 flohen rund 340.000 Eritreer aus dem Land.
Bis 2016 flüchteten über eine Mio. Eritreer, obwohl Landesflucht verboten ist und Soldaten mit Schießbefehl die Grenzen bewachen. Etwa 28 kriminelle Schlepperbanden haben die Routenetappen untereinander aufgeteilt und bringen Migranten für festgesetzte Preise (damals rund 4.000 US-Dollar) zunächst bis Khartum, für weitere 3.000 Dollar mit Lieferwagen durch die Wüste bis an die Küste in Libyen; die Überfahrt kostet weitere 3.000 Dollar. Oft überlassen sie Migranten im Ostsudan sich selbst, wo bewaffnete Banden sie verschleppen, wochenlang foltern und systematisch hohe Lösegelder von ihren Verwandten erpressen (~15.000 US-Dollar pro Person). Wer nicht freigekauft wird, wird entweder orientierungslos in der Wüste gelassen oder getötet. Die Behörden des Sudan gehen nicht gegen die ihnen bekannten Bandenführer vor, da sie selbst von ihnen profitieren. Das Geschäft mit Migranten wurde neben Drogen- und Waffenhandel zum einträglichsten Wirtschaftszweig in Zentralafrika, seit die EU sich streng abschottete und legale Einreisen verhindert. Als Fluchtgründe werden hauptsächlich unbefriedigende Zukunftsperspektiven, der zeitlich unbegrenzte Militärdienst, Angst vor willkürlichen Verhaftungen oder Gefängnisstrafen angegeben. Jeder Eritreer, der nun im Ausland lebt, muss (Stand 2015) eine „Aufbausteuer“ in Höhe von 2 % seines Bruttoeinkommens, rückwirkend ab Datum der Ausreise, an den Staat zahlen.
Nigeria ist mit über 200 Millionen Einwohnern mit Abstand das bevölkerungsreichste Land Afrikas und weltweit das Land mit der siebtgrößten Bevölkerung. Nigeria hatte 2016 ein Bevölkerungswachstum von 2,44 % und gilt als einer der Staaten mit dem höchsten Bevölkerungswachstum der Welt. Vom Ressourcenreichtum des Landes (Erdöl) und der relativ hohen Wirtschaftsleistung profitieren nur wenige; Korruption ist weitverbreitet. Im Norden Nigerias agiert die islamistische Terrorgruppe Boko Haram, ihren Angriffen und der Reaktion der Regierung darauf fielen zwischen 2009 und 2014 über 14.000 Menschen zum Opfer. 2014 wurden 6347 zivile Todesopfer gezählt.
Im Niger stehen 10.500 Personen auf der Dringlichkeitsliste für eine Neuansiedlung in der EU, im zentralafrikanischen Staat Tschad 83.500. In den vergangenen Jahren wurden nur 756 in Kanada und in den USA neuangesiedelt, niemand in Europa.
In der Sahara bot im Jahr 2019 die kleine einheimische, nach eigener Aussage selbst auf Unterstützung angewiesene Privatinitiative Alarmphone-Sahara Hilfe für vor Ort in Not geratene Menschen an.

### Maghrebstaaten
Aus den Maghreb-Staaten Marokko, Algerien und Tunesien kamen 2015 mehr Flüchtlinge als früher über die östliche Mittelmeerroute nach Europa. Fluchtgründe sind nach Angaben von Pro Asyl Armut, hohe Arbeitslosigkeit, fehlende Pressefreiheit, Verfolgung von Minderheiten, willkürliche Inhaftierungen und Misshandlungen.
In dem vom Wirtschaftsmagazin The Economist berechneten Demokratieindex 2014 werden Algerien und Marokko als autoritäre Regime eingestuft.
Nach Angaben von Amnesty International (Januar 2016) sind geschätzt bis zu 50 % der jungen Akademiker arbeitslos; deshalb verließen viele Menschen Marokko. Algerien leide unter den Folgen des algerischen Bürgerkriegs, niedrigen Ölpreisen und der schlechten Wirtschaftslage. Zudem würden in beiden Staaten Dissidenten und Homosexuelle verfolgt.
Aus Marokko setzten im Sommer 2017 deutlich mehr Personen mit Booten nach Spanien über als im Vorjahr. Frontex führte den Zuwachs auf eine wachsende Instabilität einiger Herkunfts- und Transitländer und auf den Rückbau einiger Flüchtlingslager in Marokko und Algerien zurück. Der Großteil der in Spanien Ankommenden, so ein Sprecher des Roten Kreuzes in der Provinz Cádiz, komme aus Marokko, und die meisten würden vor den Unruhen im Rif-Gebirge fliehen. Nach Medienberichten handelt es sich bei den Protesten in der Berber-Region des Rif-Gebirges um „die schwersten Unruhen seit dem Arabischen Frühling 2011“. Inzwischen nutzt Marokkos König Mohammed VI. Flüchtlinge regelmäßig, um Druck auf Spanien und Europa auszuüben. Gesteuert wird dieser durch die Intensität der Kontrollen an seiner Seegrenze. Als Spanien 2021 dem Polisario-Chef Brahim Ghali, Marokkos Hauptfeind im Westsaharakonflikt, eine Krankenhausbehandlung in Spanien gewährte, bestrafte Marokko dies durch einen neuen Flüchtlingsschub mit 6000 Menschen.

### Libyen
Nach dem Bürgerkrieg von 2011, der mit dem Sturz des Diktators Muammar al-Gaddafi endete, zerfiel Libyen immer mehr und zeigte sich tief gespalten. Weite Teile des Landes werden bis heute von verschiedenen, einander bekämpfenden Milizen beherrscht. Der Staatszerfall eröffnete Flüchtlingen neue Wege nach Europa. Zudem kamen tausende Afrikaner, die zuvor in Libyen als Arbeitsmigranten gelebt hatten, über die Mittelmeerroute als Schutzsuchende nach Italien.
Im Herbst 2014 vertrieben islamistische Milizen während des zweiten Bürgerkriegs den bisher international anerkannten Abgeordnetenrat nach Tobruk und bildeten den Neuen Allgemeinen Nationalkongress (NGNC) in Tripolis. Einen Vorschlag der UNO, die Regierungsmacht zu teilen, um dann mehr Hilfe für Wiederaufbau und Migrationsbekämpfung zu erhalten, lehnten beide Parteien ab. Der NGNC drohte Anfang November 2015, Schiffe anzumieten und Europa mit hunderttausenden Migranten zu überfluten, falls die EU ihn nicht als rechtmäßige Regierung Libyens anerkenne. Sein Vertreter verwies auf kostenintensive Maßnahmen gegen Überfahrten von Migranten, darunter Küstenüberwachung, Gefängniszentren, die Ernährung der gefangenen Migranten, und Rückführungsprogramme. Rund 8.000 Milizionäre bekämpften damals nach libyschen Angaben Menschenschmuggel und illegale Einreisen nach Libyen. Kleine Patrouillen überwachten die Häfen und sammelten Leichen ertrunkener Migranten. Die Küstenwache brachte aufgegriffene Migranten nach Tripolis in Sammelgefängnisse. Sie personell aufzustocken lehnte der Kongress wegen der Instabilität der Regierung ab und sah die Migrationsverhinderung eher als Europas Problem. Deutsche Diplomaten bezeichneten die Verhältnisse in libyschen Flüchtlingslagern als „KZ-ähnlich“.
Eine im Dezember 2015 durch die UNO vermittelte Einheitsregierung, das Government of National Accord (GNA) unter Fayiz as-Sarradsch, mit einem vom NGNC bestimmten Hohen Staatsrat als zweiter Kammer neben dem Abgeordnetenrat konnte den Konflikt nicht lösen. Der Abgeordnetenrat in Tobruk mit Chalifa Haftar als militärischem Führer erkannte das GNA nicht an, während sich in Tripolis und anderen Landesteilen unterschiedliche Milizen bekämpften, darunter auch Einheiten des IS.
Im Juni 2018 verkündete der UN-Sicherheitsrat Sanktionen gegen sechs Anführer von Schleusernetzwerken in Libyen, von denen Ermias Ghermay als der bedeutendste gilt, und Abd Al Rahman al-Milad, der die Küstenwache im Abschnitt Zawiya leitet und selbst Menschenschmuggel betreiben soll. Dieser Beschluss war auch eine Reaktion auf die weltweite Empörung, die Medienberichte Ende 2017 ausgelöst hatten. Unter anderem hatten Filmaufnahmen des CNN aus Libyen einen Sklavenmarkt gezeigt, auf dem Migranten versteigert wurden.
In Bani Walid, das als Aufenthaltsort für Subsahara-Migranten auf den Weg nach Europa und für deren Menschenschmuggler gilt, gibt es (Stand 2019) eine private Hilfsinitiative.
Mit dem Jahreswechsel 2019/2020 drohte sich die unverändert schlechte humanitäre Lage durch den anhaltenden Bürgerkrieg weiter zuzuspitzen.

### Türkei
Die Türkei ist seit 2011 das wichtigste Transitland für syrische und andere Flüchtlinge. Schon 2012 waren rund 100.000 Syrer dorthin geflohen, Im August 2014 stieg ihre Zahl auf rund 1,4 Mio., bis November 2015 auf über zwei Mio. Nach Angaben von Human Rights Watch ließ die Türkei seit März 2015 Flüchtlinge nur noch in Ausnahmefällen einreisen. Mehr als 600.000 Flüchtlinge verließen die Türkei im Jahr 2015 in Richtung Europa. Der Migrationsforscher Murat Erdogan meinte, dass „viele Flüchtlinge, die statistisch weiterhin in der Türkei auftauchen, längst in Europa sind.“ Mehrere tausend Geflüchtete unternahmen den Versuch im September 2015 aus Istanbul die türkisch-griechische bzw. die türkisch-bulgarische Landgrenze kollektiv zu überschreiten, wurden jedoch bereits in Edirne von der türkischen Polizei gestoppt. Wie viele Syrer sich Anfang März 2016 noch in der Türkei aufhielten, ist unbekannt. Die türkische Regierung gab 2,7 Mio. an, aber davon nur 270.000 Lagerbewohner. Man wisse nicht, wie viele die Türkei in Richtung Europa verlassen hätten. Das UNHCR registrierte von 2013 bis Anfang 2018 insgesamt 5,52 Millionen syrische Flüchtlinge, davon in der Türkei 1,46 Mio., im Libanon 997.552, in Jordanien 655.524, im Irak 254.057, in Ägypten 126.688, in Libyen 30.104. Zwar nahmen auch einige arabische Staaten syrische Flüchtlinge auf, unterstützten sie finanziell aber kaum. In den UN-Flüchtlingslagern fehlte es an Hilfsmitteln. Immer mehr der Lagerbewohner versuchten, nach Europa zu gelangen.

Anzahl und Verteilung syrischer Flüchtlinge im Nahen Osten (Stand: September 2015)

Das Welternährungsprogramm der Vereinten Nationen konnte nach eigenen Angaben im Sommer 2015 nur rund 154.000 Flüchtlinge in der Türkei mit Nahrung versorgen. Die Türkei gab nach Angaben ihrer Regierung bis Ende 2015 sieben Milliarden Euro für die Unterbringung und Versorgung von Flüchtlingen aus. Die meisten syrischen Flüchtlinge erhielten jedoch keine finanzielle Unterstützung und durften nicht legal in der Türkei arbeiten. Griechische Behörden verdächtigten die Türkei im Oktober 2015, die Fluchtbewegung vorsätzlich zu beschleunigen, um von der EU Hilfsgelder und Visumserleichterungen für Türken zu erhalten. Zudem bewilligte die Türkei 2014 trotz eines Rückführungsabkommens mit Griechenland nur sechs von 9.000 griechischen Rücknahmegesuchen.
Nach Angaben des UNHCR befanden sich im September 2018 in den Nachbarländern Syriens ca. 5,6 Millionen Kriegsflüchtlinge, darunter mehr als 3,6 Millionen in der Türkei. Rund 360.000 der in der Türkei lebenden Flüchtlinge und Asylsuchenden stammen aus anderen Ländern als Syrien, hauptsächlich aus Afghanistan, Irak und Iran.

### Bangladesch
In Bangladesch kommt es häufig zu Gewalt gegen religiöse Minderheiten sowie gegen Frauen. Zudem gibt es immer häufiger Angriffe auf Säkularisten und Angehörige religiöser Minderheiten in Bangladesch seit 2013. In den ersten drei Monaten des Jahres 2016 wurde nur eine Person aus Bangladesch in Italien registriert. Seit 2017 begannen Menschenschmuggler in Libyen sich international besser zu vernetzen. Von Januar bis März 2017 kamen schon 2831 registrierte Flüchtlinge aus Bangladesch nach Italien.

### Russland und Ukraine
Durch den Krieg in der Ukraine seit 2014 sind eine Mio. Menschen auf humanitäre Hilfen wie Schutz, Nahrungsmittel und Medizin angewiesen. 1,3 Mio. waren im Mai 2015 Binnenvertriebene. 860.000 Ukrainer (33 % davon Kinder) flohen in Nachbarstaaten. Die labile Sicherheitslage, zerstörte Infrastruktur und bürokratische Hindernisse erschweren den Zugang für Hilfsorganisationen. Vor dem Hintergrund der Menschenrechtssituation in Russland gibt es weiterhin asylsuchende russische Staatsbürger.

### Westbalkan
Aus dem Westbalkan kamen im Zerfallsprozess Jugoslawiens in den 1990er Jahren die meisten Flüchtlinge innerhalb Europas. Die bestehenden Migrationsnetzwerke und die 2009/2010 eingeführte Visafreiheit für die meisten Westbalkanstaaten bewirkten einen erneuten Anstieg der Zuzüge in Zentraleuropa. Zu den Push-Faktoren gehören Folgen der Bürgerkriege, hohe Arbeitslosigkeit, Verarmung, fehlende Bildungschancen, schwache Sozial- und Gesundheitssysteme, Korruption, Nepotismus, Diskriminierung und Verfolgung von Minderheiten wie den Roma. Von 2012 bis 2015 stellten 58 % der Asylbewerber aus dem Westbalkan ihre Anträge in Deutschland.
Im Kosovo lebt ein Drittel der Bevölkerung laut Weltbank in existenzbedrohender Armut. Weitere Fluchtgründe sind Schattenwirtschaft, organisierte Kriminalität und ethnische Spannungen (vor allem Antiziganismus gegen die Roma). In Albanien herrschen zudem das Gewohnheitsrecht Kanun, Blutrache, Selbstjustiz und Gewalt gegen Frauen.
Deutschland, Österreich und die Schweiz betrachten Albanien, Bosnien und Herzegowina, Nordmazedonien und Serbien als sichere Herkunftsstaaten, Deutschland seit 24. Oktober 2015 auch Kosovo und Montenegro.

## Migrations- und Asylpolitik der EU

### Dublinverfahren
Die EU-Politik soll das ökonomische Interesse an möglichst reibungslosem internationalen Handel und Mobilität mit dem Interesse an Kontrolle und Steuerung der Migration ausgleichen. Dazu beschloss die EU-Kommission im Sommer 2013 das Gemeinsame Europäische Asylsystem (GEAS) mit fünf überarbeiteten Richtlinien: die Asylverfahrensrichtlinie, die Anerkennungsrichtlinie, die Richtlinie über Aufnahmebedingungen, die Dublin-III-Verordnung und die Eurodac-Vorschriften. Der GEAS-Beschluss betont die gemeinsame Verantwortung der EU-Staaten, das Grundrecht auf Asyl nach einheitlichen Maßstäben und Verfahren zu gewährleisten, um die ungleiche Behandlung von Asylbewerbern zu verringern und das Abwälzen der Asylverfahren auf andere EU-Staaten zu vermeiden. Diese Probleme hatten sich aus Widersprüchen zwischen dem Abbau von Grenzkontrollen im Schengenraum einerseits, der Aufnahmepflicht von Erstantragsstellern andererseits ergeben. Als Ausgleich zur inneren Grenzöffnung sollten die EU-Außengrenzen stärker gesichert, mehr illegale Einreisen in die EU verhindert und die auf EU-Gebiet gelangten Asylbewerber humanitär besser geschützt werden. Einheitliche Verfahren und Sozialleistungen für Asylbewerber wurden jedoch weitgehend verfehlt, da die Regeldichte zu komplex ist und zu viel Ermessensspielräume lässt. Auch das Weiterwandern vieler Asylbewerber in andere EU-Staaten ließ sich nicht verhindern. So kam es vor und während der Flüchtlingskrise zu vielen nationalen Alleingängen, die die bereits erreichten Rechtsstandards unterliefen und gefährdeten.

Schengen-Raum (blau) und zukünftige Mitglieder (gelb)

Nach dem Dublin-Übereinkommen von 1990 soll der Staat, wo ein Flüchtling erstmals Europa erreicht, ihn registrieren und sein Asylverfahren durchführen. Darum mussten die südeuropäischen Grenzstaaten Griechenland und Italien die weitaus meisten ankommenden Flüchtlinge aufnehmen. Sie ließen schon vor der Krise nicht registrierte Flüchtlinge nach Zentraleuropa weiterreisen („durchwinken“), weil die EU inklusive Deutschlands einen gerechten Verteilungsschlüssel bis 2015 abgeblockt hatte. Auch die Dublin-III-Verordnung von 2013, die 2015 in Kraft trat, regelt nur die Zuständigkeit für Asylverfahren, nicht die europaweite Verteilung der Asylbewerber. Wegen der hohen Ankunftszahlen von Flüchtlingen, die meist in anderen Staaten Asyl beantragen wollten, und fehlender Aufnahmekapazitäten registrierten die zuständigen Grenzstaaten im Sommer 2015 nur noch einen Teil von ihnen und ließen sie meist direkt weiterreisen. Auch weitere EU-Staaten entlang der Westbalkanroute setzten Grenzkontrollen daraufhin zunächst aus. Auch die vorgeschriebenen Rücküberstellungen fanden nur begrenzt statt. Die Dublinregeln erwiesen sich in dieser Situation als undurchführbar.
Nach dem Rückgang der Zuwandererzahlen empfahl die EU-Kommission am 8. Dezember 2016, die Asylverfahren gemäß den Dublinregeln ab 15. März 2017 wieder in den Ersteinreisestaaten der Asylbewerber durchzuführen. Laut EU-Migrationskommissar Dimitris Avramopoulos sollten „verletzliche“ und minderjährige Asylbewerber nicht dorthin zurückgesandt werden. Die Regelung solle nur für künftig eingereiste Asylbewerber gelten. Die Behörden und Gerichte der EU-Staaten müssten endgültig darüber entscheiden.
Das Europaparlament schlug im November 2017 einige Änderungen am Gesetzesentwurf der EU-Kommission zur Dublinreform vor. Danach soll unter Umständen derjenige EU-Staat Asylverfahren durchführen, in dem Angehörige eines Asylbewerbers leben, und der Familienbegriff in der Asylqualifikationsrichtlinie auf entferntere Verwandte erweitert werden. Denn weil Asylbewerber ohnehin zu ihren Angehörigen reisten, könne man Familien auch gleich zusammenführen und so Verfahrenskosten sparen. Staaten mit EU-Außengrenzen sollten für Sicherheitschecks zuständig bleiben und offensichtliche Wirtschaftsflüchtlinge an Weiterreisen hindern. Deutsche Regierungsvertreter fürchteten jedoch, künftig genüge die bloße Behauptung einer Verwandtschaft. Das werde den Familiennachzug nach Deutschland erheblich ausweiten. Der Europäische Rat müsse die Vorschläge ablehnen. Eine Bestrafung für Asylbewerber, die nach einer Zuweisung zu einem EU-Staat in einen anderen weiterreisen, sah der Parlamentsvorschlag nicht vor.

### Grenzsicherung

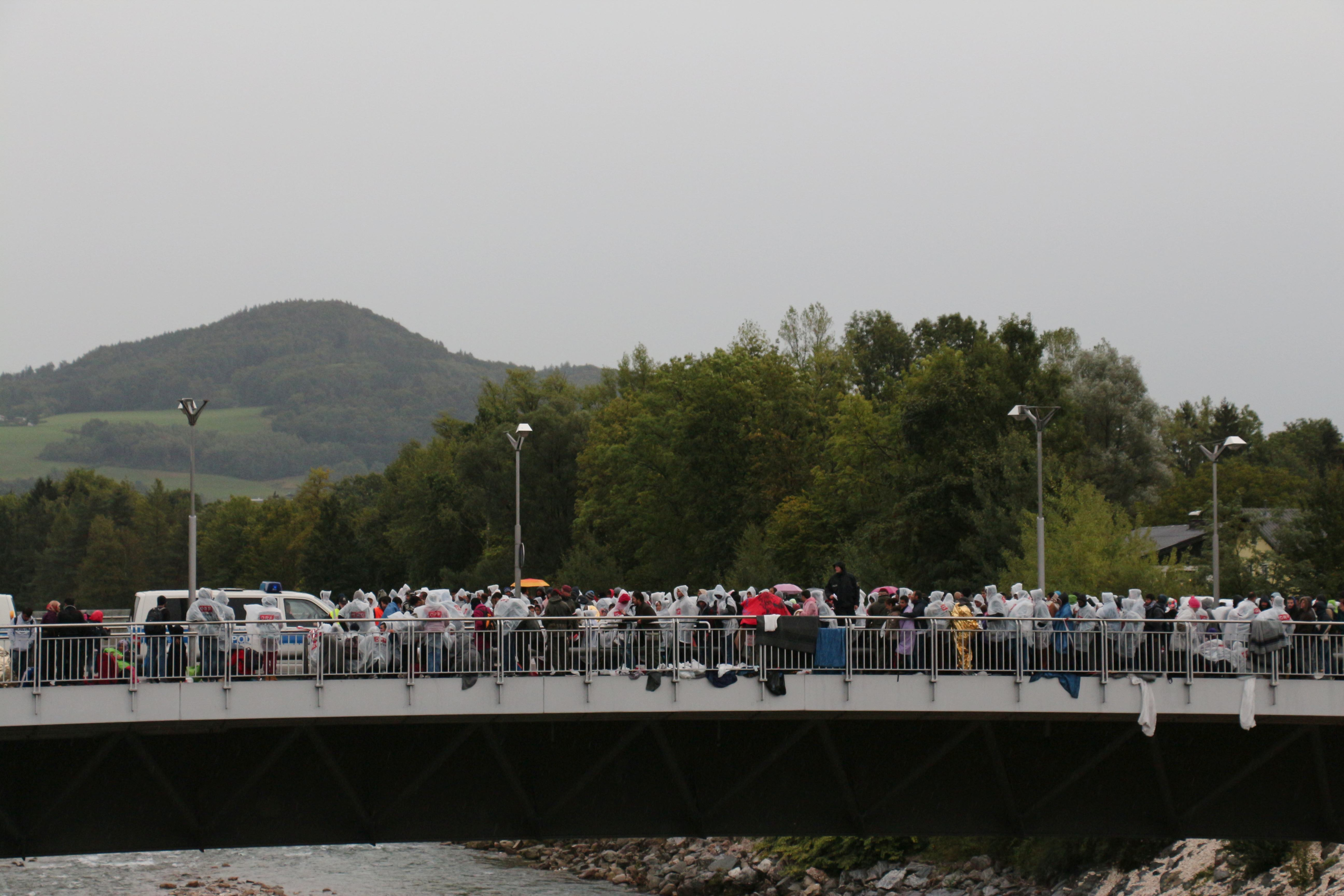
Flüchtlinge auf der Grenzbrücke zwischen Salzburg und Freilassing (23. September 2015)

Der Schengener Grenzkodex (SGK, 2006) und das Schengener Informationssystem (SIS, 2013) ermöglichen einheitliche Visa für den Schengenraum, Fahndungen, Erfassen und Austausch biometrischer Daten. 90 % der Zugriffe auf die SIS-Datenbank dienten dazu, Ausländern aus Drittstaaten die Einreise zu verweigern. Die SGK-Novelle von 2013 erlaubt auf sechs Monate befristete Grenzkontrollen im Schengenraum in definierten, von EU-Gremien überprüften Ausnahmefällen einer „schwerwiegenden Bedrohung der öffentlichen Ordnung“ oder wenn andere EU-Staaten ihre Grenzen nicht ausreichend sichern. Am 13. September 2015 führte Deutschland befristet Personenkontrollen an der Grenze zu Österreich ein, um Flüchtlinge schon bei der Einreise zu registrieren. Bundesinnenminister Thomas de Maizière nannte dringende „Sicherheitsgründe“ dafür, um bei der Einreise wieder „zu einem geordneten Verfahren“ zu kommen. Die EU-Kommission legitimierte die Maßnahme für zunächst zehn Tage, warnte aber vor einem Dominoeffekt. Kurz darauf kündigten Österreich, die Slowakei und die Niederlande ebenfalls vorübergehende Grenzkontrollen an. Seit März 2016 wandten die 28 EU-Staaten den SGK wieder an, um den „irregulären Migrantenstrom“ auf der Balkanroute zu beenden. Am 16. September forderten ihre Regierungschefs im „Bratislava-Fahrplan“ den Ausschluss unkontrollierter Migrationsströme, vollständige Kontrolle der EU-Außengrenzen, Rückkehr zu Schengen und eine langfristige gemeinsame, von Verantwortung und Solidarität geprägte Migrationspolitik. Am 1. Februar 2017 empfahl die EU-Kommission, die Kontrollen an bestimmten Binnengrenzen fortzusetzen, um den Schengenraum insgesamt zu bewahren. Trotz des Rückgangs der Neuankömmlinge bestehe an den EU-Außengrenzen noch ein erheblicher Migrationsdruck, und viele Migranten hielten sich noch in Griechenland auf. Am 2. Mai 2017 erlaubte die EU nochmals um sechs Monate verlängerte Grenzkontrollen; weitere Verlängerungen seien rechtswidrig.
Die EU hatte Marokko von 2003 bis 2010 knapp 68 Mio. Euro Darlehen zur Grenzsicherung gewährt. Spanien ließ vor 2015 um Ceuta und Melilla militärische Sperranlagen errichten. Polizeipatrouillen drängen jede Person gewaltsam zurück, die dort einen Zaun überwindet und Asyl beantragt. Griechenland und Bulgarien bauten Mauern und Zäune an ihren Festlandsgrenzen zur Türkei (→ griechische und bulgarische Grenze), Ungarn ab Juni 2015 Grenzanlagen an der Grenze zu Serbien und Kroatien, Slowenien an der Grenze zu Kroatien, Österreich an der Grenze zu Slowenien, Nordmazedonien ab November 2015 an der Grenze zu Griechenland. Alle neuen Grenzanlagen sollen illegale Übertritte verhindern und Kontrollen an vorgesehenen Übergängen erleichtern, wurden aber schon von Migranten überwunden. Sie wurden wegen mangelnder Wirksamkeit und falscher Prioritätensetzung kritisiert. Österreich und Deutschland lieferten 2015 Überwachungstechnik an Nordmazedonien, Österreich, die Slowakei, Tschechien und Ungarn schickten zudem Polizisten dorthin. Ungarns Regierung, das Kabinett Orbán III, verlangte im September 2017 die Hälfte der Kosten (440 Mio. Euro) des Grenzbaus von der EU, was diese zurückwies.

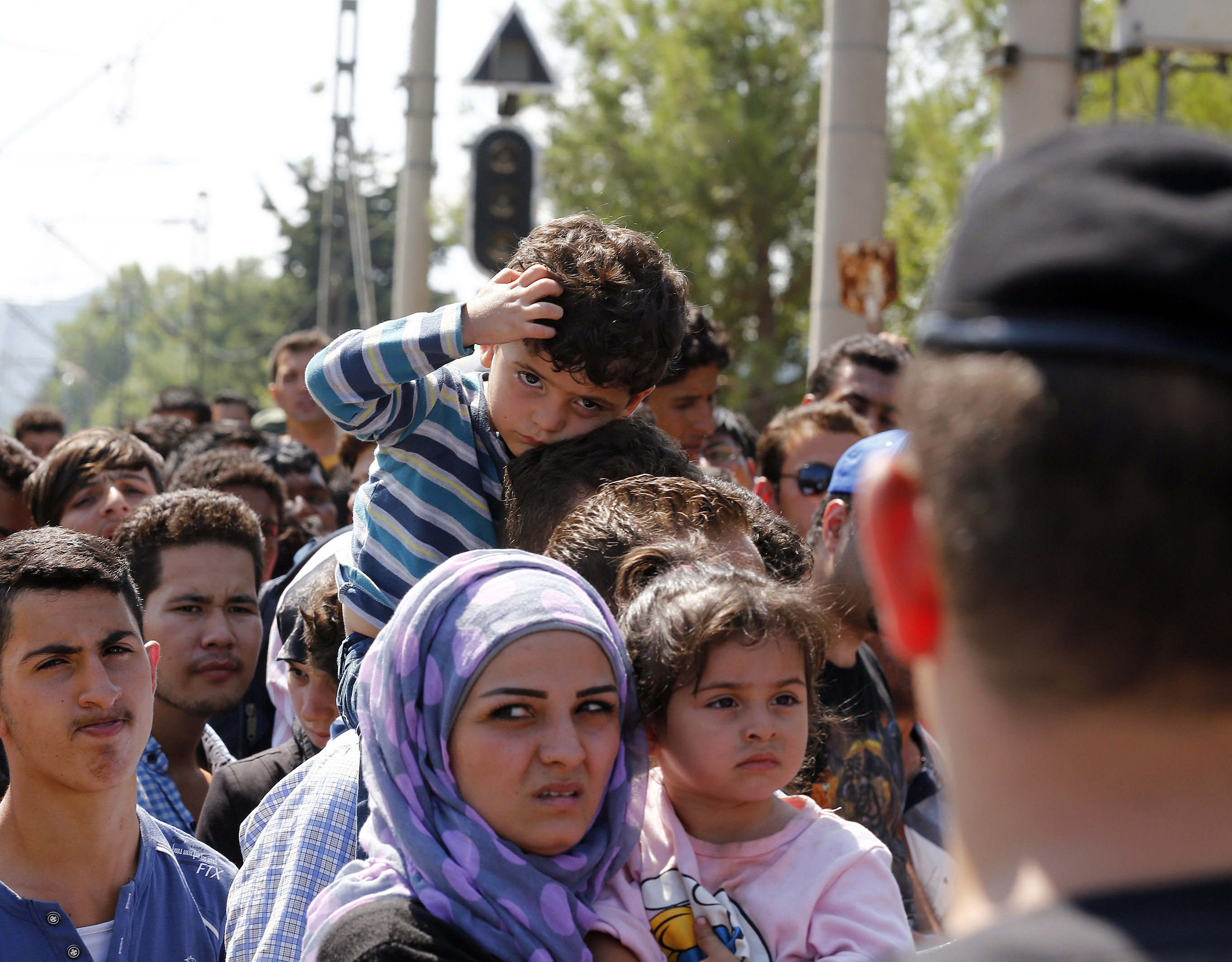
Flüchtlinge am Grenzübergang Gevgelija, Nordmazedonien, 24. August 2015

Ab Sommer 2015 stießen Flüchtlinge häufig mit Polizisten zusammen, besonders an Grenzübergängen auf der Balkanroute und bereits in der Türkei. Im September 2015 wanderten viele Flüchtlinge von Istanbul zu Fuß zur 250 km entfernten bulgarischen Grenze und forderten legalen Zugang auf EU-Gebiet, um ihr Leben nicht bei Meeresüberfahrten riskieren zu müssen. Die türkische Polizei löste ein Flüchtlingscamp bei Edirne mit Tränengas und Schlagstöcken auf. Nach tagelangen Straßenkämpfen kehrten die meisten Campbewohner zurück.
Zum stärkeren Schutz ihrer Außengrenzen hatte die EU 2004 die Agentur Frontex geschaffen, aber die nationalstaatliche Souveränität beim Grenzschutz gewahrt. Frontex war anfangs keine Grenzpolizei und sollte die EU-Staaten mit Risikoanalysen, Informationsaustausch, Schulung von Grenzbeamten und Hilfspersonal bei Grenzschutz und Sammelrückführungen unterstützen. Ihr Etat wurde seit 2006 von 19 Mio. auf 114 Mio. Euro im Jahr erhöht. Frontex verfügt über Soforteinsatzteams gegen einen „massiven Zustrom von Drittstaatenangehörigen“. Sie hinderten vor allem Bootsflüchtlinge am Erreichen Europas, drängten sie zurück und vereitelten so kollektiv das Stellen von Asylanträgen. Damit brachen sie den Grundsatz der Nichtzurückweisung der GFK (Artikel 33). Darum verpflichtete der EU-Rat Frontex 2011 mit einer Novelle der Gründungsverordnung auf das Einhalten der Charta der Grundrechte der Europäischen Union der EU und der GFK. Ein Grundrechtsbeauftragter soll diese Einhaltung absichern. Ab Januar 2016 wollte die EU Frontex zu einer selbständigen Polizeieinheit aufwerten, zunächst in Nordmazedonien und dann besonders zum Schutz der griechischen EU-Außengrenze einsetzen.
Die deutsche Botschaft in Kabul (Afghanistan) sah im September 2015 Anzeichen dafür, dass die afghanische Regierung eine Million Pässe zur Ausreise nach Europa ausgestellt habe. Am 20. Dezember 2015 erklärte Frontex-Leiter Fabrice Leggeri die „großen Ströme von Menschen, die derzeit unkontrolliert nach Europa einreisen“, zum Sicherheitsrisiko. Terroristen könnten sich mit gefälschten oder maschinell selbstgefertigten Pässen als Flüchtlinge ausgeben und einschleusen. Er verwies auf Listen mit Seriennummern verlorener Pässe aus Syrien und dem Irak, mit denen europäische Behörden Passfälschungen aufdecken können. Funktionsträger der Deutschen Polizeigewerkschaft kritisierten, dass nicht allen nach Deutschland eingereisten Flüchtlingen Fingerabdrücke abgenommen und sie nicht alle erkennungsdienstlich erfasst wurden. In hunderttausenden Fällen wisse die Bundespolizei an der deutsch-österreichischen Grenze nicht, wer unter welchem Namen und warum eingereist sei. Diese Zustände seien „staatsgefährdend“. Die Sicherheitsbehörden in Europa können im Juni 2017 nicht auf Fingerabdruckdaten von Migranten zugreifen. Es fehlten einheitliche Standards für den Ablauf der Asylverfahren und Regeln, um das Weiterziehen anerkannter Asylbewerber in andere EU-Staaten zu verhindern.

### Schließung der Balkanroute und Folgen
Im Sommer 2015 verschärfte sich die Lage auf der Westbalkanroute. Mehrere tausende Menschen passierten täglich Nordmazedonien und Serbien, bis Juli insgesamt über 100.000. Ungarn begann mit dem Bau des Grenzzauns zu Serbien. Beide Staaten waren organisatorisch und wirtschaftlich überfordert. Die humanitären Zustände waren katastrophal; Flüchtlinge warteten auf illegalen Sammelplätzen ohne jegliche Infrastruktur auf Fluchthelfer.
Am 25. Oktober 2015 beschlossen die Staats- und Regierungschefs von zehn EU-Staaten sowie Serbien, Albanien und Nordmazedonien auf einem Sondergipfel einen 17-Punkte-Plan für Sofortmaßnahmen zur Reduktion der Flüchtlingszahlen auf der Balkanroute: Auf der Balkanroute sollten 100.000 neue Aufnahmeplätze für Flüchtlinge geschaffen werden, davon 50.000 in Griechenland. Binnen einer Woche sollten 400 Grenzschützer zur Entlastung nach Slowenien entsandt werden. Frontex sollte die Grenze zwischen Griechenland, Nordmazedonien, Albanien und Serbien besser absichern. Innerhalb von 24 Stunden sollte ein Netz von Ansprechpartnern auf höchster Ebene entstehen, um „eine allmähliche, kontrollierte und geordnete Bewegung“ der Flüchtlinge auf der Balkanroute zu erreichen. Neuankömmlinge sollten in den Erstaufnahmestaaten biometrisch registriert werden. Nicht schutzberechtigte Flüchtlinge sollten so schnell wie möglich in ihr Herkunftsland abgeschoben werden. Flüchtlinge sollten nicht ohne Einwilligung eines anderen Staates an dessen Grenze geführt werden.
Bei den „Brexit“-Verhandlungen am 19. Februar 2016 forderte der griechische Staatschef, den Beschlüssen nur zuzustimmen, wenn die Balkanroute offen bleibe. Am 22. Februar 2016 erklärte der griechische Vizeminister Ioannis Mouzalas, die Staatschefs hätten beim EU-Gipfel vereinbart, die Balkanroute bis März für Iraker, Syrer und Afghanen offen zu halten. Österreichs Innenministerin bestätigte, Deutschland habe Griechenland eine Fortsetzung der „Politik der offenen Grenzen“ zugesichert.
Auf Initiative Österreichs fand am 24. Februar 2016 in Wien eine Westbalkan-Konferenz zur Verringerung der Flüchtlingszahlen entlang der Balkanroute statt. Griechenland war nicht eingeladen. Die Konferenzteilnehmer einigten sich darauf, wechselseitig Polizisten zur Kontrolle besonders betroffener Grenzgebiete zu entsenden und die Kriterien zur Registrierung und Zurückweisung von Flüchtlingen zu vereinheitlichen. Österreich, Slowenien, Ungarn, Kroatien, Serbien und Nordmazedonien schlossen ihre Grenzen für fast alle Flüchtlinge, die über die westliche Balkanroute einzuwandern versuchten. Das verursachte einen Rückstau in Griechenland und verstärkte dort die teilweise chaotischen Zustände. Die Maßnahmen waren als „gewünschte Kettenreaktion der Vernunft“ geplant worden, um die EU-Kommission und Griechenland unter Druck zu setzen und die Asylbewerberzahl in Österreich zu verringern. Nach einem Frontex-Bericht gingen die Flüchtlingszahlen auf der Balkanroute im Frühjahr 2016 vor allem deswegen zurück. Laut Österreichs damaligem Außenminister Sebastian Kurz gab es bei der Planung „massiven Widerstand“ gegen die Routenschließung. Der Schritt sei rückblickend (Mai 2016) richtig und mittlerweile auch als wirksam anerkannt. Er sei „kein Alleingang, sondern eine regionale Maßnahme“ infolge „massiver Überforderung“ gewesen. Besonders Nordmazedonien habe eine ganz schwierige Aufgabe übernommen, ohne selbst davon zu profitieren. Positive Folgen für Deutschland müssten dort beurteilt werden. Die EU lehnte die Schließung ab.
Als Nordmazedonien Ende Februar 2016 seine Grenze zu Griechenland schloss und wie zuvor andere Balkanstaaten nur noch wenige tägliche Grenzübertritte zuließ, strandeten rund 8.500 Syrer und Iraker mit Aussicht auf einen Schutzstatus im Lager Idomeni. Weil dieses nur für maximal 2.500 Menschen Platz hatte, durchbrachen einige hundert Bewohner griechische Polizeiketten und hebelten ein Grenztor auf. Mazedonische Polizei ging mit Tränengas gegen sie vor; einige Migranten reagierten mit Steinwürfen. Wegen der befürchteten Grenzschließung waren viele Ankömmlinge durch Griechenland zur mazedonischen Grenze geeilt. Der Versuch der Grenzstürmung folgte einem Gerücht, die mazedonische Grenze sei wieder offen. Auf neugebaute Lager in Nordgriechenland wurden Brandanschläge verübt.
Schon 2015 registrierte Human Rights Watch viele Belege und Zeugenaussagen für Verstöße von Grenzschützern gegen die EU-Grundrechtscharta. Danach drängte kroatische Polizei Asylbewerber ungeprüft sofort zurück nach Serbien, nahm ihnen oft ihr Geld weg, zerstörte ihre Smartphones und misshandelte Betroffene. Serbien brachte Abgewiesene nicht menschengerecht unter, so dass auch Kinder im Freien übernachten mussten. Nach der Schließung der Balkanroute entstanden viele kleinere Flüchtlingscamps an EU-Außengrenzen (etwa Šid in Serbien), deren Bewohner meist minderjährig, seit Jahren zu Fuß unterwegs sind und keine staatlichen Hilfen erhalten. Sie sind Kälte, Wassermangel, fehlender Hygiene, Infektionen und fast täglichen Misshandlungen durch Grenzpolizei Ungarns, Kroatiens und Bulgariens ausgesetzt. 92 % der Kinder und Jugendlichen, die im bis Juli 2017 psychosoziale Hilfe von Ärzte ohne Grenzen in Anspruch nahmen, berichteten von vorsätzlicher Polizeigewalt. Freiwilligenvereine dokumentierten bis dahin 86 Fälle, darunter Bisswunden durch Polizeihunde, schwere Prellungen, Verletzungen durch Pfefferspray oder Taser. Laut Pro Asyl haben Staaten an diesen Grenzen das europäische Asylrecht faktisch außer Kraft gesetzt. Das Schließen der Balkanroute habe zudem Schlepperbanden und Gangs wieder gestärkt. Nur zivilgesellschaftliches Engagement, nicht die EU, verhindere humanitäre Katastrophen in den Flüchtlingsunterkünften.

### Schleuserbekämpfung und Seenotrettung
Im Verlauf der Flüchtlingskrise entstanden kriminelle Netzwerke von Schleusern, die Geflüchteten gegen hohe Geldbeträge logistische Beihilfe zu illegalen Grenzübertritten, Einreisen und Aufenthalten verkaufen. Nachdem viele Migrantenfamilien allen Besitz verkauft und sich verschuldet haben, setzen Migranten oft alles daran, nicht erfolglos umkehren zu müssen. Organisierte Schleusernetzwerke sind profitorientiert, nutzen die Abhängigkeit von Migranten zur Umsatzsteigerung und setzen sie oft der Lebensgefahr aus. Die Übergänge zum Menschenhandel sind fließend, da von Schleusern abhängige Kunden leicht betrogen, um ihre Mittel gebracht, ausgebeutet, zu Prostitution und Drogenhandel gezwungen oder als Sklaven verkauft werden können.
Auf der zentralen Mittelmeerroute schleusen Menschenschmuggler oder Schlepper Flüchtlinge oft in kleinen, überfüllten Booten mit gerade ausreichendem Treibstoff aus den libyschen Hoheitsgewässern. Viele davon setzen nach dem Verlassen der Zwölf-Meilen-Zone einen Notruf an die EU-Marinemission „Sophia“ ab, deren Schiffe durch das internationale Seerechtsübereinkommen zur Seenotrettung vor der Zwölf-Meilen-Zone verpflichtet sind. Seit September 2015 wurden so 13.000 Flüchtlinge auf EU-Gebiet gebracht. Viele der seeuntüchtigen und überladenen Boote kentern, so dass viele Menschen ertrinken, bevor sie gerettet werden können.
Nach den beiden Bootsunglücken vor Lampedusa Anfang Oktober 2013 (zusammen mehr als 600 Tote) hatte Italiens Marine und Küstenwache die laufende Überwachungsoperation Constant Vigilance in der Straße von Sizilien in die fünfmal größere Operation Mare Nostrum ausgeweitet und präsentierte diese als humanitäre Seenotrettungsaktion. Sie rettete rund 150.000 Menschen. Italien beendete sie nach einem Jahr, weil die EU den Kostenaufwand dafür (monatlich rund 10 Mio. Euro) nicht mittragen wollte. An ihre Stelle trat die Frontex-Operation Triton, deren Ziele und Mittel viel begrenzter waren: Es sollte mit Militär und Grenzschutzbehörden im Mittelmeerraum zusammenarbeiten, Flüchtlinge aus Seenot in Küstengewässern retten, vor allem Schleuser auf See und an Land direkt bekämpfen und ihre Transportboote zerstören.
2015 erfolgten laut Europol 90 % von 1,2 Mio. illegalen Grenzübertritten mit Unterstützung von Schleusern. Diese verdienten daran geschätzte drei bis sechs Milliarden Euro. Zur Bekämpfung der Schleusungskriminalität baute Europol ein neues Zentrum auf. 2016 bezeichnete Europol den Menschenschmuggel als den am schnellsten wachsenden kriminellen Markt in Europa. Auf EU-Beschluss vom 18./19. Februar 2016 soll ein unter deutscher Führung stehender NATO-Marineverband in der Ägäis Aufklärungsergebnisse zur Bekämpfung von Schleusern liefern. Vier Schiffe der Standing NATO Maritime Group 2 melden verdächtige Schiffsbewegungen an die Küstenwachen Griechenlands und der Türkei. Die Besatzungen dürfen keine Flüchtlingsboote stoppen, aber Flüchtlinge aus Seenot retten und in die Türkei zurückbringen. was später jedoch relativiert wurde. Um die Flüchtlingszahlen in der EU zu verringern, müsste Libyen den unter EU-Befehl stehenden Kriegsschiffen erlauben, direkt in seinen Hoheitsgewässern gegen Schleuser vorzugehen.
Im Juni 2016 beschloss der EU-Rat, die Kapazitäten der libyschen Küstenwache gegen Schlepper und für Such- und Rettungsaktionen mit aufzubauen.
99.846 Personen wurden vom 1. Januar bis 3. September 2017 nach UN-Angaben von Flüchtlingsbooten geborgen. Ab August 2017 nahm die Zahl stark ab, weil die libysche Küstenwache und die italienische Marine Flüchtlingsboote stoppten und die Passagiere nach Libyen zurückbrachten. Libyens Regierung erklärte am 10. August eine eigene Seenotrettungszone außerhalb der eigenen Hoheitsgewässer für sich und verbot NGOs, diese ohne seine Erlaubnis zu befahren. Zudem ließ sie mit italienischer Hilfe Milizen anheuern, die Flüchtlingstransporte auf dem Landweg nach Libyen unterbrechen sollten. Die libysche Küstenwache beschoss wiederholt Schiffe von Seenotrettern, um sie zu vertreiben und einzuschüchtern. Einige Experten kritisierten, dies werde zu mehr Toten führen und verstoße gegen die völkerrechtliche Pflicht zur Seenotrettung und Gewährleistung des freien Schiffsverkehrs.
Schon im Sommer 2014 hatte UN-Flüchtlingskommissar António Guterres die EU aufgefordert, mehr Flüchtlinge aus Syrien aufzunehmen, legale Einreisewege und Registrierungszentren gefordert und vor unkontrollierter Einreise nach Europa mit Hilfe von Schleppern gewarnt. EU-Vertreter und für EU-Außengrenzen zuständige Behörden wie Frontex weisen die Hauptschuld an den Todesfällen im Mittelmeer den Schleppern und Schleusern zu: Sie würden aus Profitgier immer mehr seeuntaugliche Boote einsetzen. Der Migrationsforscher Klaus Jürgen Bade kritisiert dagegen, das anhaltende Massensterben im Mittelmeer sei eine Folge der EU-Migrationspolitik: Dieser fehle ein nachhaltiges und stimmiges Einwanderungskonzept. Sie biete Migranten aus Kriegs- und Armutsregionen kaum legale Zugangswege nach Europa und setze nur auf ihre Abschreckung. Bei ihren immer effektiveren Abwehrmaßnahmen gegen Asylsuchende, Flüchtlinge und andere unerwünschte Zuwanderer nehme die EU die Todesraten an ihren Außengrenzen in Kauf. Niemand solle der EU unterlassene Hilfeleistung unterstellen, jedoch kalkuliere sie das gegenwärtige Sterben politisch ein, weil sie die Grenzsicherung der Seenotrettung überordne. Er verwies auf SZ-Redakteur Heribert Prantl, der den Massentod von Flüchtlingen nach dem Bootsunglück vor Lampedusa (2013) als „Teil der Abschreckungsstrategie der EU“ bezeichnet hatte. Auch humanitäre Organisationen kritisieren die Abschottungspolitik der EU und fordern sichere Fluchtkorridore sowie eine von der EU koordinierte und ausreichend ausgerüstete Seenotrettung. Die SZ-Kommentatorin Andrea Bachstein befürchtet, Fluchtkorridore könnten als „Einladung zur größtmöglichen Massenmigration aus den Armutsregionen dieser Erde“ wirken. Einige humanitäre Organisationen kritisieren, der auf Schlepper in Küstennähe begrenzte Frontex-Auftrag komme einem Kampf gegen Flüchtlinge gleich. Sie lehnen auch die Zurückweisung von Flüchtlingen nach Libyen wegen der dortigen schweren Menschenrechtsverstöße besonders in Flüchtlingslagern ab. Laut Amnesty International sind die Zustände in Libyen von unvorstellbarer Gewalt und Aussichtslosigkeit geprägt. AI empfiehlt daher ein Evakuieren aller dort inhaftierten Flüchtlinge.

### Abkommen mit der Türkei
Die deutsche Bundesregierung schrieb der Türkei im November 2015 eine Schlüsselrolle zur Bewältigung der Flüchtlingskrise zu. Für mehr Zusammenarbeit bei der Sicherung der EU-Außengrenzen stellte Bundeskanzlerin Angela Merkel der Türkei Mitte Oktober 2015 Reiseerleichterungen für ihre Bürger, mehr Geld für Flüchtlingslager und eine neue Dynamik in den Beitrittsverhandlungen der Türkei mit der Europäischen Union in Aussicht. Die Türkei verlangte von der EU ein Rückführungsabkommen und Visumfreiheit für den Schengenraum ab Juli 2016.
Das Konzept der „Hotspots“ sollte bis Ende November 2015 umgesetzt werden. Die Türkei verlangte als Gegenleistung für türkische Auffanglager, die EU solle eine militärisch gesicherte Puffer- und Flugverbotszone in Nordsyrien unterstützen, um die dort gegen den IS kämpfenden kurdischen Milizen an Expansion zu hindern und der Türkei Rückführungen von etwa zwei Mio. Flüchtlingen nach Syrien zu ermöglichen. Die EU und die Türkei hatten sich auf die Zahlung von drei Milliarden Euro für zwei Jahre verständigt. Im November 2015 verlangte Erdogan stattdessen drei Milliarden Euro pro Jahr. Am 30. November 2015 vereinbarten EU und Türkei einen Aktionsplan zur Begrenzung der Zuwanderung über die Türkei in die EU. Ob dieser Plan den Flüchtlingszuzug nach Europa verringerte, ist umstritten: Während die EU-Kommission in einer Woche einen Rückgang um mehr als 50 % feststellte, stieg der Zuzug laut UNHCR in jener Woche um 36 %. Staatliche Stellen in Griechenland zählten zum Jahreswechsel 2015–2016 trotz schlechten Wetters und schwerer See weiterhin täglich bis zu 4000 Ankünfte. Sie machten die Türkei dafür verantwortlich. Anfang Januar 2016 stellte der bayrische Innenminister rund 3.000 ankommende Flüchtlinge täglich fest.
Am 17. Dezember 2015 einigten sich zehn EU-Staaten mit der Türkei auf einen „Kontingentplan“ zur Umsiedlung von Flüchtlingen. Elf EU-Staaten, darunter Deutschland und Österreich, wollten Flüchtlinge direkt aus der Türkei bei sich aufnehmen; alle 28 EU-Mitglieder konnten sich beteiligen. Einige osteuropäische EU-Staaten sperrten sich jedoch prinzipiell gegen die Aufnahme von Muslimen. Der Umfang der Flüchtlingskontingente wurde nicht bekannt. Der türkische Ministerpräsident Ahmet Davutoğlu forderte, sie großzügig zu bemessen. Die Umsiedlung solle mit Syrern beginnen.
Vom 8. Januar 2016 an galt eine Visumspflicht für Syrer in der Türkei, weil nach Angaben der türkischen Regierung immer mehr Personen mit gefälschten syrischen Pässen über Ägypten und den Libanon ins Land kämen. Zugleich erhielten syrische Flüchtlinge in der Türkei eine Arbeitserlaubnis, kostenlose Gesundheitsversorgung und Schulunterricht. Besonders viele zogen nach Gaziantep nahe der syrischen Grenze, wo es wegen boomender Exportindustrien hohen Arbeitskräftebedarf gab. Nach der Flucht zehntausender Syrer aus der Aleppo-Region im Februar 2016 schloss die Türkei ihre Grenzen und versuchte gemeinsam mit Hilfsorganisationen, Menschen in Syrien zu versorgen. Zugleich drohte der türkische Präsident Recep Tayyip Erdoğan, falls die EU die Türkei nicht großzügiger unterstütze, werde man deren Westgrenzen öffnen.
Beim EU-Türkei-Gipfel Anfang März 2016 wurde das Umsiedlungskonzept erneut verhandelt. Der direkte Transport von Flüchtlingen aus türkischen Lagern in EU-Staaten sollte die Schlepperkriminalität eindämmen und riskante Überfahrten nach Griechenland verringern. Menschenrechtler betonten, eine kollektive Abschiebung von Bootsflüchtlingen in die Türkei ohne Einzelfallprüfung widerspreche geltendem internationalen und europäischen Recht, ebenso die Abschiebung von nichtsyrischen Flüchtlingen aus der Türkei in Herkunftsstaaten, die Menschenrechte verletzen oder Krieg führen. Politiker und Menschenrechtler befürchteten, dass Zugeständnisse an die Türkei die EU schwächen und Erdogans autokratische Herrschaft stärken würden.
Am 18. März 2016 setzte der Europäische Rat das EU-Türkei-Abkommen einstimmig in Kraft. Damit wurden die EU-Hilfsgelder um drei auf sechs Milliarden Euro erhöht und ihre beschleunigte Auszahlung vereinbart. Die EU überwies nun Teile der zugesagten Gelder für Flüchtlingshilfsprojekte in der Türkei. Diese verpflichtete sich, alle fortan illegal nach Griechenland eingereiste Personen zurückzunehmen, während die EU legale Asylbewerber aus der Türkei einreisen bzw. umsiedeln ließ. Nur wenn ein Flüchtling nachweisen kann, dass er in der Türkei verfolgt wird, darf er in Griechenland bleiben. Das sollte Menschenhändlern und Schmugglern die Geschäftsgrundlage entziehen. Türkische Staatsbürger sollten Visumfreiheit für Reisen in die EU erhalten, wenn die Türkei eine Reihe von Bedingungen erfüllen würde. Nach dem 4. April begann die Umsiedlung der maximal 72.000 Bürgerkriegsflüchtlinge aus der Türkei nach Europa. Diese Bedingungen sind Stand November 2018 nicht erfüllt.
Seit dem Vertrag betraten laut Daten der EU-Kommission bis Ende 2017 allein 35.000, bis Januar 2018 62.190 aus der Türkei kommende Schutzsuchende griechische Inseln. In die Türkei zurückgeführt wurden 1.600 Personen. Die Abschaffung der Visumspflicht blieb umstritten. Nach dem Putschversuch in der Türkei 2016 (Juli) fürchteten EU-Politiker den Absturz des Landes in ein Unrechtsregime, das viele Türken zur Flucht in die EU ohne Visa bewegen werde.
Am 27. Februar 2020 teilte ein hochrangiger türkischer Beamter im Zuge des ausartenden syrisch-türkischen Konflikts mit, türkische Polizei, Küstenwache und Grenzschutzbeamte hätten den Befehl erhalten, die Land- und Seewege von Flüchtlingen nach Europa nicht mehr zu stoppen. Dies markiert das faktische Ende des Abkommens. Die europäische Grenzschutzagentur Frontex hat für die EU-Grenzen zur Türkei nun die Alarmstufe auf „hoch“ gesetzt und angekündigt, Einsatzkräfte und Ausrüstung im Rahmen einer „schnellen Eingreiftruppe“ dorthin zu schicken. Es wird diskutiert, ob Frontex-Beamte dafür auch von anderen Grenzen abgezogen werden sollen. Am 19. März 2020 hat die Türkei die Grenzen zur EU wieder geschlossen.

### Verteilung und Umsiedlungen
In Europa gewährt nicht die Europäische Union Asyl, sondern die Mitgliedstaaten. Mitgliedstaaten können aber ihre Grenzen für Flüchtlinge schließen, ohne dafür nachhaltig unter Druck gesetzt werden zu können. Seit Jahrzehnten scheitern alle Versuche, zu einer solidarischen Verteilung von Flüchtlingen zu kommen. Nach Analyse des Migrationsforschers Stefan Luft hätten europäische Verteilungsvereinbarungen zwar den Vorteil, Spannungen, Chaos und eine Überlastung einzelner Staaten zu verhindern. In Zeiten größerer Bevölkerungsbewegungen sei aber der Anreiz kaum mehr gegeben, europäischen Verteilungsverfahren zuzustimmen, die sich automatisch in Gang setzen und denen man dann ausgeliefert ist.
Die Dublinregeln schließen die gleichmäßige Verteilung Asyl- und Schutzsuchender in der EU aus, weil sie den Ersteinreisestaat zu ihrer Aufnahme, Registrierung und Klärung der Zuständigkeit für das Asylverfahren, dann jeweils einen Staat zu dessen Durchführung verpflichten. Besonders Deutschland profitierte davon und schob seit 2007 mehr Asylbewerber an andere EU-Staaten ab, als es von ihnen aufnahm. Seit langem fordert die EU-Kommission einen Verteilungsschlüssel als Ausgleich dafür und hat bereits im Jahr 2010 die politischen, finanziellen, rechtlichen und praktischen Möglichkeiten einer Neuverteilung der Asylsuchenden zwischen den europäischen Ländern untersucht. EU-weite Übernahmeprogramme ließen sich jedoch nicht durchsetzen. Besonders die ökonomisch schwächeren osteuropäischen Staaten, die kaum Erfahrungen mit größerer Zuwanderung haben, lehnen die Aufnahme von Flüchtlingen und eine Quotenregelung ab. Seit 2014 unterblieben viele Rückführungen aus Deutschland, vor allem weil Ersteinreisestaaten den Asylbewerbern keine menschenwürdige Behandlung gewährleisten. Der EGMR und deutsche Gerichte setzten Überstellungen nach Griechenland, Ungarn, Bulgarien, Italien, Malta und Zypern wegen „systemischer Mängel“ der Asylverfahren dort zeitweise aus. Der EGMR verpflichtete alle Dublinstaaten, sich von Italien für jeden einzelnen Flüchtling dessen humane Behandlung zusichern zu lassen. Gleichwohl wurden 2014 nur 17 % der rund 28.000 genehmigten Überstellungen in einen anderen Dublinstaat vollzogen, weil viele Betroffene vorher untergetaucht waren, Aufnahmestaaten ihre Zuständigkeit ablehnten und das vorgeschriebene EURODAC-Screening unterließen. Die Angleichung des Asylrechts und der Lebensbedingungen in Europa war seit dem ersten Dublinvertrag 1985 versäumt oder kaum angestrebt worden. Die EU-Asylrichtlinien werden sehr verschieden umgesetzt. Die starken Unterschiede bei bewilligten Erstanträgen (Schutzquoten) begünstigen die Weiterwanderung in jene Staaten mit der besten Erfolgsaussicht für Asylanträge und Duldung. Die am meisten belasteten Aufnahmestaaten wiederum verschärften ihre Grenzkontrollen bis hin zu inhumanen Maßnahmen, ließen den Flüchtlingen keine legalen Einreisemöglichkeiten und verstärkten so das illegale Schleusen. Seit der zeitweisen Außerkraftsetzung der Dublinregeln im Sommer 2015 gilt das Dublinsystem praktisch als gescheitert. Menschenrechtsorganisationen fordern deshalb, das Kriterium der Ersteinreise fallen zu lassen und Asylbewerbern die freie Wahl des Zielstaates zu erlauben, auch um den politischen Willen zur Angleichung von Asylrecht, Asylverfahren, Sozialleistungen und Lebensverhältnissen zu stärken.
Im Juni lehnten die osteuropäischen Staaten der Visegrád-Gruppe und Großbritannien eine Quotenregelung strikt ab. Im August 2015 bestätigten Referenden in jenen Staaten die Ablehnung. Einen neuen Vorschlag der EU-Kommission vom September 2015, der Ausgleichszahlungen für nicht erfüllte Aufnahmequoten vorsah, lehnten sie ebenfalls ab.
Am 20. Juli 2015 beschloss der EU-Rat für Justiz und Inneres, das Resettlement von 22.504 schutzwürdigen Nichteuropäern multilateral und national zu regeln. Das geschah ab Oktober 2015, wobei sich auch mit der EU assoziierte Staaten beteiligten. Bis zum 12. Mai 2017 wurden 16.163 Personen, unter anderem aus der Türkei, in 21 EU-Staaten neu angesiedelt.
Am 9. September 2015 schlug die EU-Kommission vor, 120.000 nach der Qualifikationsrichtlinie eindeutig Schutzbedürftige aus den am stärksten belasteten EU-Staaten umzuverteilen, davon 15.600 aus Italien und 50.400 aus Griechenland. Zudem sollte eine EU-Liste sicherer Herkunftsstaaten erstellt und um die Westbalkanstaaten sowie die Türkei erweitert werden. Ein Treuhandfonds mit 1,8 Milliarden Euro zur Bekämpfung von Migrationsursachen in Afrika sollte eingerichtet werden. Am 14. September beschloss der EU-Rat als erste vorläufige Maßnahmen eine Umsiedlung (Relocation) von 40.000 Flüchtlingen aus Griechenland und Italien in andere EU-Staaten. Auf deutschen Druck hin beschloss eine „qualifizierte Mehrheit“ der EU-Regierungen am 22. September 2015 die freiwillige und einmalige Umverteilung von 120.000 Schutzbedürftigen. Dagegen stimmten die vier Visegradstaaten Polen, Slowakei, Tschechien und Ungarn; Finnland enthielt sich. Der Mehrheitsbeschluss ist für alle EU-Staaten bindend. Da Ungarn ablehnte, wurden nur Griechenland und Italien entlastet. Deutschland wollte 30.000 (ein Viertel) aufnehmen. Die beteiligten Staaten erhalten für jeden Umgesiedelten einen Pauschalbetrag von 6.000 EUR. Der Verteilungsbeschluss sollte bis September 2017 ausgeführt werden. Am 25. September 2015 erließ die EU-Kommission 40 Beschlüsse zu Vertragsverletzungsverfahren gegen 19 EU-Staaten, die das gemeinsame EU-Asylrecht verletzt oder nicht angewandt hatten. Bis Ende Oktober 2015 hatten sich die meisten EU-Staaten der Umverteilung widersetzt und keine freien Kapazitäten angemeldet, so dass insgesamt nur 1000 Umverteilungsplätze verfügbar waren. Daraufhin schlug Euro-Gruppenchef Jeroen Dijsselbloem vor, nicht aufnahmewilligen EU-Staaten die Fördergelder aus Brüssel entsprechend zu kürzen. EU-Kommissionspräsident Jean-Claude Juncker hielt den Vorschlag für erwägenswert und forderte die EU-Staaten angesichts der zögerlich bereitgestellten Finanzmittel und beschlossenen Umsiedlung auf, „das zu tun, was sie versprochen haben“. Das ursprünglich für Ungarn vorgesehene Kontingent von 54.000 Personen sollte ab 22. September 2016 zur Umsiedlung von weiteren Schutzbedürftigen aus Italien und Griechenland verwendet werden. Am 29. September 2016 beschloss der EU-Rat jedoch, diese Plätze für die legale Aufnahme von Syrern aus der Türkei zu nutzen.
Im Dezember 2016 setzten sich die Staaten- und Regierungschefs der EU das Ziel, das bestehende Asylsystem bis Ende Juni 2017 gemeinsam gründlich zu reformieren und besonders die Verteilung von Flüchtlingen einzubeziehen. Im Juni 2017 wurde der Zeitrahmen verlängert und entschieden, zunächst über weniger umstrittene Teile der Reform weiter zu beraten. Am 13. Juni 2017 kündigte die EU-Kommission ein Vertragsverletzungsverfahren gegen Polen, Tschechien und Ungarn an, weil diese keine Schritte zur Aufnahme von Flüchtlingen aus Italien und Griechenland gemacht hatten. Am 6. September 2017 wies der Europäische Gerichtshof die Klagen Ungarns und der Slowakei gegen die Verteilung von Flüchtlingen ab. Beide Staaten müssten Personen aus Griechenland und Italien aufnehmen, die dort zuvor einen Schutzstatus erhalten hätten. Von 160.000 Flüchtlingen waren bis dahin weniger als 30.000 in der EU umverteilt worden.
Tschechien, Ungarn und Polen kamen ihren rechtlichen Verpflichtungen zur Aufnahme von insgesamt 98.255 umzusiedelnden Schutzbedürftigen nicht nach. Die EU-Kommission leitete deshalb am 14. Juni 2017 ein Vertragsverletzungsverfahren gegen sie ein. Bis zum 29. August 2017 wurden 27.228 Menschen umgesiedelt. Von allen EU-Staaten erfüllte nur Malta sein Kontingent. Dänemark und Ungarn akzeptierten gar keine Flüchtlinge. Deutschland, Österreich, die Slowakei, Belgien, Bulgarien und Frankreich nahmen deutlich weniger als zugesagt. Deutschland und andere Mitgliedsstaaten hatten zugesagt, Flüchtlinge aus solchen Herkunftsstaaten aufzunehmen, die europaweit eine durchschnittliche Anerkennungsquote von mehr als 75 Prozent haben. In Griechenland und Italien landen aber weit überwiegend Migranten aus anderen Herkunftsstaaten, so dass die angebotenen Kontingente kaum genutzt werden konnten.
Am 6. September 2017 wies der Gerichtshof der Europäischen Union (EuGH) die Klagen der Slowakei und Ungarns gegen den Ratsbeschluss vom 22. September 2015 in vollem Umfang ab. Am 7. Dezember 2017 verklagte die EU-Kommission Tschechien, Ungarn und Polen vor dem EuGH, um deren Beteiligung an der 2015 beschlossenen Umverteilung von Flüchtlingen aus Griechenland und Italien zu erzwingen. Der EuGH kann Zwangsgelder verhängen.
Die EU-Kommission hatte im Rahmen der Europäischen Migrationsagenda im Sommer 2017 ein neues Neuansiedlungsprogramm der EU angekündigt. Bis Herbst 2019 werden demnach 20 der 28 EU-Staaten 50.000 Flüchtlinge aufnehmen, die sich derzeit in Flüchtlingslagern in Libyen, Ägypten, Tschad, Sudan und Niger aufhalten. Die Auswahl der Umsiedler trifft das UNHCR. Die EU-Kommission unterstützt die Aufnahmeländer bei der Maßnahme mit insgesamt 500 Mio. EUR. Die Zahlung folgt dem am 13. Juli 2016 vorgeschlagenem EU-Neuansiedlungsrahmen, der die Neuansiedlungsbemühungen von EU-Staaten aus dem Asyl-, Migrations- und Integrationsfonds (AMIF) mit einmalig 10.000 Euro pro aufgenommener Person zu unterstützen vorsieht. Der estnische Innenminister Andres Anvelt äußerte am 15. November 2017 im Ausschuss der Ständigen Vertreter (AStV) zum Ziel der Neuansiedlung: „Die Neuansiedlung ist ein strategisches Instrument zur Steuerung der Migrationsströme. Zugleich stellt die Neuansiedlung eine wichtige legale Möglichkeit dafür dar, dass wirklich Hilfsbedürftige Schutz erhalten. Mit ihrer Hilfe werden die Ströme zu unseren Außengrenzen verringert, wird das Geschäftsmodell der Schleuser zerschlagen und werden ungleich verteilte Belastungen, zum Beispiel die Anstrengungen im Bereich der Rückführungen, ausgeglichen werden.“

### Obergrenzen
Die Einführung von Obergrenzen für die Aufnahme von Flüchtlingen wurde im weiteren Verlauf der Krise in vielen Ländern erörtert. Die GFK lässt die Einführung solcher Obergrenzen nicht zu. In der Präambel wird einzig eine gerechte Lastenverteilung gefordert. Teilweise wurde versucht, über das Konzept des Notstandes für die Zulässigkeit solcher Obergrenzen zu argumentieren, doch kann diese Argumentation nicht überzeugen, da der Notstandsbegriff im menschenrechtlichen Bereich im Allgemeinen und im Rahmen der GFK im Besonderen eng auszulegen ist. Anders als die Deklaration der UN-Generalversammlung über territoriales Asyl von 1967 sieht die GFK keine Notstandsregelung für den Fall erhöhter Flüchtlingszahlen vor.
Österreich erklärte am 20. Januar 2016 als erstes Land konkrete Obergrenzen für Asylanträge. Das weitere Vorgehen nach Erreichen dieser Zahlen blieb jedoch offen. Diskutiert wurden verschiedene Vorschläge: 1.) Nach Erreichen der Begrenzung Menschen zwar aufzunehmen, aber die Antragsbearbeitung auszusetzen, so dass es zu keinem Familiennachzug käme. 2.) Flüchtlinge an den Grenzen direkt abzuweisen, da Kriegsflüchtlinge nach der GFK kein Recht auf Aufnahme haben, wenn sie nicht individuell verfolgt werden.

### Ausweisungen und Abschiebungen
Im Jahr 2015 ergingen EU-weit 533.000 Ausreiseaufforderungen, 2016 waren es 494.000. Manche wurden freiwillig befolgt, manche durch Abschiebung erzwungen. Die EU-Behörden gaben für 2015 228.000 und für 2016 247.000 Abschiebungen und freiwillige Ausreisen an. Damit erhöhte sich die Ausreisequote von 43 % auf 50 % im Jahr 2016. Fast 55.000 Syrern erteilte man eine Aufforderung, die EU zu verlassen. Die größte Gruppe an Staatsbürgern aber, die in beiden Jahren nach Aufforderung letztlich die EU verließ, waren Bürger Albaniens mit 34.000 Ausgereisten 2015 und 42.000 Ausreisen 2016. Gezählt hatte die EU 2015 und 2016 aber lediglich 50.000, beziehungsweise 36.000 illegale Aufenthalte von Albanern im Unionsgebiet.
Europäische Politiker kündigten während der Krise zu verschiedenen Gelegenheiten an, Personen, bei denen festgestellt wurde, dass sie keinen Anspruch auf Asyl oder Anspruch auf Schutz als Flüchtlinge haben, in ihre Herkunftsländer zurückschicken zu wollen. Eine Analyse der Abschiebezahlen von Italien, Frankreich, Deutschland und Schweden, die das ESI Institut durchführte, ergab jedoch nach Pressemeldungen vom Sommer 2017, dass diese Staaten kaum diejenigen Menschen abschieben können, die im Zuge der Flüchtlingskrise nach Europa kamen. Die von diesen Staaten während der Krise durchgeführten Abschiebungen betrafen dagegen hauptsächlich Menschen, die aus ihrer Heimat in Balkan-Staaten als Schutzsuchende nach Nordeuropa gekommen waren. Als Beispiel für die Unfähigkeit, Menschen zurückzuschicken, wurde der Fall von 13.823 Personen aus Nigeria angeführt, die über das Mittelmeer nach Italien gekommen waren und deren Anträge man 2016 abgelehnt hatte. Zurückgeführt wurden im gleichen Zeitraum 120 Nigerianer.
Die EU-Kommission schätzte im August 2017, dass 74 % der Menschen, die über das Mittelmeer die EU erreichten, wohl bleiben würden, auch wenn sie eine Aufforderung zum Verlassen der EU erhalten hätten. Die „effektive Rückkehrrate“ für Personen außerhalb der EU liege nach Kommissionsangaben bei 36,4 %.
Auf Basis von Eurostat-Daten und den Daten der einzelnen Regierungen berechneten Forscher des amerikanischen Pew Research Center in einer Studie, dass von den mehr als 2 Millionen Flüchtlingen, die 2015 und 2016 in die EU gekommen waren, 3 % oder etwa 75.000 bis zum 31. Dezember 2016 abgeschoben wurden. Die Daten der Regierungen waren jedoch zu ungenau, um exakte Angaben machen zu können. Ein Grund für gescheiterte Abschiebungen bei eigentlich niedriger Anerkennungsquote sei, dass abgelehnte Asylbewerber unter den in der EU derzeit geltenden rechtlichen Bedingungen oft nicht in Staaten außerhalb der EU abgeschoben werden können.
Seit 10. Januar 2017 können Einsatzteams der Europäischen Agentur für die Grenz- und Küstenwache die Rückführung irregulärer Migranten auf Anfrage von EU-Mitgliedstaaten und auf eigene Initiative unterstützen. Dafür stehen 690 Rückführungsexperten und Rückkehrbegleiter bereit. Letztlich tragen die EU-Mitgliedstaaten die Verantwortung für Rückführungen.
Seit der Flüchtlingskrise fanden immer wieder sogenannte Pushbacks an den EU-Außengrenzen statt. Im Jahr 2020 wurden einige Fälle von Forensic Architecture und dem Recherchekollektiv HumanRights360 rekonstruiert. Unter den Abgeschobenen gab es zudem mindestens eine Person, die über einen Aufenthaltstitel eines EU-Staates verfügte. Im Jahr 2021 wurden systematische unter massiver Gewaltanwendung vorgenommene Push-backs durch kroatische und griechische Grenzbeamte dokumentiert. Misshandlungen fanden auch in der Form statt, dass Flüchtlinge in Rettungsflößen auf dem Meer ausgesetzt wurden. Diese gegen EU-Recht und Genfer Flüchtlingskonvention verstoßenen Pushbacks wurden teilweise von in Zivilkleidung bekleideten, vermummten Beamten vorgenommen.

### Finanzhilfen an EU-Staaten

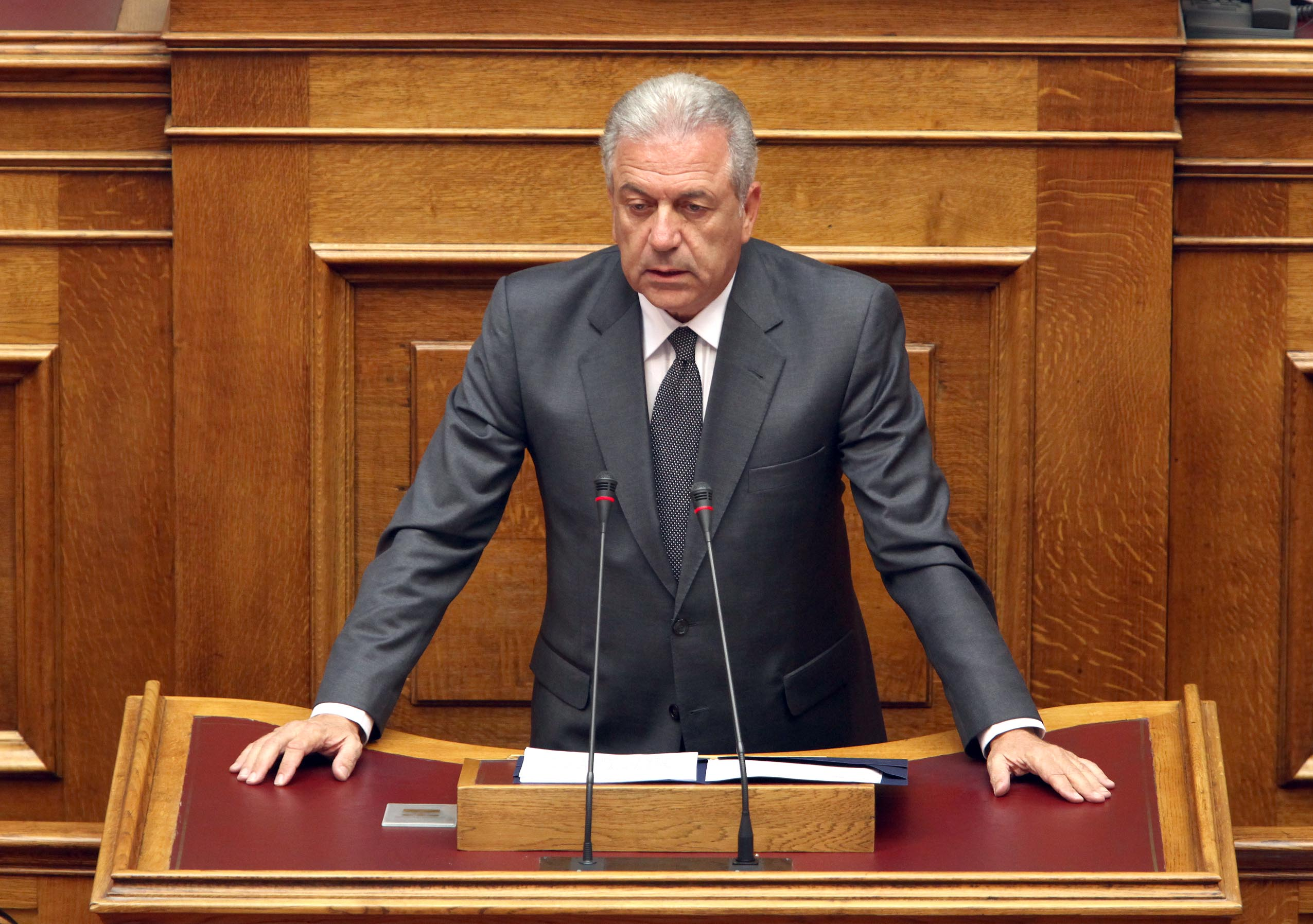
EU-Migrationskommissar Dimitris Avramopoulos 2. August 2012

Der EU-Kommissar für Inneres Dimitris Avramopoulos stellte Frankreich und Großbritannien im August 2015 rund 50 Mio. € an EU-Soforthilfe zur Verfügung, um illegale Grenzübertritte zwischen beiden Staaten durch den Eurotunnel zu unterbinden. Die EU bezuschusste AMIF, den Inneren Sicherheitsfonds (ISF), Frontex, EASO und Europol wegen des Flüchtlingsandrangs 2015 und 2016 mit 1,7 Milliarden Euro. Die Mittel sind auch für die Europäische Nachbarschaftspolitik (ENP) und für Flüchtlinge aufnehmende Nachbarstaaten Syriens, das UNHCR und World Food Programme bestimmt.
Als Folge der Zuspitzung der Lage in Südosteuropa im Februar/März 2016 schlug die EU-Kommission am 2. März 2016 vor, für Staaten wie Griechenland in den nächsten drei Jahren bis zu 700 Millionen Euro zur Bewältigung der Flüchtlingskrise bereitzustellen. Die ersten 300 Millionen sollen bereits im laufenden Jahr 2016 fließen. Je 200 Millionen Euro sind für 2017 und 2018 vorgesehen. Nach dem Erlass der Verordnung EU/2016/369 am 15. März durch den Europäischen Rat genehmigte das Europäische Parlament am 13. April die Mittel für die erste Runde der EU-Finanzierung.
Die EU-Kommission hat am 19. April 2016 rund 83 Mio. Euro von insgesamt für das Jahr 2016 vorgesehenen 300 Mio. Euro Soforthilfe für die humanitäre Versorgung der Flüchtlinge in Griechenland bereitgestellt. Die Mittel wurden an UNHCR, Internationales Rotes Kreuz und sechs weitere internationale Nichtregierungsorganisationen vergeben, um Flüchtlingen und Migranten in Griechenland Zugang zu grundlegender medizinischer Versorgung, Nahrungsmitteln, besserer Hygiene, kinderfreundlichen Räumen und provisorischen Unterkünften zu ermöglichen. Darüber hinaus hat Griechenland seit 2015 zur Bewältigung der Flüchtlingskrise bereits Soforthilfe in Höhe von 181 Mio. Euro aus dem Asyl-, Migrations- und Integrationsfonds (AMIF) und dem Fonds für die innere Sicherheit (ISF) der EU erhalten. 509 Mio. EUR aus diesen beiden Fonds waren Griechenland bereits für ein nationales Programm zur Bewältigung der Flüchtlingskrise für den Zeitraum 2014–2020 zugewiesen worden.

### Abkommen mit Herkunfts- und Transitstaaten
Die EU repräsentierte vor 2015 rund 7 % der Weltbevölkerung und 25 % des weltweiten Bruttoinlandsprodukts, sie leistet dabei 65 % der weltweiten Entwicklungshilfe und mehr als 50 % der humanitären Hilfe.
Weil nach dem Ende der Visumspflicht in einigen Westbalkanstaaten (2009/2010) viele deren Bürger nach Deutschland reisten und dort meist chancenlose Asylanträge stellten, beschloss das EU-Parlament 2013 auf deutschen Druck hin, dass die Visumfreiheit für solche Staaten ausgesetzt werden kann. Damals wurden nach Eurostat 429.000 Drittstaatsangehörige ohne reguläre Aufenthaltserlaubnis in der EU aufgegriffen, deren Rückführung nach einer EU-Richtlinie von 2008 möglichst einheitlich geregelt werden sollte. Im Oktober 2015 veröffentlichte die EU-Kommission ein Handbuch für einheitliche Rückkehrmaßnahmen in der EU.
Schon vor 2015 hatten die EU und einige EU-Staaten mit „Pufferstaaten“ Nordafrikas (Mauretanien, Marokko, Tunesien, Senegal) und östlichen Nachbarstaaten (Republik Moldau, Georgien, Armenien, Aserbaidschan) Rücknahmeabkommen geschlossen und von ihnen verstärkte und effizientere Grenzsicherung, Zusammenarbeit dabei und Anreize zur freiwilligen Rückkehr ihrer Bürger wie auch der durch ihr Land Gereisten gefordert. Ziel ist die Ausreiseverhinderung, um den Migrationsdruck auf Europa zu verringern. Dafür versprach die EU diesen Staaten Finanzhilfen und logistische Unterstützung, aber kaum Visaerleichterungen. Sie setzt darauf, dass viele der Vertragspartner die GFK und die EMRK nicht ratifiziert haben und Ausreisen verhindern, ohne Asylansprüche zu prüfen. Die Wirksamkeit der bisherigen Abkommen und tatsächliche Zahl der daraufhin erfolgten Rückführungen sind jedoch unklar. 2015 wurden 486 Mio. Euro Entwicklungshilfe an Marokko gezahlt, vor allem in Form von Krediten zum Ausbau erneuerbarer Energien. Algerien erhielt sechs Mio. Euro.
Die EU und afrikanische Staaten beschlossen am 12. September 2015 in Malta einen Aktionsplan mit dem Ziel, die Armut in Afrika durch neue Jobs und mehr Bildungsmöglichkeiten zu bekämpfen, um die Menschen von der Flucht nach Europa abzuhalten. Afrikanern sollte der legale Zugang nach Europa etwa durch Austauschprogramme und vereinfachte Visaverfahren erleichtert werden. Die afrikanischen Staaten sollten dafür kriminelle Schleuserbanden bekämpfen, den Grenzschutz verbessern und mehr abgelehnte Asylbewerber als bisher zurücknehmen. Im ersten Quartal 2016 sollte mit mindestens zehn afrikanischen Staaten an Rückführungsabkommen gearbeitet werden. Für diesen Plan wollte die EU zusätzlich zu den jährlich etwa 20 Mrd. Euro Entwicklungshilfe für Afrika einen Nothilfe-Treuhandfonds von mehr als 1,8 Mrd. Euro schaffen. Bis 12. November 2015 zahlten die EU-Staaten jedoch rund 81,3 Mio. Euro in den Fonds ein. Eine angestrebte Verdoppelung des Fonds schlug fehl. Die vereinbarten Maßnahmen des Aktionsplans sollten bis Ende 2016 umgesetzt werden.
Am 23. September 2015 beschlossen die EU-Regierungen, die Finanzhilfen für das UNHCR und andere Hilfsorganisationen aufzustocken, die großen Flüchtlingslager im Libanon, in Jordanien und der Türkei mit insgesamt einer Milliarde Euro zu unterstützen und in Griechenland und Italien „Erstaufnahme-Hotspots“ einzurichten.
Auf dem Forum für China-Afrika-Kooperation am 4. Dezember 2015 in Johannesburg sagte der chinesische Präsident Xi Jinping vielen afrikanischen Staatsoberhäuptern bis 2018 Entwicklungshilfe von 56 Mrd. Euro zu. Die Mittel sollten die größten Kapazitätsengpässe auf dem Kontinent beheben und sind für Industrieprojekte, Modernisierung der Landwirtschaft und Ausbildung von rund 20.000 Fachkräften bestimmt. China plante zudem Investitionen in Infrastruktur, Erzeugung und Verteilung von Elektroenergie und Telekommunikation.
Im Januar 2016 genehmigte die EU-Kommission zehn, bis 18. April 2016 weitere 20 Maßnahmen für die Sahelzone und das Tschadbecken.
Auf der Geberkonferenz Supporting Syria and the Region am 4. Februar 2016 stellten Deutschland, Großbritannien, Norwegen, Kuwait und die UNO rund sechs Mrd. US-Dollar für Kriegsopfer und Flüchtlinge in und um Syrien zur Verfügung, um weitere Flucht nach Europa zu verhindern. Deutschland bewilligte davon 570 Mio. Euro für das Welternährungsprogramm der Vereinten Nationen und weitere 430 Mio. für andere UN-Hilfsprogramme. 2017 und 2018 will Deutschland weitere 1,1 Mrd. Euro für die Syrienregion geben.
Am 18. März 2016 versprach der EU-Rat Libyens Regierung (dem als solcher anerkannten Nationalkongress), ihr bei der Wiederherstellung von Stabilität, der Bekämpfung des Terrorismus und der Steuerung der Migration im zentralen Mittelmeerraum zu helfen. Im Gegenzug wurden nach einem Bericht der EU-Botschafterin für Libyen in den ersten Monaten 2018 20.000 Migranten mit EU-Geldern aus libyschen Flüchtlingslagern in ihre Herkunftsstaaten zurückgebracht. Zudem sollten die Staaten der Sahelzone mit Finanzhilfen und Versprechungen motiviert werden, Migranten von der Flucht nach Europa abzuhalten und zurückzunehmen. Ein Sprecher der libyschen Behörden teilte mit, 20 der 53 Flüchtlingslager in Libyen seien inzwischen geschlossen worden. Darum ging die Zahl der Überfahrten nach Italien schon 2017 um 40 % gegenüber 2016 zurück. Weiterer Rückgang wird auch auf die EU-Marineoperation „Sophia“ zurückgeführt. Sie nahm nach Eigenangaben 137 Menschenhändler fest und bildete 188 Mitglieder der libyschen Küstenwache aus; Ende 2018 sollen es 300 sein. Die libysche Küstenwache stellte vier neue, von Italien gelieferte Küstenschutzboote in Dienst, sechs weitere sollen folgen.
Am 7. Juni 2016 stellte die EU-Kommission Pläne für „Migrationspartnerschaften“ mit den wichtigen Herkunfts- und Transitländern vor und setzte darin folgende Prioritäten:
- Menschenleben auf See zu retten, Schleusernetze zu zerschlagen,
- die vermehrte Rückkehr/Rückführung von irregulären Migranten zu erreichen,
- diesen den Verbleib in größerer Nähe zu ihrer Heimat zu ermöglichen,
- langfristig die Entwicklung der betreffenden Drittstaaten zu unterstützen.

Für auf deren jeweilige Gegebenheiten zugeschnittene Migrationspakte zunächst mit Jordanien und Libanon, später mit Niger, Nigeria, Senegal, Mali und Äthiopien sollten bis 2021 acht Mrd. Euro bereitgestellt werden. Der Treuhandfonds für Afrika wurde um eine Mrd. Euro aufgestockt, je zur Hälfte aus dem Europäischen Entwicklungsfonds und aus Beiträgen von EU-Staaten. Für bessere unternehmerische Rahmenbedingungen in Herkunfts- und Transitstaaten wurden 3,1 Mrd. Euro mobilisiert, die Gesamtinvestitionen von bis zu 31 Mrd., bei gleicher Mitwirkung der EU-Staaten bis zu 62 Mrd. Euro bewirken sollen. Die Europäische Investitionsbank (EIB) sollte zusätzliche Mittel für Projekte in Afrika mobilisieren. Auch ein stärkeres Engagement der EU gegenüber Tunesien und Libyen war geplant. Die EU wollte Drittstaaten, die sich um gemeinsame Migrationssteuerung mit der EU bemühen, belohnen und jene, die dies verweigern, bestrafen. Längerfristig sollte die traditionelle Entwicklungszusammenarbeit grundlegend überdacht werden.
Ab Mitte 2016 schloss die EU die geplanten „Migrationspartnerschaften“ mit Mali, Niger, Nigeria, Senegal und Äthiopien. Einige Projekte, die Mittel aus dem Afrikafonds der EU erhalten hatten, waren im Herbst 2017 bereits unterfinanziert. Darum musste Juncker weiteres Geld bei den EU-Staaten anfordern, etwa für die Grenzsicherung in Libyen.
Ende August 2017 verabredeten Frankreich, Deutschland und Italien mit den Regierungen im Niger, Tschad und in Libyen eine Kooperation. Der UNHCR-Kommissar für Menschenrechte Seid al-Hussein und diverse Hilfsorganisationen kritisierten, dass die Beschlüsse die Not nur vom Mittelmeer auf das Festland verlagern würden, wo fluchtwillige Menschen getötet oder unmenschlich behandelt werden. Die EU unterstütze aktiv diese kriminellen Strukturen.
Im Rahmen des sogenannten „Better Migration Managements“ arbeitet die EU im Khartum-Prozess mit zehn ostafrikanischen Staaten zusammen, darunter Diktaturen wie Eritrea und Sudan. Ziel ist das Training und die Ausrüstung von Grenzbeamten, damit diese Fluchtbewegungen über ihre Staatsgrenzen hinweg besser eindämmen können. Die EU lässt Sudans Regierung dabei offiziell kein Geld zukommen, aber diversen unabhängigen Organisationen, um im Sudan Projekte zu finanzieren, darunter die Ausbildungsprogramme. Das Regime setzt dabei neben der Polizei eine Miliz namens „Rapid Support Forces“ (RSF) gegen Menschenschmuggler ein, die Personen von Süden her durch den Sudan nach Libyen schleusen. Die RSF rekrutieren sich aus den berüchtigten Dschandschawid-Reitermilizen und stehen im Verdacht, sich am Menschenschmuggel zu beteiligen und diverse Menschenrechtsverstöße zu begehen. Laut New York Times (April 2018) gab die EU für den Sudan 106 Mio. Euro, laut The Guardian bis April 2018 183 Millionen Euro aus.
Die wohlhabenden arabischen Staaten Saudi-Arabien, Katar, Vereinigte Arabische Emirate und Kuwait nehmen bislang keine syrischen Flüchtlinge auf, obwohl die meisten Syrer sunnitische Moslems und somit Glaubensgenossen sind und obwohl diese Staaten zur Destabilisierung Syriens beigetragen haben. Diese Staaten haben die GFK nicht unterzeichnet. In Saudi-Arabien leben insgesamt ca. 500.000 Syrer, wann und wie diese dorthin gelangt sind, ist aber unklar. Syrer benötigen für die Einreise nach Saudi-Arabien Visa. Diese werden nur in Einzelfällen erteilt. Saudi-Arabien hat sich bereit erklärt, für die Syrien-Flüchtlinge in Deutschland 200 Moscheen zu bauen. Die Vereinigten Arabischen Emirate haben nach eigenen Angaben seit 2011 etwa 100.000 als „Auswanderer“ aufgenommen. Diese Angabe widerspricht der Einschätzung von Amnesty International, Human Rights Watch und der Brookings Institution.
Nach monatelangen Verhandlungen einigten sich Militärvertreter der Türkei und der USA über die konkrete Umsetzung einer „Sicherheitszone“. Im Spätsommer 2019 sprach Erdogan von einer „neuen Migrationsbedrohung“ aus der letzten syrischen Rebellenhochburg Idlib entlang der türkischen Grenze. Die Türkei könne diese Bedrohung nicht allein schultern. Die EU habe ihr Versprechen finanzieller Hilfen noch nicht vollständig eingehalten. Erdogan drohte, die Grenzen nach Europa für syrische Flüchtlinge zu öffnen, wenn die EU ihre Finanzzusagen nicht endlich einlöse.

### Reform der EU-Asylregeln
Am 14. Mai 2024, nach fast zehn Jahre dauernden Debatten haben die EU-Mitgliedsländer die Reform der europäischen Asylregeln besiegelt. Das Asylrecht wird deutlich verschärft; Migranten sollen verpflichtend umverteilt werden, Ankunftsländer wie Griechenland und Italien zu entlasten.
Verfahren sollen einheitlicher und schneller werden. Für Asylsuchende aus Staaten, die als relativ sicher gelten, gelten künftig strengere Regeln.
Migranten mit geringen Aufnahmechancen sollen an der Weiterreise gehindert und von Grenzlagern aus direkt abgeschoben werden.
Mitgliedsländer können Migranten außerdem künftig in „sichere Drittstaaten“ wie Tunesien oder Albanien schicken, in denen sie dann Asyl beantragen. Allerdings müssen die Migranten eine Verbindung zu dem Drittstaat haben, in den sie abgeschoben werden, etwa durch Angehörige oder durch ein Studium.  Die neuen Asylregeln treten mit Veröffentlichung im EU-Amtsblatt in Kraft. Danach haben die Mitgliedsländer zwei Jahre Zeit, sie umzusetzen.

## Maßnahmen europäischer Staaten

### Griechenland
Griechenland hielt schon 2011 die humanitären Standards der EU für Flüchtlingslager nicht ein, so dass der EGMR mehrmals verbot, Asylbewerber dorthin zu überstellen. Sie wären dort in improvisierten, verwahrlosten und überfüllten Sammellagern ohne genug Sanitäranlagen und Zelte auf unbestimmte Zeit inhaftiert worden. Der EuGH bestätigte die Verbote. Trotz Erhalt von 45 Mio. Euro aus dem Außengrenzenfonds der EU und einer Asylrechtsreform (2013) konnte Griechenland besonders minderjährigen Asylbewerbern auch weiterhin keine menschengerechte Unterbringung garantieren. Die Aufnahmekapazitäten blieben trotz von der EU eingerichteter Hotspots laut dem Sachverständigenrat deutscher Stiftungen für Integration und Migration (SVR) ungenügend.
Ab 2015 kamen die meisten Flüchtlinge über Griechenland in die EU. Auf Inseln wie Kos und Lesbos kamen im August 2015 täglich mehrere hundert Flüchtlinge an, meist Syrer. Vom 28. bis 31. August 2015 rettete die griechische Küstenwache in 70 Einsätzen 2500 Personen aus Seenot. Auf Lesbos warteten im September 2015 rund 11.000 Menschen darauf, per Fähre auf das Festland gebracht zu werden.
Die griechische Regierung ließ die meisten Ankömmlinge ab August 2015 unregistriert weiterreisen, gab aber keine Auskunft zu ihrem Verbleib. Das griechische Aussetzen des Dublinverfahrens brachte Ungarn in die Rolle des Erstaufnahmestaats, stieß daher dort auf scharfe Kritik und veranlasste den Bau eines Grenzzauns. Am 25. September 2015 mahnte EU-Kommissionspräsident Juncker: „Griechenland muss vor allem dafür sorgen, dass ausreichend Personal für Asylanträge und Erstaufnahme bereitgestellt wird, ein wirksames Abschiebungssystem eingerichtet wird, die EU-Gelder besser eingesetzt und die Aufnahmebedingungen angesichts der wachsenden Migrationsströme verbessert werden.“
Weil die griechischen Behörden zwischen Juli und November 2015 nur rund 121.000 von 500.000 Ankömmlingen die Fingerabdrücke abgenommen hatten, leitete die EU-Kommission Ende 2015 ein Verfahren gegen Griechenland ein. Nachdem eine EU-Untersuchungsgruppe „ernsthafte Schwächen“ bei Griechenlands Kontrolle der EU-Außengrenzen festgestellt hatte, erklärte die EU-Kommission Grenzschließungen anderer EU-Staaten am 26. Januar 2016 für rechtmäßig. Sie prüfte, bis zu zweijährige Binnengrenzkontrollen in der EU zu erlauben.
Nach UN-Angaben setzen im Februar 2016 jeden Tag ca. 2000 Flüchtlinge und Migranten mit Booten aus der Türkei nach Griechenland über. Bis Ende Februar sollten auf den griechischen Inseln fünf Zentren zur Aufnahme, Identifizierung und Antragsbearbeitung von Asylsuchenden in Betrieb gehen. Diese „Hotspots“ betreibt formal der Erstaufnahmedienst des griechischen Ministeriums für Migrationspolitik. Zwei Umverteilungszentren nahe Athen und eins bei Thessaloniki sollten ebenfalls Ende Februar fertig sein.
Wegen der abgeriegelten Balkanroute stauten sich Ende Februar 2016 rund 20.000 Menschen in Griechenland. Täglich kamen weitere aus der Türkei hinzu. Fünf weitere Aufnahmelager in Grenznähe waren geplant. Viele Flüchtlinge sollten zunächst auf drei großen Fährschiffen in den Häfen von Lesbos, Chios und Samos untergebracht werden. Für Familien und unbegleitete Kinder, die damals 60 % der Fliehenden stellten, richteten UN-Organisationen 20 Anlaufstellen mit Schlafplätzen ein. Mitte März 2016 schätzte die griechische Regierung die im Land befindlichen Asylbewerber auf rund 48.000. Wohin sie sollten, blieb offen, da das EU-Türkei-Abkommen vom 18. März 2016 nur die von da an Asylsuchenden betraf, die Balkanroute geschlossen war und eine ungeregelte Flucht über das verschneite Balkangebirge vielen ebenfalls unmöglich war.
Am 1. April 2016 beschloss das griechische Parlament ein Gesetz zur Umsetzung des EU-Türkei-Abkommens und damit die Abschiebung von Flüchtlingen aus Griechenland in die Türkei. Die mit Richtern und Vertretern von Menschenrechtsorganisationen besetzten griechischen Einspruchsstellen lehnten 70 von 72 Rückführungen von syrischen Asylbewerbern in die Türkei ab, weil sie diese nicht als sicheres Drittland einstuften. Die EU wollte diese Einspruchsstellen durch eine reguläre Behörde ersetzen lassen, die das Gesetz zum EU-Türkei-Abkommen umsetzt.
Das an der Grenze zu Nordmazedonien gelegene Auffanglager bei Idomeni nahm Mitte März 2016 bis zu 14.000 Personen auf. Aus Hoffnung auf eine baldige Grenzöffnung weigerten sich viele Flüchtlinge trotz katastrophaler Lebensbedingungen, das Lager zu verlassen und ins Landesinnere umzuziehen. Ab 24. Mai 2016 räumten die griechischen Behörden das Lager. Zwei Tage darauf sollen noch rund 1.000 Migranten dort gewesen sein, 4.000 waren untergetaucht. Weitere Lager mit rund 3.000 Bewohnern wurden im Juni geräumt. Von den rund 50.000 Flüchtlingen, die sich Mitte Juni 2016 in Griechenland befanden, wollten viele ursprünglich dort keinen Schutz beantragen, sondern sich nach Nordeuropa begeben.
In der zweiten Septemberwoche 2016 kamen über tausend (nach zuvor 50) Menschen aus der Türkei in Griechenland an. Als mögliche Gründe nannten Beobachter einen drastischen Preisverfall bei Schlepperleistungen, die ausbleibenden Rückführungen und den Wunsch, dem Winterwetter zuvorzukommen.
Nachdem im Flüchtlingslager bei Mytilini auf Lesbos am 19. September 2016 ein Feuer ausgebrochen war, forderten die Regionalgouverneurin und eine Hilfsorganisation den Transport aus den überfüllten Unterkünften aufs griechische Festland. Die EU lehnte das ab, weil man Absetzbewegungen ins übrige Europa befürchte. Angemietete Schiffe sollten dann kurzfristig für mehr Unterbringungsplätze benutzt werden. Die Zahl der Neuankömmlinge auf den griechischen Inseln wuchs im Oktober 2016 in acht Tagen von 90 auf 600.
Von Januar bis 9. November 2016 nahm Griechenland über 61.700 Migranten auf. Rund 24.000 davon kamen für eine Umsiedlung in der EU in Betracht, die bis September 2017 erfolgen sollte. Die EU-Kommission empfahl besonders Griechenland, die übrigen „Umsiedlungszentren“ einzurichten. Bis März 2017 wurden nur 9.610 Asylsuchende über das EU-Umsiedlungsprogramm in andere EU-Staaten umgesiedelt. Mitte Dezember 2016 kamen laut Frontex durchschnittlich 100 neue Flüchtlinge täglich in Griechenland an. Von Januar bis Mitte März 2017 kamen insgesamt etwa 3000.
Anfang August 2017 waren laut griechischen Behörden mehr als 62.000 Geflüchtete in Griechenland registriert, die meist in Flüchtlingslagern lebten. Nach Angaben der griechischen Polizei kehrten von Januar bis August 2017 rund 11.083 davon in ihre Herkunftsstaaten zurück, weil sie kein Asyl erhielten und keine legalen Bleibemöglichkeiten in Europa sahen. Die IOM unterstützte die Rückkehr unter dem Schutz der Sicherheitsbehörden mit 500 bis 1500 Euro, die vor dem Rückflug ausgezahlt wurden. Journalisten stellten im Oktober 2017 fest, dass das UNHCR in Griechenland nur 44.000 Personen versorgte. EU-Kreisen sei bekannt, dass Griechenland falsche Angaben zur Zahl der Migranten im eigenen Land mache und so das Ausmaß ihrer verbotenen Abwanderung in andere EU-Staaten vertusche.
Von Oktober bis Dezember 2017 schafften griechische Behörden rund 6.500 Flüchtlinge von Insellagern auf das griechische Festland und nach Kreta. Im März und April 2018 kamen rund 5.650 Flüchtlinge über den Grenzfluss Evros nach Griechenland. Die EU-Kommission hielt es für nicht notwendig, sie in das EU-Türkei-Abkommen aufzunehmen. Im Juni 2018 wollten türkische Stellen das bilaterale Rücknahmeabkommen mit Griechenland aussetzen. Das EU-Türkei-Abkommen sei davon nicht betroffen.
Im Zuge des syrischen Bürgerkriegs im Februar und März 2020 ließ die türkische Regierung nach dem Bruch des EU-Türkei-Abkommens die Grenzen für Flüchtlinge nach Griechenland öffnen. Die Grenzöffnung führte zu einem Anstieg der Flüchtlingszahlen auf der Insel Lesbos, da Griechenland seine Landgrenzen zur Türkei geschlossen hielt und die Regierung erklärte das Asylrecht für März 2020 auszusetzen. Das erhöhte Flüchtlingsaufkommen auf Lesbos wiederum führte zu einer Gewaltbereitschaft unter den Einheimischen auf der Insel: Journalisten, Polizisten und Mitglieder von Hilfsorganisationen, die in jenen Tagen nach der Öffnung der Grenzen auf Lesbos waren, wurden bedroht, beleidigt und attackiert. Es herrschte teilweise ein rechtsfreier Raum. Das Flüchtlingshilfswerk der UN und verschiedene Menschenrechtler beklagten das griechische Aussetzen des Asylrechts als Rechtsbruch. Die EU-Kommission selbst bezog dazu zunächst keine Stellung und gab an, die griechischen Maßnahmen prüfen zu wollen. Nach Ablauf der Aussetzung Anfang April 2020 konnten sämtliche der im März aufgegriffenen 1800 Personen einen Asylantrag in Griechenland stellen. Wenn sie freiwillig in ihre Heimatländer reisen, werden einmalig 2000 Euro pro Person ausbezahlt.
Während der COVID-19-Pandemie im Jahr 2020 wurden im März/April 2020 zwei Flüchtlingslager nördlich von Athen unter Quarantäne gestellt. Insgesamt mussten nach Angaben des griechischen Migrationsministeriums Mitte April 2020 etwa 100.000 Menschen in griechischen Flüchtlingslagern leben. Etwa 39.000 Migranten warten auf den ostägäischen Inseln auf ihre Weiterreise in ein aufnahmewilliges EU-Land oder zumindest auf die Weiterreise auf das griechische Festland. Bisher wurde bei keinem der in den griechischen Lagern untergebrachten Asylsuchenden die Atemwegserkrankung COVID-19 diagnostiziert. Vorbeugend wurden Container als Isolierstationen eingerichtet. Dagegen sind von den 470 Migranten, die in einem als provisorische Unterkunft eingerichteten Hotel auf den Peloponnes vorläufig untergebracht sind, 150 positiv auf das Virus SARS-CoV-2 getestet worden. Das Hotel war bereits am Vortag unter Quarantäne gestellt worden, nachdem eine dort lebende Frau positiv auf das neuartige Coronavirus getestet worden war.

### Zypern
In der Republik Zypern stellten 2015 2.105 Personen Anträge auf Schutz, 2016 waren es laut Eurostat 2.840 Menschen. Zwischen Januar und Juni 2017 hatten 1.740 Personen Anträge auf Schutz gestellt. Der größte Teil der Antragssteller kam über die Landgrenze, aus der türkischen Republik Nordzypern.

### Italien
Italien ist das erste Ziel der Flüchtlinge, die aus Nordafrika über das Mittelmeer kommen. Wie Griechenland hörte Italien 2015 auf, Migranten zu registrieren, und ließ sie ungehindert das Land passieren. So meldete Frontex bis Juli 2014 90.000 illegale Grenzübertritte, Italien (bis Juni) aber nur etwa 30.000 Asylanträge. Im Juni kam es an der italienischen Grenze bei Ventimiglia zu einer Grenzblockade durch Frankreich. Das dort noch immer bestehende Lager an der Ponte San Ludovico wurde zum Symbol des europäischen Umgangs mit Flüchtlingen („We are not going back“). Im August 2015 bezeichnete Außenminister Paolo Gentiloni die Kritik von Frankreich und Deutschland an der laschen Praxis Griechenlands und Italiens, die Asylanträge der Migranten nicht aufzunehmen, als ungerechtfertigt: Angesichts des Ansturms sei das nicht zu leisten. Im Gesamtjahr 2015 kamen nach UNHCR-Angaben 153.842 Flüchtlinge über den Seeweg nach Italien.
Weil italienische Behörden ankommenden Flüchtlingen keine Fingerabdrücke abgenommen hatten und damit das Dublin-Verfahren außer Funktion gesetzt hatten, leitete die EU-Kommission nach einer Verwarnung Ende 2015 Verfahren gegen das Land ein.
Nach einer Umfrage in Italien vom September 2015 galt die Flüchtlingspolitik der Europäischen Union bei 90 % der Italiener als gescheitert: Die zugesicherte Umverteilung von 40.000 Asylbewerbern aus Italien in die übrige EU gelang bis zum Februar 2016 nur bei 279 Personen. Von 37.000 im Jahre 2015 abgelehnten Asylbewerbern wird angenommen, dass der größte Teil untergetaucht ist oder sich nach Nordeuropa abgesetzt hat. Abgeschoben wurden nur 1.738 Personen. Drei der für Italien von der EU geforderten sechs Registrierungszentren („Hotspots“) waren im Februar 2016 in Betrieb.
Die österreichische Regierung kündigte im Februar 2016 an, die Übergänge an der Grenze zwischen Italien und Österreich für den freien Reiseverkehr zu schließen und damit auch für aus Italien kommende Flüchtlinge.
Italienische Behörden meldeten im März 2016 einen sprunghaften Anstieg der Zahlen aus Libyen kommender Migranten. In Como bildete sich im Sommer 2016 ein Flüchtlingslager aus einigen hundert Personen aus Äthiopien, Eritrea, Somalia und Syrien, die in die Schweiz oder nach Nordeuropa wollten. Nachdem Österreich und Frankreich die Grenzen weitgehend geschlossen hatten, teilten Hilfsorganisationen den Menschen mit, die Schweizer müssten sie bei einem Asylgesuch an der Grenze zunächst in der Schweiz aufnehmen, um zu klären, ob sie bereits in Italien Asyl beantragt hätten.
Bis Anfang September kamen 2016 118.000 Flüchtlinge nach Italien. Ministerpräsident Matteo Renzi stellte fest, dass Europa „nicht jeden aufnehmen könne.“ Er forderte erneut eine Verteilung auf alle EU-Länder.
2016 kamen insgesamt 181.000 Menschen über das Mittelmeer nach Italien, die meisten aus Nigeria, gefolgt von Eritrea, Guinea, der Elfenbeinküste und Gambia. Insgesamt sind von Anfang 2014 bis Ende 2016 von Nordafrika aus mehr als eine halbe Million Menschen auf dem Seeweg nach Italien gekommen. In den insgesamt 800 Gemeinden Italiens standen nur 119.000 Plätze zur Aufnahme zur Verfügung. Die Aufnahmekapazitäten der Gemeinden waren damit erschöpft bzw. schon überschritten. Behörden gingen davon aus, dass 175.000 Flüchtlinge Ende 2016 in italienischen Flüchtlingslagern lebten. Aufgrund der anhaltenden Zuwanderung über das Mittelmeer wurde zur Entlastung Italiens eine Umverteilung der Asylsuchenden in andere europäische Länder gefordert. 2015 hatten die Mitgliedstaaten der EU Griechenland und Italien die Umsiedelung von 40.000 Asylsuchenden in andere Mitgliedsländer der EU zugesichert. Italien selbst wurde von der EU-Kommission im Siebenten Fortschrittsbericht über die EU-Sofortmaßnahmen zu den Umverteilungs- und Neuansiedlungsregelungen vom 9. November 2016 ersucht, die mit Europol vereinbarten Regelungen umzusetzen sowie die ersten Überstellungen unbegleiteter minderjähriger Flüchtlinge zum Zwecke der Umsiedlung durchzuführen. Bis März 2017 wurden nur 3.936 Asylsuchende über das offizielle Programm der EU aus Italien in andere europäische Länder umgesiedelt.
Bis September 2017 sollten rund 24.000 Asylsuchende, die seit Januar 2016 in Italien angekommen sind, innerhalb der EU umverteilt werden. Die entsprechenden Beschlüsse, in denen sich die 28 Mitgliedstaaten der EU zunächst verpflichtet hatten, 160.000 Personen bis September 2017 aus Italien und Griechenland innerhalb der EU umzuverteilen, hatte der Europäische Rat am 9. September 2015 gefasst. Von Januar bis März 2017 wurden 24.000 Flüchtlinge in Italien angelandet.
Etwa 400 Asylsuchende versuchten, ähnlich dem Zwischenfall von 2015, bei Ventimiglia die Grenze nach Frankreich zu überwinden. Sicherheitskräfte setzten Tränengas und Hunde ein, um die Menschen aufzuhalten.
Im Juni 2017 kündigte Italien an, Schiffe mit Geretteten nicht mehr in Häfen anlegen zu lassen, sollte die Verteilung der Flüchtlinge in der EU weiterhin nicht funktionieren. Die EU appellierte an Italien, dies nicht umzusetzen. Sprecher von Ärzte ohne Grenzen werteten die Ankündigung als Hilferuf.
Italiens Innenminister Matteo Salvini verbot im Juni 2018 den Schiffen Aquarius und Lifeline das Anlegen in einem italienischen Hafen.
Er kündigte im Juli 2018 an, Italien werde künftig auch Schiffen internationaler Missionen im Mittelmeer das Einlaufen in seine Häfen verbieten. Möglicherweise meinte er den EU-Militäreinsatz Operation Sophia und die Operation Triton von Frontex.
Seit Sommer 2018 verweigerten Italien und Malta Schiffen privater Nichtregierungsorganisationen (NGOs) und von Frontex, die Migranten an Bord haben, die Einfahrt in ihre Häfen.

### Spanien
Durch bilaterale Verträge mit den Herkunftsstaaten konnte Spanien die Ankunftszahlen afrikanischer Bootsflüchtlinge auf den Kanarischen Inseln von 30.000 im Jahr 2006 auf nahezu null reduzieren. Zum Ziel von Migranten wurden in den folgenden Jahren zunehmend die Enklaven Ceuta und Melilla in Nordafrika. In Spanien wurden 2015 rund 13.000 Asylanträge gestellt, etwa die doppelte Zahl von 2014. Der Großteil der Antragssteller waren Syrer. Die Zahl der Personen, die sich über Ceuta und Melilla einen Zugang zur EU erzwangen, verdoppelte sich vom ersten Halbjahr 2016 zum Vergleichszeitraum 2017 auf 3200. Im November 2017 kam es innerhalb von 48 Stunden zu einem offenbar koordinierten Versuch, mit etwa 100 Booten von Nordafrika aus die spanische Küste zu erreichen. Fast 50 Boote hätten ihr Ziel dabei erreicht und etwa 600 Migranten angelandet, während weitere 50 Boote abgefangen und nach Algerien zurückgeschickt wurden.
Im Februar 2018 zeigte ein Pressebericht, dass von etwa 31.000 Personen, die 2017 ins Land gekommen waren, nur wenige auch in Spanien blieben und sich der überwiegende Teil in andere Europäische Staaten absetzte. Als Hauptgrund nannte der Artikel, dass Spanien nach 18 Monaten die Zahlung von Sozialhilfe an solche Personen komplett einstelle. Weiter gebe es kein Kindergeld und keine Sozialwohnungen. 41 % der Asylanträge, die im Jahr 2015 gestellt wurden, waren demnach im Februar 2018 noch nicht bearbeitet.
Der Europäische Gerichtshof für Menschenrechte verurteilte Spanien im Februar 2018 wegen Kollektivabschiebung von Flüchtlingen. Zwei betroffene Männer hatten geklagt, da sie von der spanischen Guardia Civil aufgegriffen worden und sofort über die spanisch-marokkanische Grenze zurückgeschoben worden waren. Das Urteil gilt als Präzedenzfall gegen die spanische Praxis systematischer Push-Backs in den Exklaven Ceuta und Melilla.
Im ersten Halbjahr 2018 erreichten mehr Afrikaner spanisches Staatsgebiet als im ganzen Jahr 2017. Laut Statistiken kamen fast alle der Migranten aus der Mittelschicht und waren nach ihrer Ankunft enttäuscht.
Am 26. Juli versuchten etwa 1000 junge Afrikaner, über die Grenzzäune der spanischen Exklave Ceuta zu klettern. Sie attackierten eintreffende Grenzschützer; etwa 600 Afrikaner gelangten auf spanisches Terrain. Es war der größte Ansturm der vergangenen Jahre.
Im August 2018 gelangten etwa 115 Afrikaner nach Ceuta; sie warfen unter anderem ätzenden Branntkalk auf Grenzschützer.
Spanien schob wenige Tage später 116 Migranten ab. Die Vizepremierministerin der Regierung Sánchez äußerte, man müsse ein Zeichen setzen gegen die gewaltsame Art und Weise, mit der diese sich Zutritt auf spanisches Territorium verschafft hätten.
Im Jahr 2019 kamen 32.513 Migranten nach Spanien, etwa 2700 von ihnen kamen mit Booten vom afrikanischen Festland auf die Kanaren.
Im Jahr 2020 registrierte Spanien 41.861 Migranten (+ 29 %), davon kamen 23.023 per Boot auf die Kanaren. Von Anfang 2020 bis zum 10. Oktober 2020 kamen etwa 7500 per Boot auf die Kanaren; in den letzten 12 Wochen des Jahres kamen etwa 15.500.
Von den 2020 gekommenen Flüchtlingen sind etwa 25 % Marokkaner und 25 % Algerier.
Als ein Push-Faktor der Migration gelten die Folgen der COVID-19-Pandemie in Afrika: wegen der Pandemie ist der touristische Flugverkehr weitgehend eingestellt; viele der vor der Pandemie im Tourismus Arbeitenden sind durch das Ausbleiben der Touristen arbeitslos geworden. Algerien litt schon vor der Pandemie stark unter dem niedrigen Ölpreis (siehe auch Algerien#Energiewirtschaft).
Im ersten Quartal 2021 landeten 117 Prozent mehr Migranten auf den Kanaren als im ersten Quartal 2020. In ganz Spanien wurden insgesamt mehr als 6100 Neuankömmlinge registriert.
Auf den spanischen Atlantikinseln landeten wieder mehr Menschen aus Ländern südlich der Sahara (Ende 2020 war dagegen die große Mehrheit Marokkaner).

### Portugal
Laut EU Vorgabe von 2015 sollte das Land 4.500 Personen aufnehmen, erklärte sich aber bereit, bis zu 10.500 Menschen aufzunehmen. Anfang 2017 sind von den etwa 1.000 bereits im Land lebenden Menschen rund 200 in ökonomisch stärkere EU-Staaten weitergereist, oder in solche, in denen sie Verwandte haben. Rui Marquez, ein portugiesischer Flüchtlingshelfer beklagt, dass solche Personen in Deutschland unterstützt würden, solange ihre Asylanträge in Portugal liefen. Mit Stand vom Mai 2017 hatten von den ursprünglich 2015 zugewiesenen 1306 Personen 555 Portugal wieder verlassen. Von den übrigen gingen 40 Prozent einer Arbeit nach oder nahmen an Qualifizierungsmaßnahmen teil.

### Albanien
Albaniens Landgrenze zu Montenegro und Serbien respektive Kosovo ist 287 Kilometer lang, die zu Griechenland 282 Kilometer und die zu Nordmazedonien 151 Kilometer. Nach der faktischen Schließung der Balkanroute hat die albanische Regierung die Bewachung der Grenze zu Griechenland verstärkt. Griechische Behörden haben Zeltdörfer an der albanischen Grenze errichtet und 1500 Flüchtlinge aus Idomeni dorthin gebracht.

### Nordmazedonien

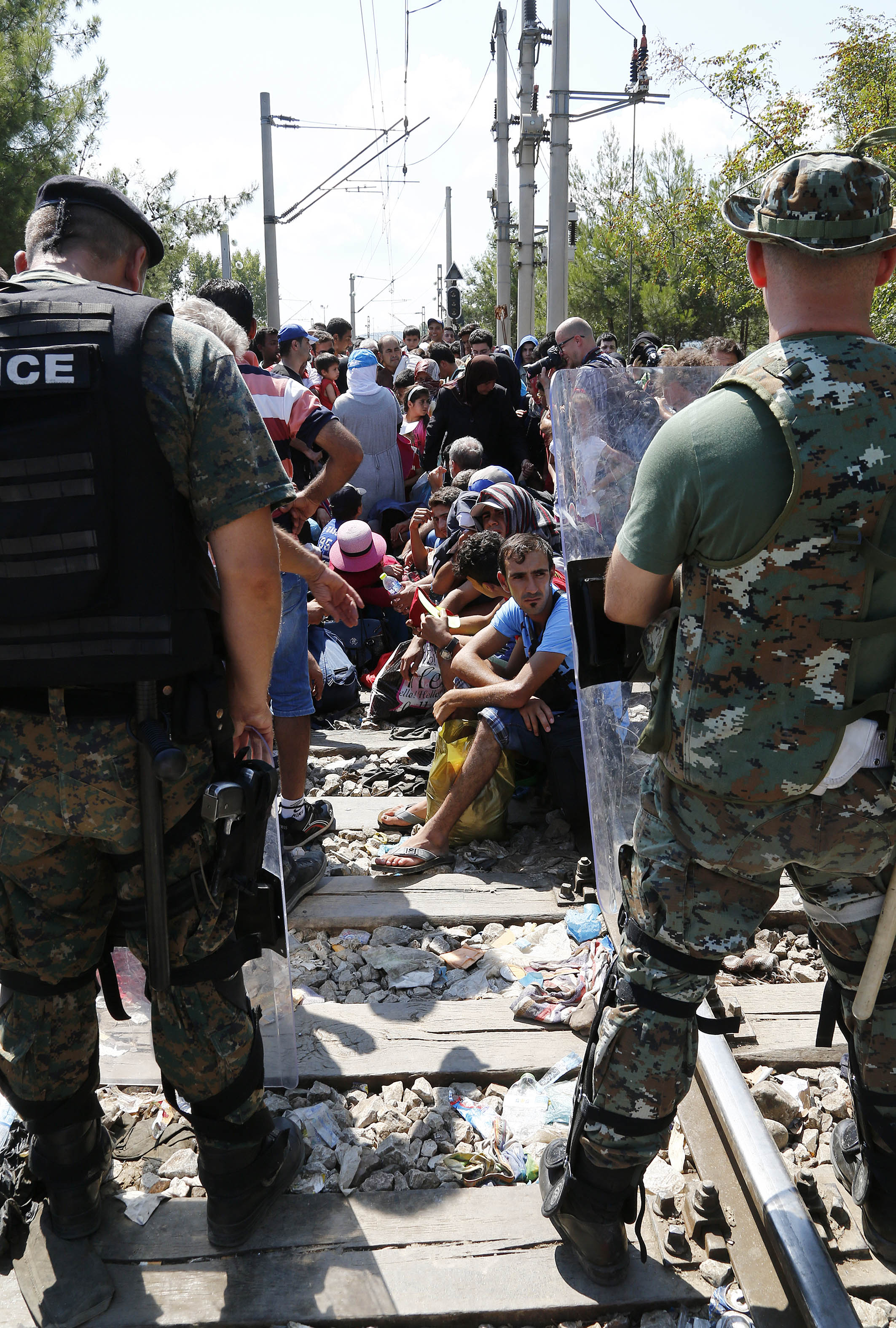
Flüchtlinge an der griechisch-nordmazedonischen Grenze nahe Gevgelija (24. August 2015)

Nordmazedonien, kein EU-Staat, erlaubte Flüchtlingen ab Juni 2015, das Land mit 3-Tage-Visa ohne Kontrollen per Zug, Pkw oder zu Fuß zu durchqueren und so erhebliche Gefahren und Kosten einzusparen. Am 20. August 2015 rief die Regierung wegen des Andrangs den Notstand aus und setzte Militär an den Grenzen ein. Anfang September überquerten 7000 Menschen täglich die griechisch-mazedonische Grenze. Polizei wurde gegen Flüchtlinge eingesetzt. Ende November begann Nordmazedonien mit dem Bau eines Zauns an der Grenze zu Griechenland und ließ nur noch Syrer, Afghanen und Iraker ins Land. Am Grenzübergang bei Idomeni saßen Anfang Dezember 2015 rund 2.000 Menschen fest.
Ab 18. Februar 2016 baute Nordmazedonien bei Gevgelija einen weiteren Grenzzaun, um den ersten zu verstärken. Ab 22. Februar ließ es wie zuvor Serbien keine Afghanen mehr einreisen, ab März nur noch Syrer und Iraker mit vollständigen Personaldokumenten. Auf griechischer Seite warteten damals mehr als 10.000 Flüchtende auf Chancen zur Weiterreise. Bis zum 9. März begrenzte Nordmazedonien die Einreisen bei Idomeni auf maximal 250 Syrer und Iraker täglich. Ab 8. März 2016 ließ es nur noch Menschen mit gültigen Reisepässen und Visa einreisen.
Am 11. März 2016 kritisierte Nordmazedoniens Präsident Ivanov erneut die EU und Deutschland: Ohne deren Unterstützung sichere sein Land die EU vor illegalen Einreisen aus dem EU-Staat Griechenland. 9.000 gefälschte Reisedokumente habe man sichergestellt. Die deutsche Regierung lehnte Datenaustausch und technische Unterstützung jedoch weiter ab. Die EU-Kommission wies die Vorwürfe zurück und verwies auf fast 900 Mio. Euro Hilfsleistungen für Nordmazedonien seit 2007.
Am 14. März durchquerten mehrere hundert Migranten neben rund 30 Fotojournalisten und Menschenrechtsaktivisten von Idomeni kommend den Grenzfluss Malareva nach Nordmazedonien. Dort nahm mazedonische Polizei sie fest. Journalisten berichteten, nicht Flüchtlinge, sondern Aktivisten hätten den Durchbruchsversuch organisiert und mit Flugblättern dazu angestiftet. Die Migranten wurden am Folgetag zurückgeschickt. Am 13. April hinderte mazedonische Polizei einige Dutzend Flüchtlinge mit Tränengas am Grenzübertritt bei Idomeini. Dort lagerten laut Nordmazedoniens Außenminister Mitte Mai rund 25.000 Menschen und hofften auf eine Grenzöffnung. Täglich versuchten 150 bis 300 davon den Grenzübertritt.

### Bulgarien
Etwa 5.300 Asylanträgen wurde 2015 stattgegeben, Integrationsprogramme existierten nicht. Schutzsuchende wurden in alten Kasernen untergebracht, zum Teil ohne Strom und Fenster. Die bulgarische Bevölkerung lehnt Flüchtlinge großenteils ab. Es gab Demonstrationen, Hasskampagnen im Internet und Gewalttaten gegen sie. Bulgarische Soziologen erklären dies aus der jahrzehntelangen Isolation im Ostblock, der relativen Armut und der traditionellen Feindschaft gegen Roma, Türken und Muslime, die auf Flüchtlinge übertragen werde. Bulgarien gilt daher in sozialen Netzwerken als besonders flüchtlingsfeindlich. In einem im Netz verbreiteten arabischen „Flüchtlingshandbuch“ stand es 2015 auf Platz 1 der Staaten, die Asylbewerber meiden sollten.
2014 waren die Grenzbefestigungen Bulgariens erweitert und ein Zaunbau am Grenzabschnitt zur Türkei (somit Außengrenze der EU) begonnen worden. Der Zaun sollte bis Ende 2016 die gesamten 270 Kilometer dieses Grenzabschnitts abdecken. Frontex registrierte für 2015 dort 7.000 illegale Grenzübertritte sowie 40.000 an der bulgarisch-serbischen Grenze. Bulgarien stellte in den Jahren Jahr 2015 und 2016 eine Art Bypass dar, über den sich eine größere Anzahl Geflüchtete in Serbien in den bereits formalisieren Korridor integrierten. Im März 2016 betonte Bulgariens Regierungschef Bojko Borissow, der Ausbau der bulgarischen Grenzschutzanlagen, unter anderem mit Wärmebildkameras, und Grenzschutzübungen von Armee und Polizei seien den Flüchtlingen bekannt und hätten die Grenzübertritte erfolgreich reduziert. Er kündigte infolge der Schließung der westlichen Balkanroute an, bei einer erneuten Zunahme illegaler Grenzübertritte und Durchreisen werde man Truppen an der griechischen Grenze verstärken und auch dort gegebenenfalls einen Zaun bauen.
Ehemalige bulgarische Soldaten und Polizisten gründeten ab 2015 vier Milizen als „Freiwillige Grenzpatrouillen zum Schutz von Europas Südgrenze und dem Vaterland“: die „Organisation für den Schutz der bulgarischen Bürger“ (OPBC), den „Nationalen Bulgarischen Widerstand“, das „Bürgergeschwader für den Schutz der Frauen und des Glaubens“ und die Veteran Military Union Vassil Levski (VLMU) mit nach Eigenangaben 26.000 Mitgliedern, davon 800 bewaffnete Patrouillierende. Sie eint die Feindschaft gegen Flüchtlinge, Türken, Roma und Muslime, zusammen 13 % der bulgarischen Bevölkerung. Sie betrachten bis zu 30 % aller Flüchtlinge in Europa als Terroristen und Anschläge von Islamisten als Krieg zur Zerstörung Europas mit Hilfe gekaufter Medien und europäischer Regierungen, gelenkt von US-Kapital und angeblichen jüdischen Finanziers. Auf Initiative der deutschen Rechtsextremistin Tatjana Festerling vereinigten sich diese Milizen mit anderen rechtsextremen Gruppen Europas zur Allianz „Fortress Europe“. Sie erwarten Angriffe von Geflüchteten und einen Bürgerkrieg, bereiten sich mit Druckluftwaffen und Geländespielen darauf vor, patrouillieren nachts an noch nicht eingezäunten Grenzabschnitten, fordern Flüchtlinge mit arabischen Plakaten zum Umkehren auf und übergeben sie gefesselt der bulgarischen Polizei. Nach NGO-Zählung starben bis dahin mindestens sieben Flüchtlinge unter ungeklärten Umständen an der bulgarischen Grenze. Dennoch bejahen Regierung, Grenzpolizei und eine Mehrheit der Bulgaren diese Milizen und arbeiten mit ihnen zusammen. Der OPBC-Führer wurde erst infolge eines Videos, das ihn beim Misshandeln von afghanischen Flüchtlingen zeigte, unter Hausarrest gestellt, aber gegen Kaution freigelassen.
Nach dem Putschversuch in der Türkei im Juli 2016 wurden Borissow zufolge 150 bis 200 Flüchtlinge täglich an der bulgarisch-türkischen Grenze festgenommen. Nach bulgarischen Angaben saßen damals 10.914 Personen in Abschiebehaft, weil ihre Identität ungeklärt sei oder sie sich sonst ihrer Abschiebung entziehen könnten. 400 Menschen saßen zum „Schutz der nationalen Sicherheit oder der öffentlichen Ordnung“ in „Asylhaft“. Laut NGOs wurden sie systematisch inhaftiert, je nach Nationalität teils monatelang. Minderjährige wurden nach aufgedeckten Informationen der EU-Kommission unzureichend versorgt. Bulgarien arbeitet mit der türkischen Regierung zusammen, die flüchtende Menschen bereits auf ihrer Seite des Grenzzauns aufhält. Bis November 2017 sank die Zahl der Flüchtlinge in Bulgarien nach bulgarischen Angaben auf 2.200. Im Jahr 2018 versuchten 4.662 Personen die bulgarisch-griechische Grenze und 5.311 Personen die bulgarisch-türkische Grenze irregulär zu überqueren.
Nach Berichten hunderter Zeugen verübten bulgarische Polizisten und Grenzschützer von Juli bis November 2015 Erpressung, Raub, Körperverletzung, Drohungen, Attacken mit Polizeihunden und Schüssen auf Flüchtlinge, um sie in die Türkei zurückzudrängen. Ein Flüchtling soll erschossen, mehrere verletzt worden sein. Hilfsorganisationen wie Oxfam und das Belgrader Zentrum für Menschenrechte forderten bulgarische Behörden auf, den Vorwürfen nachzugehen und die Einhaltung internationaler Rechtsstandards für Flüchtlinge zu gewährleisten. Die EU müsse wirksame Maßnahmen dazu ergreifen. Bis Ende November 2016 wurden zehn Todesfälle von Flüchtlingen in Bulgarien bekannt, darunter ein Erfrierungstod. Drei weitere Flüchtlinge erfroren Anfang 2017 beim Versuch, über das verschneite Strandscha-Gebirge nach Europa zu gelangen. Im Grenzgebiet kam und kommt es immer wieder zu Todesfällen.

### Serbien
Der EU-Beitrittskandidat Serbien brachte ankommende Flüchtlinge seit August 2015 zusammen mit dem UNHCR in das Auffanglager bei Preševo und versorgt sie dort. Registrierte Grenzgänger konnten innerhalb von drei Tagen irgendwo im Land Asyl beantragen und sich solange frei bewegen. Ihnen wurde aber geraten, keine Schlepperdienste, sondern private Busse oder Taxis zu benutzen. Ob sie das Land verlassen, kontrollierten die Behörden nicht mehr. Am Belgrad Hauptbahnhof entstand ein großes, von freiwilligen Helfern betreutes Durchgangscamp. Bei Grenzübergängen zu Ungarn herrschten um den 2. September 2015 chaotische Verhältnisse.
Ab 27. Februar 2016 gestattete Serbien nur noch 500 Flüchtlingen täglich die Durchreise. Regierungsmitglieder versicherten, solange Deutschland und Österreich ihre Grenzen offen ließen, werde kein Land an der Balkanroute sie schließen. Die EU-Staaten müssten sagen, ob die Anrainerstaaten den Flüchtlingstransit möglichst reibungslos gewähren oder verhindern sollten. Ab Juli 2016 kündigte Serbien strengere Grenzkontrollen im Süden an: Man wolle nicht zum Parkplatz für afghanische und pakistanische Flüchtlinge werden. Diese stellten damals etwa 85 % der 2.660 Geflüchteten im Land. Ferner wolle man Personen ohne Asylrechte in Serbien aus dem Land abschieben.
Laut UNHCR bildete sich bis Ende Dezember 2016 in Serbien ein Rückstau von rund 7.000 Flüchtlingen, die in die EU wollten. Knapp 6.000 davon seien in Aufnahmezentren untergebracht. Anfang November 2017 lebten in Serbien 4.000 Flüchtlinge in offiziellen Lagern, knapp tausend unter freien Himmel. Laut dem serbischen „Zentrum zum Schutz Asylsuchender“ (CZA) kamen täglich 20 Menschen von Süden nach Serbien. Erst zwei Asylanträge seien 2017 bewilligt worden. Die mangelnde Integration der Flüchtlinge habe nicht nur mit zu wenig Geldmitteln, sondern auch mit mangelndem politischen Willen zu tun.

### Rumänien
Staatspräsident Klaus Johannis bejahte vor dem EU-Türkei-Gipfel zwar Hilfeleistungen an die Türkei, lehnte aber eine Verpflichtung der EU-Staaten zur Aufnahme von Flüchtlingen ab. Deren „Umsiedlung“ mit Aussicht auf Asyl dürfe nur „auf freiwilliger Basis“ erfolgen.
Rumänische Grenzschützer griffen im jeweils ersten Halbjahr 2016 505, 2017 2474 Personen nach illegalen Grenzübertritten auf. Im August 2017 kamen 480 Flüchtlinge über das Schwarze Meer von der Türkei nach Rumänien. Im selben Monat schossen rumänische Grenzwachen bei Vršac auf Fahrzeuge, die eine Polizeiabsperrung durchbrachen, und verletzten zwei Flüchtlinge.
Temesvar hat sich Ende 2020 / Anfang 2021 zu einem Drehkreuz für Migranten (die Meisten junge Männer aus Afghanistan, Pakistan, Syrien und dem Maghreb) entwickelt. Diese kommen über die 531 km lange Grenze zwischen Serbien und Rumänien ins EU-Land Rumänien.
Die von der rumänischen Grenzpolizei Aufgegriffenen beantragen Asyl in Rumänien – nicht, weil sie das ernsthaft wollen, sondern um Zeit zu gewinnen und die nächste Etappe (meist in Richtung Deutschland) vorzubereiten.

### Kroatien
Nach der Schließung der serbisch-ungarischen Grenze wurde Kroatien zur Ausweichfluchtroute nach Mittel- und Nordeuropa. Premierminister Zoran Milanović wollte den Transit durch sein Land zunächst erleichtern. Nach der Ankunft von rund 11.000 Flüchtlingen am 17. September schloss Kroatiens Regierung jedoch seine Grenze zu Serbien und kündigte an, notfalls Kroatische Streitkräfte zum Grenzschutz einzusetzen. Zugleich wollten die Behörden Flüchtlinge durch Kroatien nach Slowenien oder Ungarn transportieren. Ungarn begann den Bau eines Grenzzauns zu Kroatien und verhaftete die ersten Ankömmlinge von dort. Daraufhin transportierte Kroatien Flüchtlinge ohne Registrierung nach Slowenien.

### Slowenien

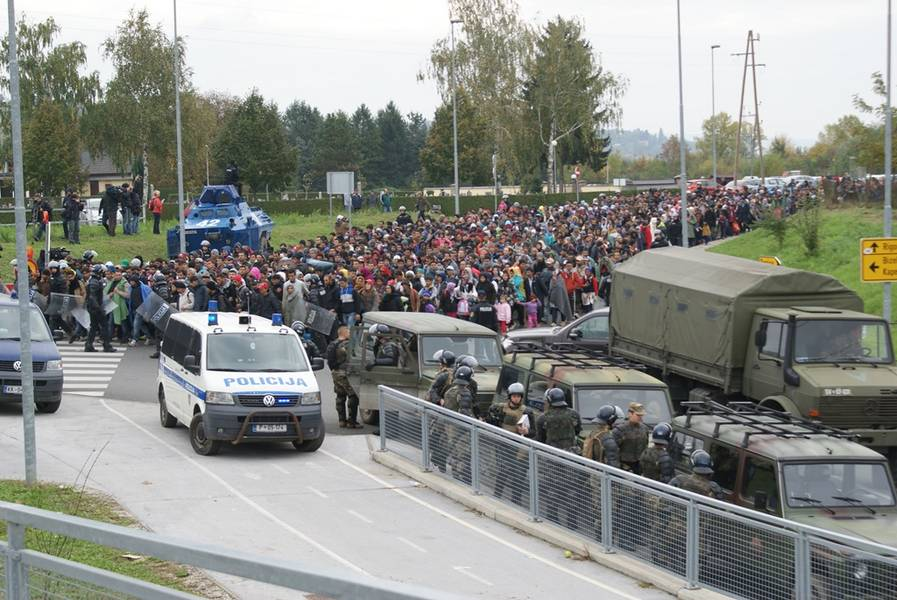
Eine Flüchtlingskolonne in Slowenien, begleitet von Militär und Polizei, 22. Oktober 2015

Slowenien wurde Mitte Oktober 2015 zum Zwischenziel der Flüchtlingsbewegung auf dem Weg nach Deutschland, nachdem Ungarn den Grenzzaun zu Kroatien geschlossen hatte. Kroatien begann die Flüchtlinge unkontrolliert und ohne Erfassung durch sein Gebiet nach Slowenien zu schleusen, bis die dortigen Behörden den Zugang zu ihrem Staatsgebiet auf 2.500 Personen am Tag beschränkten. Diese Personen erfasse man und leite ebenso viele nach Österreich weiter. Nach Einführung der Maßnahme kam es am 19. Oktober zu einem Rückstau von Flüchtlingen an der kroatisch-slowenischen Grenze.
Angesichts der in Kälte und Regen ausharrenden Menschen revidierte die slowenische Regierung ihre Entscheidung nach einigen Stunden und ließ alle, die auf der kroatischen Seite gewartet hatten, noch am 19. Oktober ins Land. Am 22. Oktober berichtete die slowenische Regierung, dass in Slowenien von Kroatien her am Vortag 12.600 Flüchtlinge eingetroffen seien; am nächsten Tag waren es 14.000, am 26. Oktober 2015 erneut 15.000.
Im Auffanglager an der Grenze bei Brežice setzten Flüchtlinge in Gegenwart slowenischer Polizei und Feuerwehr ihre Zeltunterkünfte in Brand, um auf eigene Faust Slowenien zu durchqueren und von dort nach Österreich weiterzuziehen. Sloweniens Regierungschef Cerar kündigte Ende Oktober eine Beschwerde bei der EU-Kommission über Kroatien an, das – trotz des slowenischen Verweises auf erschöpfte Kapazitäten – ständig weitere Flüchtlingsgruppen an die Grenze zu Slowenien transportiere.
Im November 2015 begann die Regierung Sloweniens mit dem Bau eines Grenzzauns zu Kroatien.
Zwischen dem 16. Oktober (als Ungarn die Grenze zu Kroatien abriegelte) und dem 29. Dezember 2015 kamen insgesamt 371.692 Flüchtlinge von Kroatien nach Slowenien; durchschnittlich also etwa 5.000 täglich. Vom 1. bis 25. Januar 2016 reisten mehr als 45.000 Migranten über Slowenien nach Westeuropa weiter.
Am 26. Februar 2016 teilte Slowenien mit, täglich nur noch 580 Flüchtlinge ins Land zu lassen.
Nach der faktischen Schließung der Balkanroute hat die Zahl der Erstanträge in Slowenien zugenommen. Im Februar 2017 wurde der gesetzliche Rahmen geschaffen, um Flüchtlinge direkt an der Grenze und ohne individuelle Überprüfung ihres Schutzanspruchs abweisen zu können. Ausnahmen sollen lediglich für Kinder und Kranke möglich sein. Experten befürchten einen Verstoß gegen die Menschenrechte.

### Ungarn

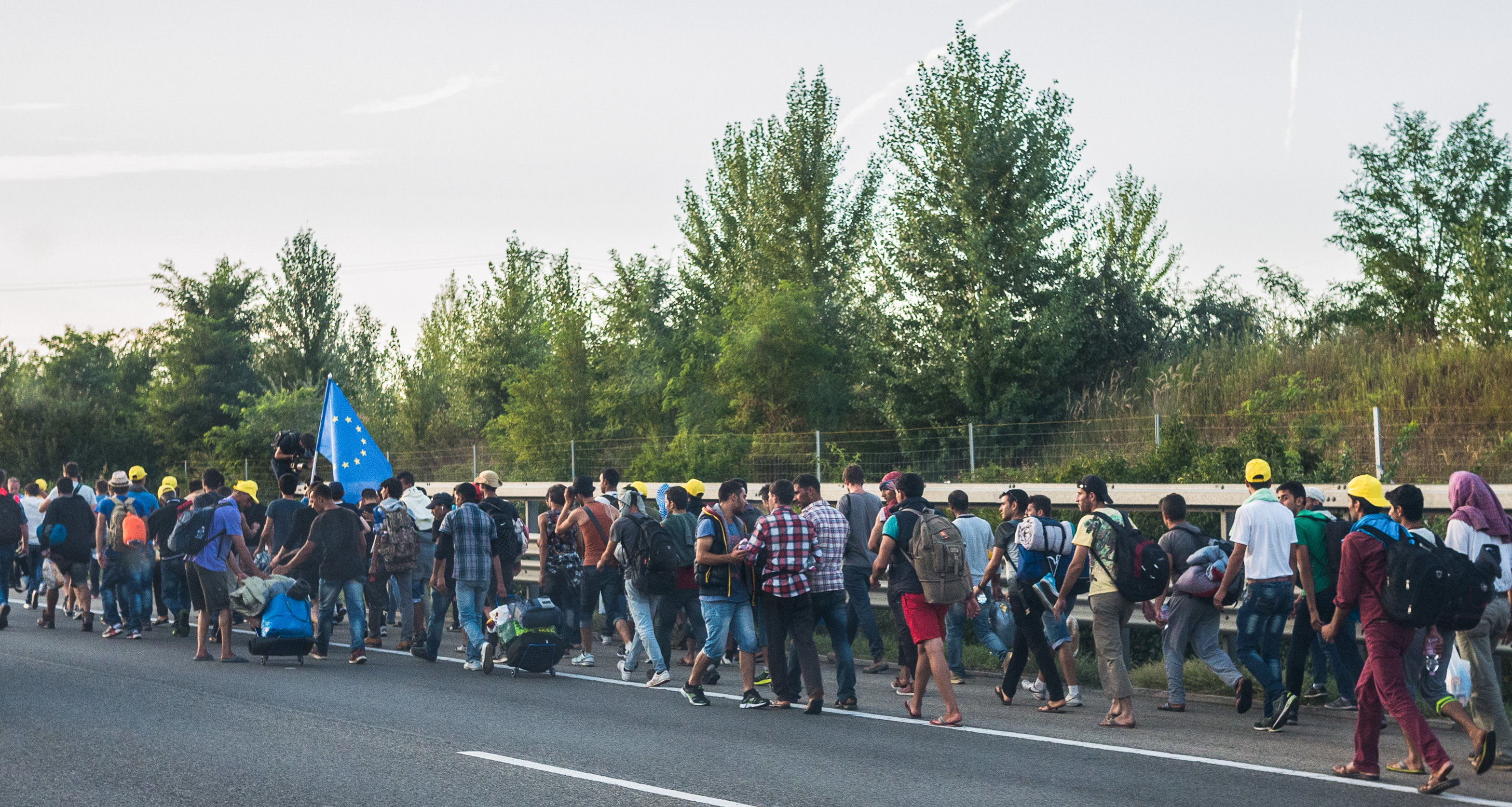
Flüchtlinge in Ungarn unterwegs nach Österreich (4. September 2015)

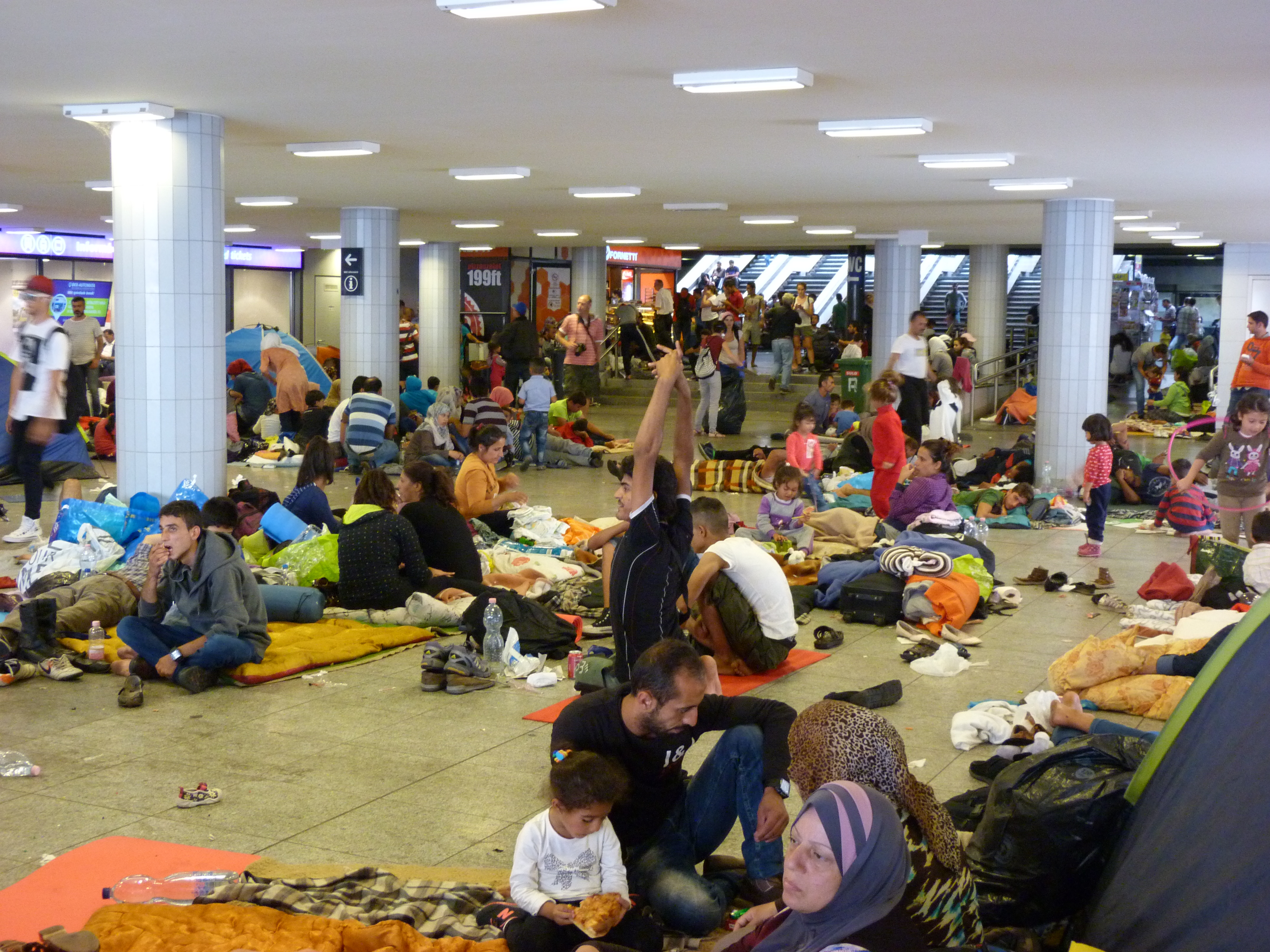
Flüchtlinge am Budapest Keleti pályaudvar (4. September 2015)

Im Juni 2015 meldete Ungarns Regierung (Kabinett Orbán III), 57.000 Menschen hätten die Grenzen nach Ungarn überquert, und kündigte den Bau eines Grenzzauns zum Schutz von Ungarns EU-Außengrenze (151 km lange Grenze zu Serbien) an. Ende Juni kündigte Ungarn einseitig die Dublin-III-Verordnung auf, nahm dies aber nach Protesten aus der EU wieder zurück. Die Übertritte hatten sich in Ungarn gegenüber dem Vorjahr vervierfacht.
Am 26. August 2015 gab Ungarn bekannt, man könne die Tausenden von Flüchtlingen, die man jeden Tag aufgreife, nicht mehr versorgen. Anfang September 2015 kam es zu Massenausbrüchen aus Asyllagern und Tumulten, weil Flüchtlinge nicht in Ungarn registriert werden wollten, um nicht dorthin zurückgeschickt zu werden. Ende August 2015 ermöglichte man Flüchtlingen am Budapest Keleti pályaudvar zunächst einige Tage lang, reguläre Fernzüge nach München oder Passau zu benutzen. Danach war nur noch die Passage nach Sopron per Lokalzug möglich, acht Kilometer von Klingenbach an der österreichischen Grenze und 70 Kilometer von Wien entfernt. Ungarns Staatschef Viktor Orbán nannte die Flüchtlingskrise „kein europäisches, sondern ein deutsches Problem“. Ungarn halte sich bloß an europäische Regeln und tue das, was die deutsche Bundeskanzlerin Merkel erwarte. Es dürfe kein Flüchtling ausreisen, ohne dass er vorher registriert worden sei. Die Migranten wollten jedoch nicht in Ländern wie Ungarn, Polen oder Estland bleiben. „Alle würden gerne nach Deutschland gehen.“ Bis zum 5. September einigten sich Orbán und die Kanzler Deutschlands und Österreichs, die Flüchtlinge in Ungarn nach Österreich und Deutschland einreisen zu lassen.
Ab 14. September 2015 galt der Grenzübertritt ohne Visum in Ungarn nicht mehr als Ordnungswidrigkeit, sondern als Straftat. Ungarn und die UN bezeichneten Serbien trotz dort laut UN fehlendem Asylsystem als sicheres Herkunftsland. Bis zum 17. Oktober wurde ein Grenzzaun zu Kroatien gebaut. Ungarn kündigte an, zwei Transitzonen für Asylbewerber einzurichten. Etwa drei Viertel der Ungarn bejahten Orbans Flüchtlingspolitik im November 2015. Am 20. Februar 2016 kündigte der ungarische Innenminister Sándor Pintér an, Ungarns drei Eisenbahnübergänge zu Kroatien für 30 Tage zu schließen.

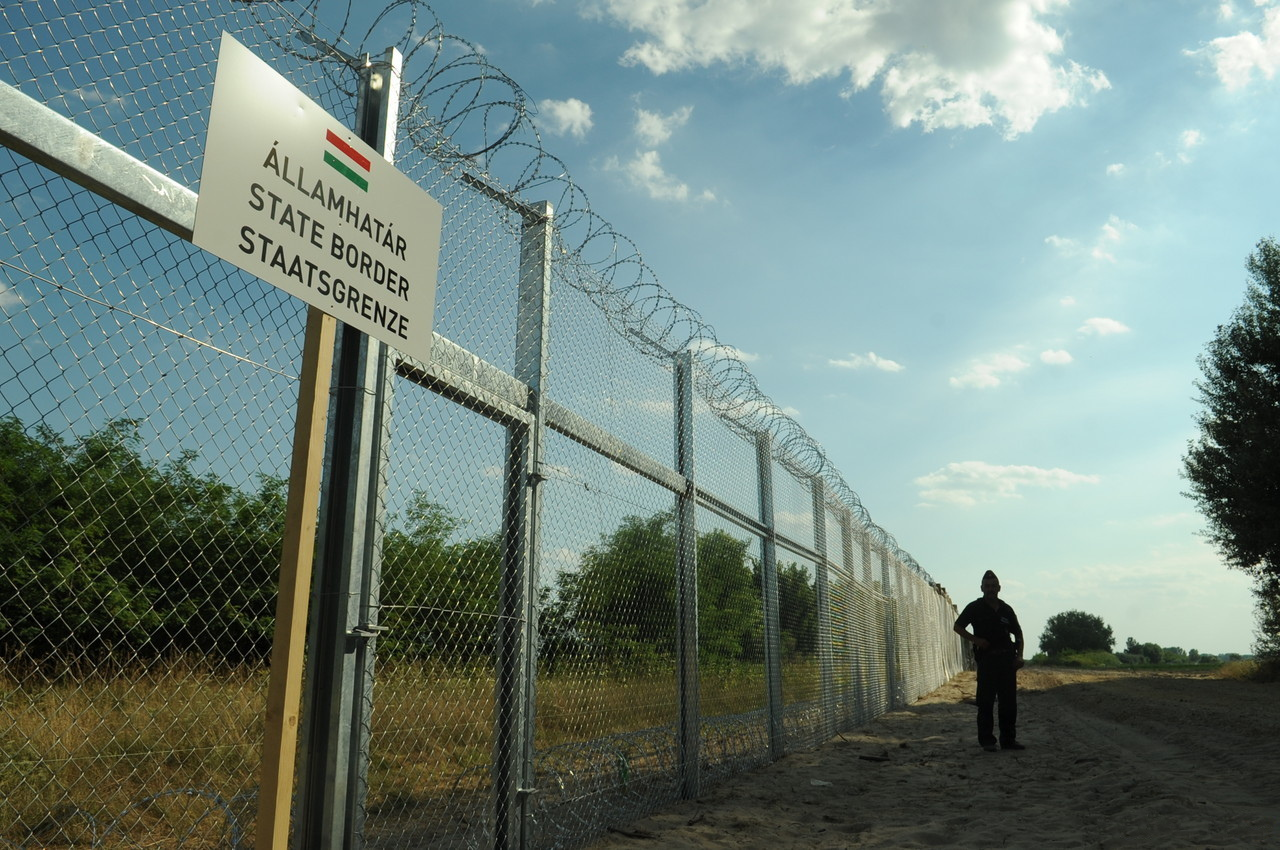
Grenzzaun zwischen Ungarn und Serbien, 21. Juli 2015

Nach der Schließung der Westbalkan-Route im Februar 2016 rief Ungarns Regierung am 9. März 2016 wie schon im September 2015 landesweit den Krisenzustand aus und gab damit der Polizei mehr Rechte für dichtere Personenkontrollen. Außerdem bereitete Ungarn die Abriegelung der Grenze nach Rumänien vor. Ab 5. Juli 2016 brachte die ungarische Polizei Flüchtlinge, die nach illegalem Grenzübertritt in einem bis zu acht Kilometer breiten Gebiet hinter der Grenze aufgegriffen wurden, in Transitzonen an den Grenzübergängen zu Serbien oder Kroatien.
Im September 2016 forderte Luxemburgs Außenminister Jean Asselborn, Ungarn wegen seiner „unmenschlichen“ Flüchtlingspolitik aus der EU auszuschließen. Ein Ungarisches Referendum über EU-Flüchtlingsquoten am 2. Oktober war ungültig, weil weniger als die nötigen 50 % der wahlberechtigten Ungarn mit abstimmten. 98,3 % der gültigen Stimmen sprachen sich gegen EU-Aufnahmequoten aus.
Am 7. März 2017 stimmte das ungarische Parlament mit großer Mehrheit (138:6) für die Internierung von Flüchtlingen in Transitzonen. Die rechtsextreme Partei Jobbik unterstützte die Vorlage der Regierungspartei Fidesz. Von da an sollten alle Asylbewerber außer Kinder unter 14 Jahren bis zum Abschluss ihres Asylverfahrens nahe der Grenze zu Serbien in mit Stacheldraht gesicherten Containersiedlungen untergebracht werden, die sie nur in Richtung Serbien vorzeitig verlassen können. Ungarns Regierung begründete ihr Vorgehen mit einer angeblich drohenden Flüchtlingswelle, Terrorangst und der Weiterreise der meisten Asylantragssteller in andere Staaten. Das UNHCR kritisierte die Internierung als einen klaren Bruch von EU- und Völkerrecht. Die Regelung trat am 28. März 2017 in Kraft.
Ungarn war der erste EU-Staat, der Internierungslager für Flüchtlinge einführte. Der EGMR erließ eine einstweilige Verfügung dagegen und schickte einen Fragenkatalog an Ungarns Regierung, um die Rechtmäßigkeit der Internierungen klären zu können. Der UN-Flüchtlingshochkommissar forderte im April 2017, wegen der Unrechtmäßigkeit der Internierungen keine Flüchtlinge mehr nach Ungarn zurückzuschicken und Rückführungen gemäß dem Dublin-Abkommen nach Ungarn auszusetzen.
Orbáns Regierung lehnte eine EU-Verteilquote für Flüchtlinge auch Ende 2017 ab.: Das Vorhaben sei realistisch nicht umsetzbar. und widerspreche dem Einstimmigkeitsprinzip des Dubliner Übereinkommens. Sie erklärt den Zustrom der Flüchtlinge nicht mit den Push-Faktoren in den Herkunftsländern, sondern mit der Verschwörungstheorie, internationale Eliten und namentlich der amerikanische Milliardär George Soros würden insgeheim den Plan verfolgen, das christliche Europa mit muslimischen Migranten zu überschwemmen.

### Österreich

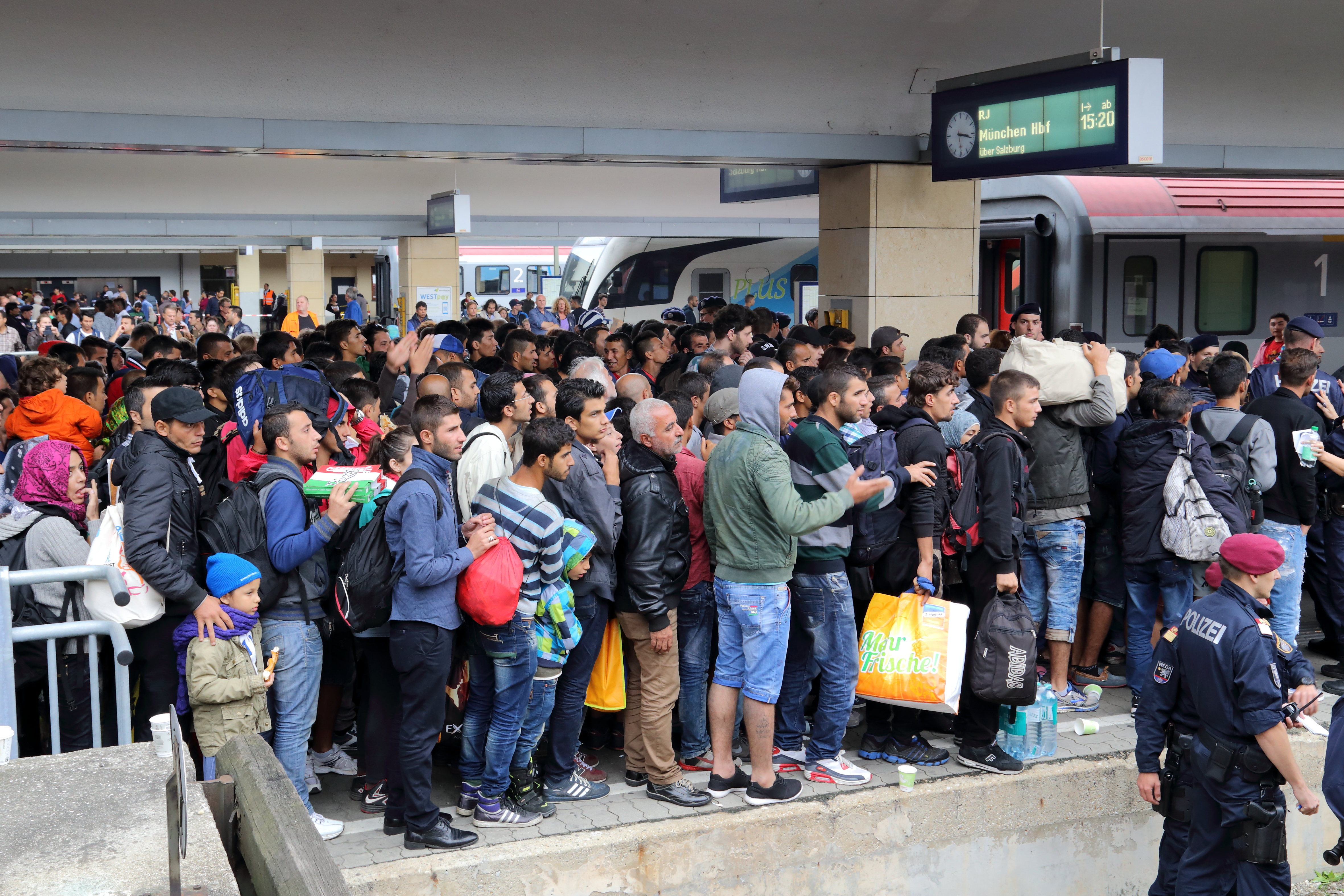
Migranten am Wien Westbahnhof vor der Fahrt nach Deutschland, 5. September 2015

In Österreich wurden von Januar bis Ende Juli 2015 37.046 Asylanträge gestellt und damit mehr als im gesamten Vorjahr. 78,47 % der Antragsteller waren männlich und 21,53 % weiblich. Mehr als 20.000 Anträge stellten Personen aus Syrien, Afghanistan oder Irak. Danach folgen Staatsbürger aus dem Kosovo, Pakistan und Somalia. Die Weigerung einzelner Gemeinden, ihren Anteil an den zwischen 80.000 und 160.000 erwarteten Flüchtlingen aufzunehmen, komplizierte die Quartiersituation. Die Bundesregierung ernannte im August Christian Konrad zum „Flüchtlingskoordinator“, der bis zum Winteranbruch genügend feste Quartiere auftreiben sollte. Zusätzlich ist es den Bundesbehörden seit 1. Oktober 2015 durch ein neues Gesetz möglich, bestehende Gebäude per Bescheid für die Unterbringung von Asylwerbern heranzuziehen, ohne dass die Gemeinden dagegen Veto einlegen können (Bundesverfassungsgesetz über die Unterbringung und Aufteilung von hilfs- und schutzbedürftigen Fremden).
Innenministerin Johanna Mikl-Leitner gab Anfang September 2015 bekannt, die Dublin-Verordnung nur noch nach dem Verhältnismäßigkeitsprinzip anzuwenden. Wenn eine Gewalteskalation drohe, weil Menschen, statt in Österreich um Asyl zu ersuchen, friedlich weiterziehen wollen, ohne sich registrieren zu lassen, dann werde Österreichs Polizei sich ihnen nicht mit Gewalt entgegenstellen. Am 5. September kamen rund 9.000 Flüchtlinge von Ungarn über die österreichische Grenze und reisten dann großteils Richtung Deutschland weiter. In den folgenden Tagen stellten die ÖBB mehrmals den Zugverkehr zwischen Ungarn und Österreich wegen Überlastung ein.
Die Bilder vom Budapester Ostbahnhof lösten eine Welle der Solidarität und Hilfsbereitschaft aus; die am Wiener Westbahnhof ankommenden Flüchtlinge wurden mit Applaus begrüßt und mit Hilfsgütern versorgt. Am 31. August 2015 mobilisierte eine Demonstration für Flüchtlinge – „Mensch sein in Österreich“ – über 20.000 Teilnehmer. Das Solidaritätskonzert „Voices for Refugees“ am 3. Oktober am Wiener Heldenplatz hatte mehr als 100.000 Besucher.

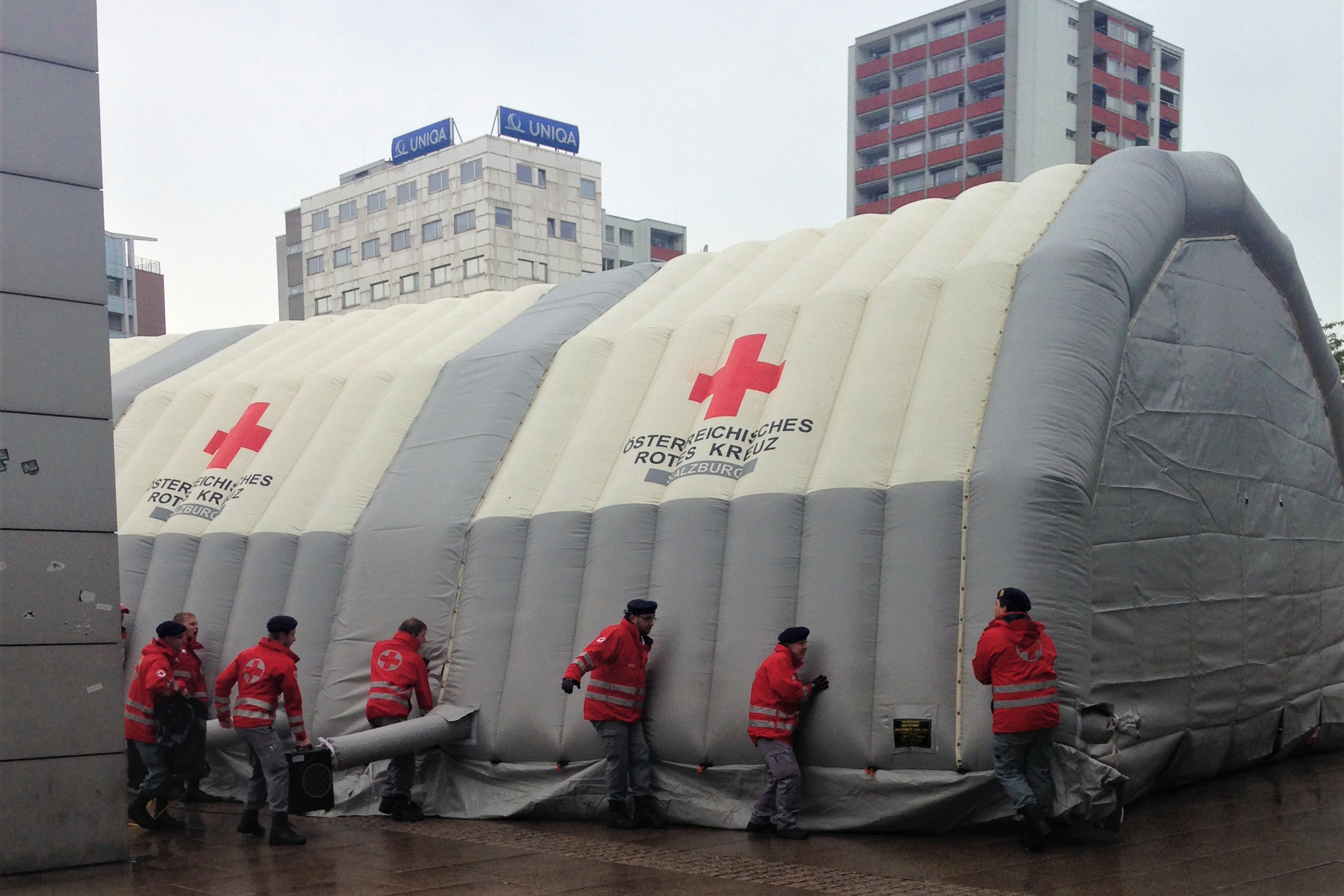
Erstaufnahme-Notzelt des Österreichischen Roten Kreuzes am Salzburger Hauptbahnhof, 5. September 2015

Zu einem Disput kam es im September zwischen Bundeskanzler Werner Faymann und Viktor Orbán, bei dem Faymann Orbán wegen angeblicher schlechter Behandlung der Flüchtlinge offen angriff, was dieser entschieden zurückwies. In einem Interview verglich Faymann dies mit der Praxis der Nazis während des Holocaust mit den Worten: „Flüchtlinge in Züge zu stecken in dem Glauben, sie würden ganz woandershin fahren, weckt Erinnerungen an die dunkelste Zeit unseres Kontinents“.

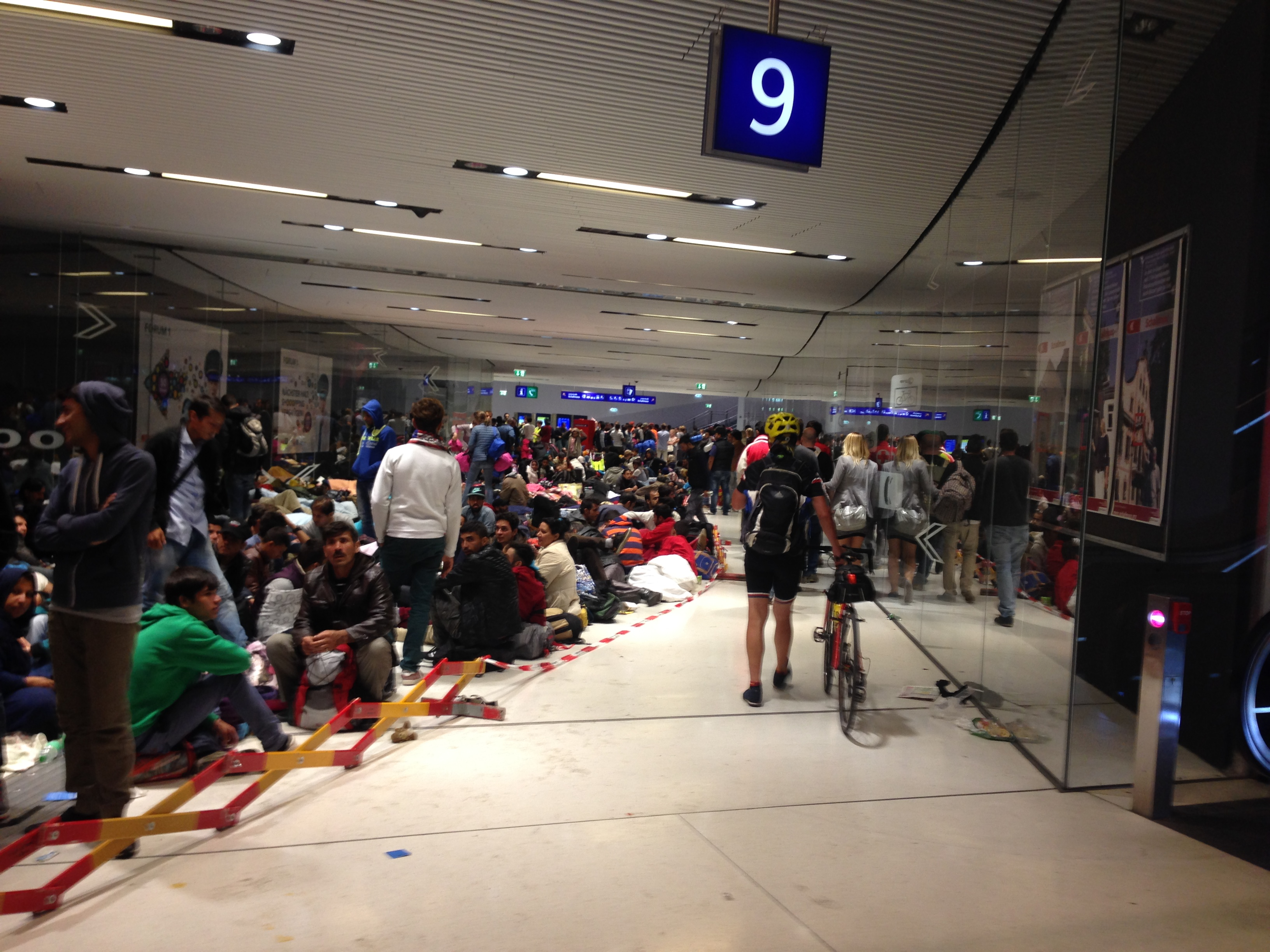
Flüchtlings-Notversorgung am Salzburger Hauptbahnhof, 17. September 2015

Das Land Salzburg schleuste nach eigenen Angaben von Anfang Oktober 2015 zwischen 1000 und 1500 Menschen täglich nach Bayern. Man habe eine „gelassene Routine“ erreicht, sagte ein Sprecher des Magistrats der Stadt Salzburg.
Während bis zur Sperre der Grenze zwischen Ungarn und Kroatien vor allem der Übergang Nickelsdorf im Burgenland im Mittelpunkt des Geschehens stand, verlagerte sich ab 17. Oktober 2015 die Einreise schlagartig hin zu den steirischen Grenzübergängen Spielfeld und Bad Radkersburg an der Grenze zu Slowenien.

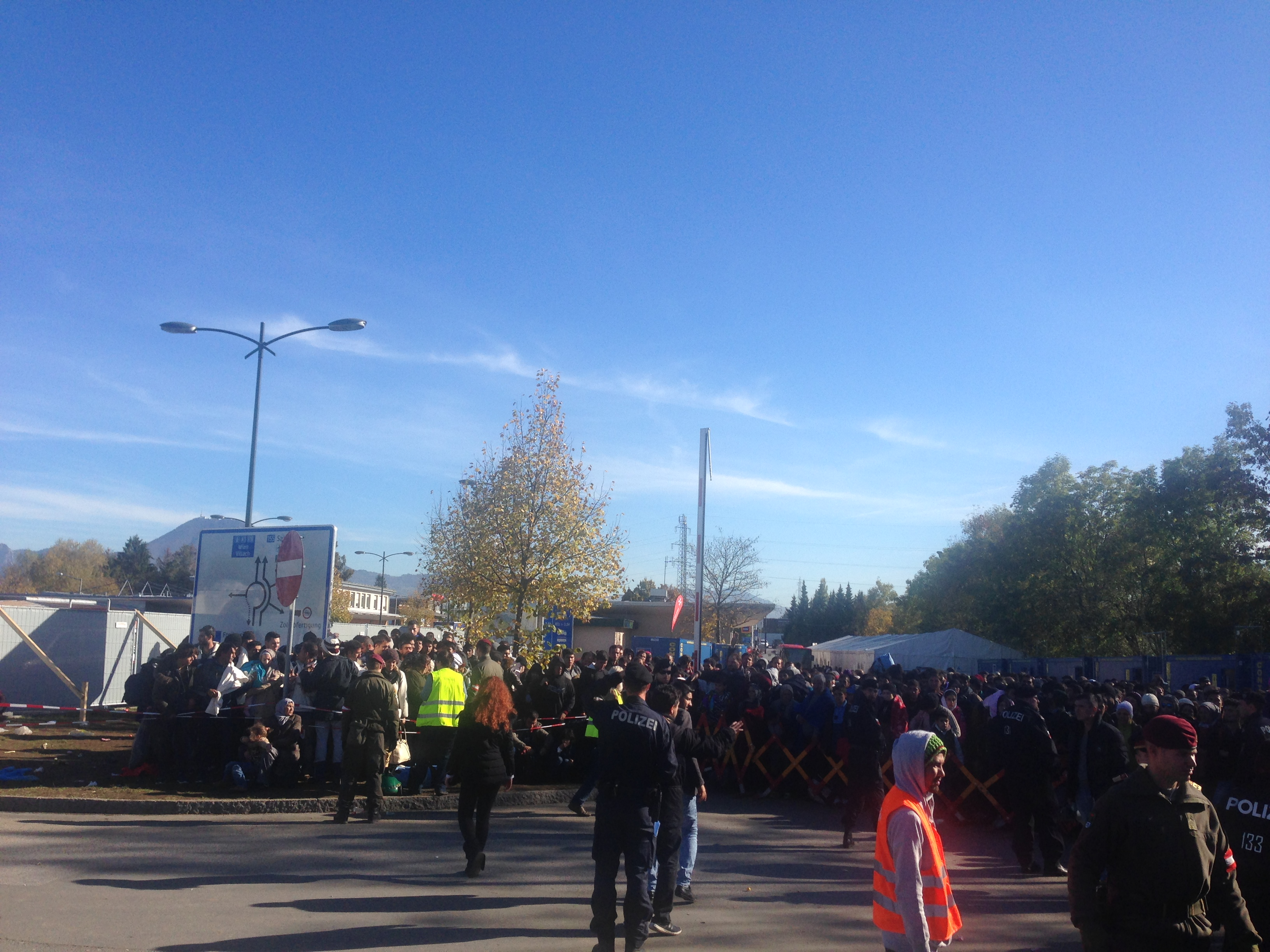
Flüchtlingsandrang vor der Notunterkunft Saalbrücke/Grenzübergang Freilassing in Salzburg nach Räumung der Bahnhofsgarage, 24. Oktober 2015

Unter dem unverminderten Druck durch Neuankünfte aus Slowenien erklärte Österreichs Innenministerin Mikl-Leitner, man müsse an einer „Festung Europa“ bauen. Laut dem Salzburger Bürgermeister haben Zeugen bestätigt, dass Österreich Übersetzer eingesetzt hat, um behinderte Menschen zum Aufbruch nach Deutschland zu überreden. Die Personen wurden anschließend aus der Notunterkunft in der Salzburger Bahnhofsgarage von der Polizei zur Grenze nach Deutschland eskortiert. Die Innenministerin sah sich im Lauf des Jahres 2015 mit Rücktrittsaufforderungen durch die SPÖ-Landesorganisationen Oberösterreich und Kärnten, dem Wiener Landtagspräsidenten Harry Kopietz, den Traiskirchner Bürgermeister Andreas Babler, der Sozialistischen Jugend Österreich, der Jungen Grünen, dem Verband Sozialistischer Studentinnen und Studenten Österreichs und Asyl in Not konfrontiert. Am 25. Oktober 2015 kamen von Österreich aus 4.000 Personen allein bei Passau über die deutsche Grenze, am 27. Oktober waren es bereits 5.500 Personen, die nach Bayern einreisten. Die bayerische Staatsregierung monierte, Österreich hielte sich mit dieser Verfahrensweise nicht an die mit Deutschland vereinbarte Richtlinie, maximal nur 50 Personen pro Stunde und Grenzübergang nach Deutschland einreisen zu lassen. Die österreichische Polizei erwiderte, dass diese Obergrenze einseitig definiert und von österreichischer Seite nie bestätigt worden sei. Die Innenministerin schrieb der deutschen Bundesregierung letztlich die Verantwortung für die angespannte Lage zu.
Die Anzahl der 2015 in Österreich gestellten Asylanträge erhöhte sich im Oktober beträchtlich und erreichte bis Monatsende rund 63.000. Ein verschärftes Asylrecht erschwert seit Mitte November den Familiennachzug. Wer demnach kein Asyl, sondern lediglich subsidiären Schutz erhält, darf Angehörige erst nach drei Jahren nach Österreich holen, wenn Unterkunft und Einkommen des Antragstellers nachweisbar für die zu erwartende Personenzahl angemessen sind.

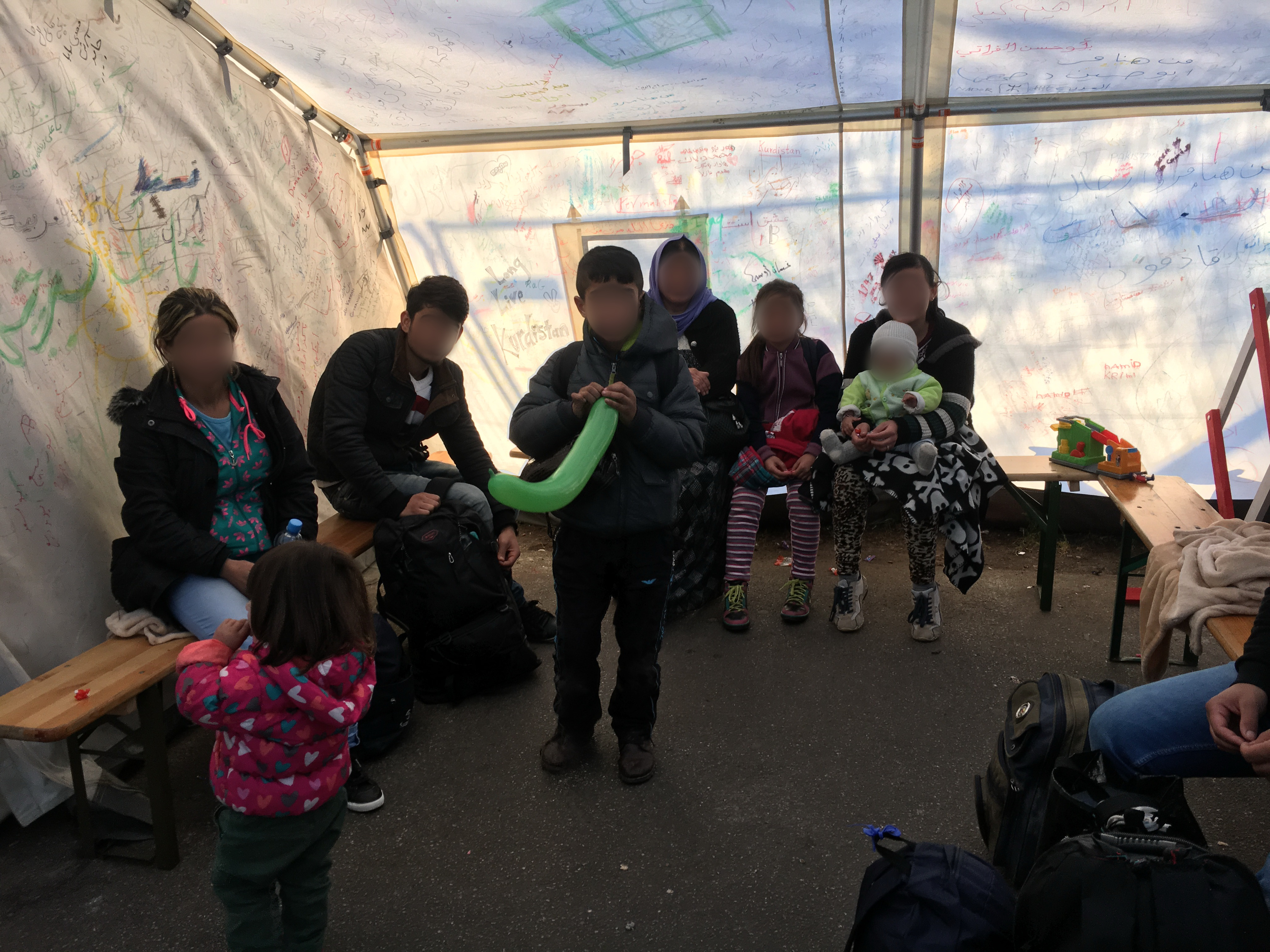
Flüchtlingsgruppe in Salzburg kurz vor dem geregelten Übergang nach Deutschland, 10. Dezember 2015

Die Zahl der unbegleiteten Minderjährigen, die 2015 in Österreich Asyl beantragten, erreichte bis Ende Oktober 6.175. 65 Prozent der Antragsteller kommen aus Afghanistan. Bis Mitte Dezember 2015 zählte man rund 85.000 Asylanträge in Österreich. Zwischen 5. September und Mitte Dezember hätten nach Behördenangaben rund 600.000 Personen Österreich auf ihrem Weg nach Norden durchquert. Im Dezember würden nach Angaben des Innenministeriums täglich zwischen 3.000 und 5.000 Flüchtlinge das Land als Transitland benutzen.
Am 7. Dezember 2015 begannen Soldaten des Pionierbataillons 2 der 6. Jägerbrigade bei Spielfeld mit dem Aufbau eines Grenzzaunes. Die 2,5 m hohe Befestigung soll sich bis Weihnachten 3,7 Kilometer entlang der slowenischen Grenze erstrecken. Der Zaun ist Teil eines neuen Grenzmanagementsystems, das seit Januar 2016 in Probebetrieb ist. Dabei finden Personenkontrollen und Registrierung in einer „Transitzone“ durch Bundesheer und Polizei statt, die aufgrund der räumlichen Begrenzungen nicht in nächster Nähe umgangen werden kann. Der Zaun wurde als „besondere bauliche Maßnahmen“ bezeichnet und als Euphemismus für das Tabuwort Grenzzaun von der Forschungsstelle für Österreichisches Deutsch als Unwort des Jahres ausgezeichnet. Es sei „ein klassischer Fall österreichischer Politiksprache, die Klarheit und Eindeutigkeit vermissen lässt und die Bevölkerung durch bewusst gewählte Unklarheit verwirrt.“ Weiters wurde „Ich bin kein Rassist, aber …“ als Unspruch des Jahres ausgezeichnet, da gerade dessen Verwendung „sehr oft abwertende, negative oder rassistische Meinungen über AsylantInnen, ZuwandererInnen, AusländerInnen“ einleite.

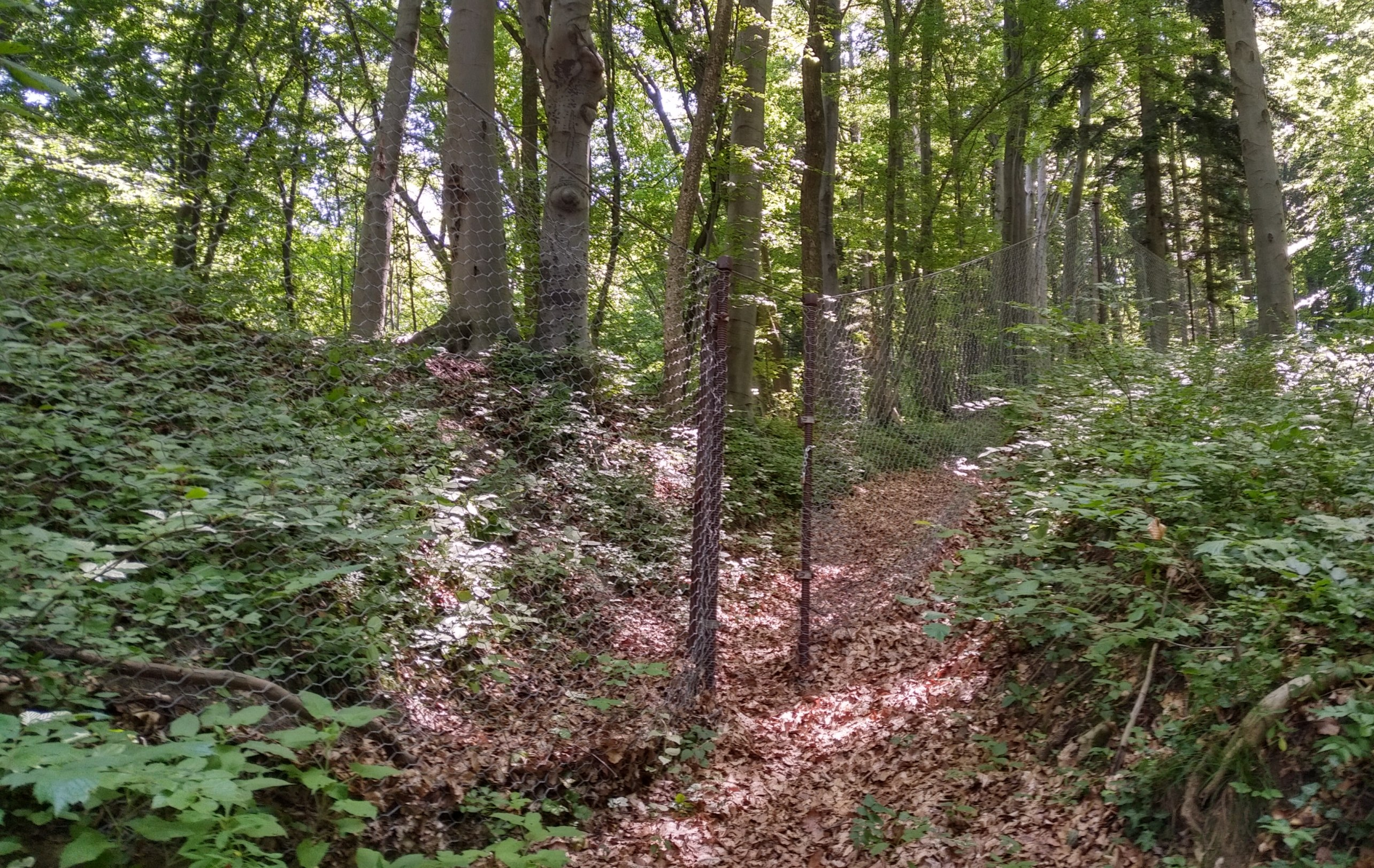
Grenzzaun am Platschberg mit offenem Tor

Am 29. Dezember 2015 wurde bekannt, dass in den Tagen zuvor sowohl von Italien bei Tarvis etwa 20 Flüchtlinge nach Österreich zurückgeschickt worden sind als auch hunderte von Österreich nach Slowenien, da sich im Gespräch herausstellte, dass sie nicht wie angegeben aus einem Kriegsgebiet in Syrien stammen können. Später gaben slowenische Stellen jedoch an, dass Österreich auch viele der Schutzsuchenden, die zuvor eine falsche Identität angegeben hatten, einreisen ließ, nachdem ihre tatsächliche Identität festgestellt worden sei. Am 17. Januar 2016 kündigte Kanzler Faymann an, die Grenzkontrollen weiter auszubauen und alle Flüchtlinge zurückzuweisen, die keinen Asylantrag in Österreich stellen wollten, kein Asylrecht hätten oder bei denen bereits klar sei, dass sie von deutschen Behörden an der österreichisch-deutschen Grenze abgewiesen werden würden. Die Schengen-Regeln seien damit vorübergehend außer Kraft gesetzt.
Auf einem „Asylgipfel“ von Bundesregierung und Landesregierungen am 20. Januar 2016 wurden Richtwerte beschlossen, nach denen 2016 nur 37.500 neue Asylanträge (inklusive Familiennachzug) angenommen werden sollen. Kritik von verschiedenen Seiten konzentriert sich hauptsächlich darauf, dass Österreich gegen internationales Recht verstoßen müsste, um die Begrenzung einzuhalten. Innenministerin Mikl-Leitner verwies dagegen auf „Ultra posse nemo obligatur“ – niemand könne zu Unmöglichem verpflichtet werden. ÖVP-Klubobmann Reinhold Lopatka präzisierte, dass man sich auf die geltende Dublin-Verordnung sowie Artikel 72 des AEUV-Vertrags beziehe, laut dem von den EU-Bestimmungen zu Personenverkehr und Asyl abgewichen werden kann, wenn die innere Sicherheit bedroht ist.

„Auslasszelt“ Saalbrücke, Salzburg, an der Grenze zu Freilassing, zur geordneten Übergabe. Mit Kinderzeichnungen und Dankesschreiben von Flüchtlingen, 11. November 2015

Im Januar 2016 stellten etwa 7.000 Menschen einen Asylantrag in Österreich. Österreichs neuer Verteidigungsminister Hans Peter Doskozil äußerte am 5. Februar 2016, österreichisches Militär könne in der Flüchtlingskrise in einer „militärisch-zivil gemischten Mission auf dem Balkan“ eingesetzt werden. Außenminister Sebastian Kurz äußerte am gleichen Tag, es gebe eine starke Bereitschaft in Nordmazedonien und anderen Balkanstaaten, „den Zustrom zu reduzieren, zu drosseln oder vielleicht sogar zu stoppen.“ Österreich verlangte im Januar von der EU die Geldmittel zurück, die für den Mehraufwand bei der Flüchtlingsversorgung 2015 angefallen seien. Bei 11.000 Euro pro Flüchtling und 55.000 Personen über den Kapazitätsgrenzen forderte Finanzminister Schelling am 25. Januar 2016 rund 600 Millionen Euro.
Anfang Februar wurde bekannt, dass österreichische Behörden zwar die Daten und Fingerabdrücke aller Asylbewerber erfassten, die die Landesgrenzen überquerten, aber anschließend sofort wieder die Datensätze solcher Personen löschten, die angaben, in Deutschland einen Asylantrag stellen zu wollen. Diese Datensätze werden von Österreich auch nicht in die Europäische Fingerabdruckkartei übertragen. Beobachter vermuten, dass – sollte sich die lediglich mündliche Absprache zwischen Faymann und Merkel über die Aussetzung des Dublin-Abkommens als nichtig erweisen – auf diese Weise verschleiert werden sollte, dass die Personen ursprünglich aus dem sicheren Österreich nach Deutschland kamen.
Am 17. Februar gab die Innenministerin bekannt, man wolle ab dem 19. Februar nur noch bis zu 80 Asylanträge pro Tag an der Südgrenze akzeptieren. Allerdings sollen bis zu 3.200 Personen pro Tag zum Zweck der Durchreise diese Grenze überqueren dürfen, sofern sie angeben, in einem anderen Land Asyl beantragen zu wollen. Wird einer dieser beiden Grenzwerte erreicht, wird die Einreise vorübergehend gestoppt. Die Zahl der Asylanträge lag zum Zeitpunkt der Bekanntgabe dieser Obergrenze bei über 200 am Tag. Slowenien gab daraufhin bekannt, ebenfalls die Zahl der Flüchtlinge zu begrenzen und sich dabei im Rahmen der Quoten zu bewegen, die Österreich festgelegt hat. Österreich vereinbarte mit Nordmazedonien, Serbien, Kroatien und Slowenien, dass die Flüchtlinge an der mazedonischen Grenzstadt Gevgelija erkennungsdienstlich erfasst werden. Syrer, Afghanen und Iraker werden dann mit der Eisenbahn nach Deutschland gebracht. Alle anderen Flüchtlinge sollen an der griechisch-mazedonischen Grenze abgewiesen werden.
Das Heeres-Nachrichtenamt (HNA), der Auslandsgeheimdienst der Republik Österreich, legte der Bundesregierung im Februar 2016 einen „Strategischen Lageausblick 2016“ vor. Laut diesem Papier könnte die Dimension von 2015 „noch durchaus übertroffen werden“. Die Experten befürchten, dass ohne Veränderungen an den EU-Außengrenzen Österreich zur „Wartezone“ für 500.000 Flüchtlinge werden könnte. Die Rolle der Türkei in der Unterbindung der „Migrationsströme“ wird in der Analyse als „keinesfalls kooperativ“ eingestuft, und Libyen sei durch den Zerfall seines Staatswesens nur eingeschränkt handlungsfähig.
Am 2. März 2016 bezeichnete Außenminister Sebastian Kurz die Grenzöffnung im September 2015 und das damit verbundene „Durchwinken“ der Flüchtlinge und Migranten von Griechenland nach Mitteleuropa als „schweren Fehler“. Er verwies auf die Unterbringung von 100.000 Flüchtlingen durch Österreich ohne internationale Hilfe und die augenscheinlich schlechte Versorgung von „nur“ 25.000 Menschen in Griechenland und forderte, mehr Druck auf das Land auszuüben um die Versorgung zu verbessern.
Am 27. April 2016 verabschiedete das Parlament eine umstrittene Gesetzesnovelle, die es der Regierung erlaubt, mit einer Notverordnung auf den Zuzug von Flüchtlingen zu reagieren. Laut Verordnung dürfen Flüchtlinge keine Asylanträge mehr an der Grenze stellen; sie werden umgehend abgewiesen.
Ende Mai 2016 verstärkte man die Polizeipräsenz am Brennerpass um zusätzliche Beamte, nachdem vermehrt von Flüchtlingsgruppen berichtet worden war, die sich von Italien kommend Zutritt nach Österreich verschafften. Italiens Premier Matteo Renzi wies diese Berichte zurück.
Die Ministerien in Österreich trugen im August verschiedenste Daten zur rechtlichen Absicherung der Asyl-Notverordnung zusammen, die die Schließung der Grenzen für neue Asylbewerber beim Erreichen einer Obergrenze ermöglichen soll. Neben dem Zusammenbruch der klassischen Versorgungssysteme der Grundversorgung bei einem Überschreiten der Kapazitätsgrenzen, wurde auf Kriminalitätsstatistiken und besonders auf die Grenzen bei der angemessenen Versorgung von Kindern hingewiesen. So erhöhte sich die Zahl der Kinder, die wegen mangelnder Sprachkenntnisse dem Unterricht nicht folgen konnten, 2015 durch Flüchtlingskinder um 30 Prozent auf 46.000.
In der Bilanz des Jahres 2016 wurden in Österreich 42.073 Asylanträge erfasst. Davon wurden 36.030 für ein Verfahren in Österreich zugelassen, die gesetzte Obergrenze von 37.500 habe man laut Innenministerium somit nicht erreicht. 11.812 Personen, die illegal die Grenzen überquert hatten, wurden 2016 in Tirol aufgegriffen. Darunter stammten die größten Gruppen aus Nigeria, Marokko und Afghanistan. Der überwiegende Teil der Personen waren Männer, die aus Italien eingereist waren.
Am 28. März 2017 wandte sich Kanzler Kern an Kommissionspräsident Juncker, um Österreich von der Umverteilung der Flüchtlinge aus Griechenland und Italien abzumelden. Kern verwies darauf, dass im vorgesehenen Zeitraum zahlreiche Flüchtlinge aus diesen beiden Ländern nach Österreich eingereist wären und dort Asylanträge gestellt hätten, ohne dass diese Zahlen bei der Zuweisung von Flüchtlingen über das Umverteilungsprogramm der EU berücksichtigt worden seien. Innenminister Sobotka stellte in dem Zusammenhang fest, dass noch immer etwa 85 Personen täglich aufgegriffen würden, die die Grenze Österreichs illegal überquert hätten.
Nach der Nationalratswahl vom 15. Oktober 2017 bildete sich die Bundesregierung Kurz I, eine ÖVP-FPÖ-Koalition. Bundeskanzler Sebastian Kurz (ÖVP) tritt dafür ein, dass im Mittelmeer gerettete Flüchtlinge nicht mehr nach Europa, sondern in sichere Regionen oder die Herkunftsländer zurückgebracht werden sollten.

### Schweiz
Von 23.555 Asylbewerbern in der Schweiz 2014 kamen 29 % aus Eritrea, das bereits eine Diaspora in der Schweiz hat. 16 % kamen aus Syrien und 5 % aus Sri Lanka. Im ersten Halbjahr 2015 stieg die Zahl der Bewerber deutlich an. Juli 2015 stellten 3805 Personen ein Asylgesuch, das waren 70 % mehr als im Vorjahresmonat (2234). Im 2. Quartal 2015 kamen von insgesamt 7384 Personen 3238 (43 %) alleine aus Eritrea. Flüchtlinge aus Syrien stellten eine Minderheit (390). Der Präsident der kantonalen Justiz- und Polizeidirektoren rechnete im Oktober 2015 mit etwa 30.000 Asylgesuchen für das Jahr 2015.
Der Bundesrat hielt sich an das aktuelle Asylgesetz und somit an die Dublin-III-Regeln, die SVP dagegen forderte die Einführung eines Notrechts, die Grünen wiederum eine Reform des Dublin-Abkommens, nach der Flüchtlinge nach Wirtschaftsstärke der einzelnen Staaten verteilt werden sollten. Es wurde auch die Wiedereinführung des Botschaftsasyls gefordert, Letzteres müsse gemäß Bundesrat jedoch auf EU-Ebene geschehen.
Die größte Gruppe der Asylsuchenden in der Schweiz waren bis September 2015, wie im Vorjahr, Eritreer, von denen etwa 9.000 einen Asylantrag stellten. Im Oktober/November 2015 wurden innerhalb einer Woche zudem über tausend Afghanen aufgegriffen, von denen die Schweizer Behörden annahmen, sie hätten sich aus Deutschland und Österreich kommend in die Schweiz begeben. Da das Erfassungssystem in Deutschland nicht funktionierte, befürchteten Schweizer Behörden, dass den Personen ihre Anreise aus einem sicheren Drittstaat nur schwer zu beweisen sein würde.
Im Januar 2016 wurde bekannt, dass Flüchtlinge bei der Einreise bis auf 1000 Schweizer Franken ihr gesamtes Vermögen zur Finanzierung ihres Aufenthaltes abgeben müssen. Wenn sie die Schweiz binnen sieben Monaten verlassen, erhalten sie das Geld zurück.
Die Schweizer Bevölkerung stimmte am 5. Juni 2016 für eine Änderung des Asylgesetzes, damit in Zukunft 60 % der Asylverfahren innerhalb von 140 Tagen rechtskräftig entschieden werden.
Im August 2016 stellte sich heraus, dass die Schweiz zunehmend zum Transitland für Flüchtlinge geworden war, die nach Nordeuropa wollen. Als Folge der ansonsten weitgehend geschlossenen Grenzen hätten Personen, aus Italien kommend, in der Schweiz zum Schein Asyl beantragt. Aus organisatorischen Gründen würden viele von ihnen von der Grenze nach Italien zu Unterbringungszentren in der Nähe der Grenze zu Deutschland gebracht. Zum Teil setzten sie sich von dort ab, bevor die Schweizer Behörden sie registriert hätten. Rund 5.000 Personen waren seit Jahresanfang aus der Schweiz verschwunden. In 916 Fällen hatten deutsche Behörden im ersten Halbjahr 2016 Rückübernahmeanträge an die Schweiz gestellt, aber nur 71 Personen wurden rücküberstellt. 2016 wurden in der Schweiz 27.207 Asylanträge gestellt. Von Januar bis November 2016 brachen nach Angaben des SEM 8166 Bewerber ihr Asylverfahren in der Schweiz ab, ohne das den Behörden zu melden. Der größte Teil dieser Personengruppe habe die Schweiz wohl verlassen. In 48.838 Fällen wurden im Jahr 2016 Personen, hauptsächlich aus verschiedenen afrikanischen Staaten, von Schweizer Behörden ohne gültigen Aufenthaltstitel aufgegriffen. Viele dieser Menschen versuchten Deutschland oder Skandinavien zu erreichen, ohne zuvor in der Schweiz einen Asylantrag zu stellen.
2017 ging die Zahl der Asylgesuche um ein Drittel auf 18.088 Asylgesuche zurück. Das wichtigste Herkunftsland war weiterhin Eritrea.

### Deutschland

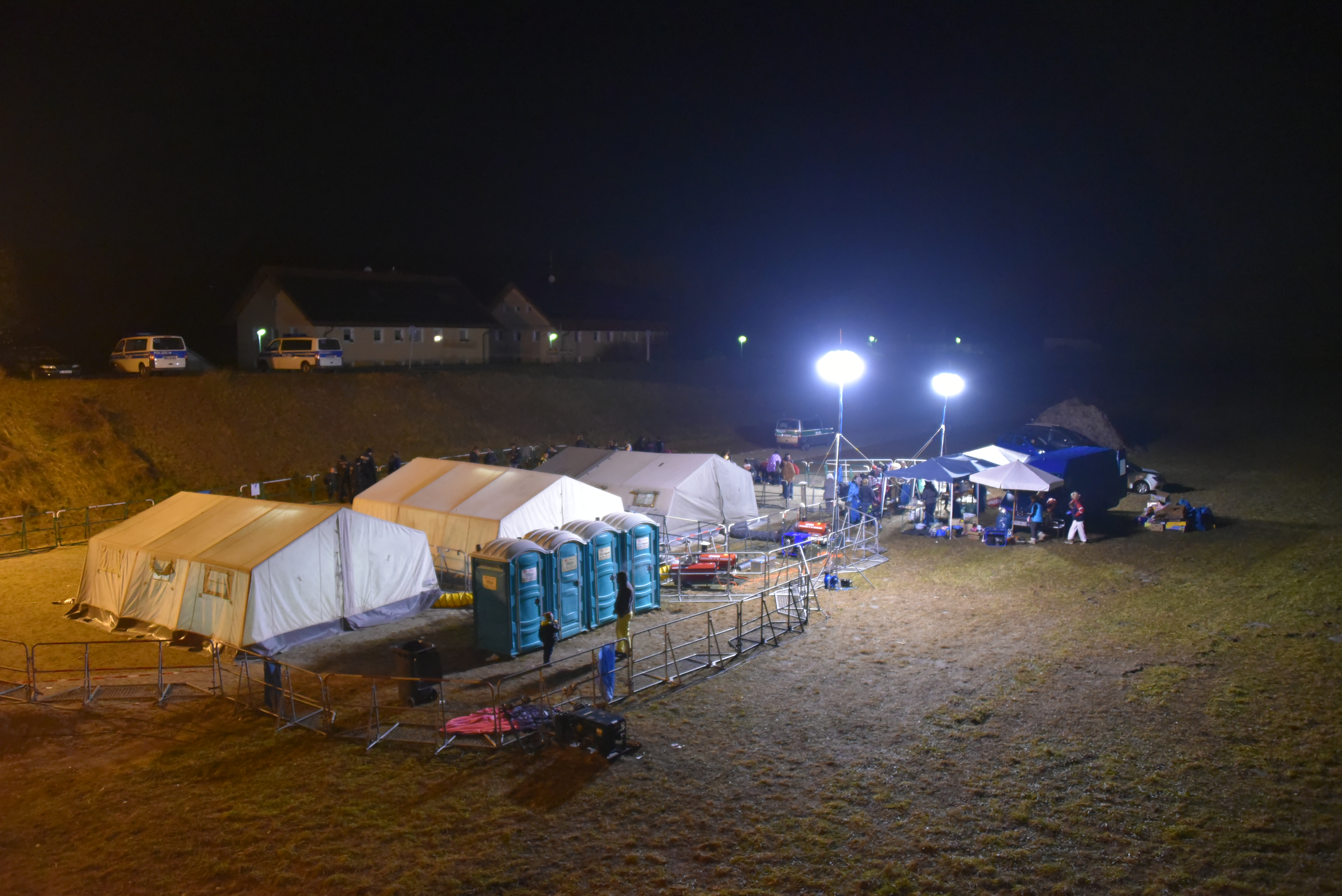
Nachtbetrieb im Erstaufnahmezentrum Simbach am Inn, 24. Oktober 2015

Ab Ende August 2015 setzte das deutsche Bundesamt für Migration und Flüchtlinge (BAMF) Abschiebungen von Syrern in den Ersteinreisestaat aus und bearbeitete ihre Asylanträge selbst. Laut dem damaligen Innenminister Thomas de Maizière lag die Zahl der 2015 in Deutschland registrierten Asylsuchenden bei 890.000 statt wie zuvor angenommen bei 1,1 Mio. Hinzu kamen etwa 20.000 Kontingentflüchtlinge, die direkt aus Lagern in Nachbarstaaten Syriens eingeflogen wurden. Wie viele Personen 2015/16 unerlaubt nach Deutschland einreisten und sich nicht registrieren ließen, ist unbekannt. Wegen Kapazitätsengpasses beim BAMF konnten 2015 nur 476.649 Schutzsuchende Antrag auf Asyl stellen und 282.726 Asylanträge entschieden werden. Das BAMF rechnete Ende 2015 damit, dass die anerkannten syrischen Flüchtlinge im Schnitt einen Angehörigen pro Flüchtling im Rahmen des Familiennachzuges nachholen werden – 2015 kamen etwa 428.000 Syrer nach Deutschland.
Die Integrationsbeauftragte der Bundesregierung beklagte bereits am 21. April 2015, dass Deutschland, Schweden und Frankreich die Hauptlast der Versorgung und Unterbringung der Flüchtlinge trügen, während andere europäische Staaten nichts täten. Ähnlich beklagte sich der Bundesinnenminister im August 2015 über Griechenland und Italien, die Flüchtlinge, ohne ihre Asylanträge aufzunehmen, in den Schengen-Raum entließen.
Politiker suchten nach Maßnahmen, Bewerber aus „sicheren Herkunftsländern“ mit aussichtslosen Asylanträgen (Personen, die aus Serbien, Bosnien-Herzegowina, Nordmazedonien, dem Kosovo, Albanien oder Montenegro gekommen waren, das sind rund 46 %) „schneller abzuschieben“, und beschlossen, Anträge von solchen Personen bei der Bearbeitung vorzuziehen, ohne jedoch von der Einzelfallprüfung abzugehen.
Über die Anwendung des Dublin-Abkommens kam es Ende August und Anfang September 2015 zu Gegensätzen bzw. Missverständnissen zwischen den Regierungen Ungarns, Österreichs und Deutschlands. Weil in Deutschland eine Leitlinie des BAMF bekannt wurde, die festlegte, dass Flüchtlinge aus Syrien nicht in die Ankunftsländer in der EU zurückgeschickt würden, verbreitete sich das Gerücht, Deutschland erlaube allen die Einreise. Dem widersprachen Politiker später.
Anfang September 2015 beschloss Kanzlerin Merkel ohne Konsultation des Deutschen Bundestages, Flüchtlinge aus Ungarn ohne Registrierung und Prüfung des Asylanspruchs nach Deutschland einreisen zu lassen.
Mitte September 2015 erklärten die Innenminister der Länder die Aufnahmekapazitäten für weitgehend erschöpft. Am 13. September wurde die vorübergehende, teilweise Wiedereinführung von Grenzkontrollen und die Aussetzung des Schengen-Abkommens bekannt gegeben. Die Zahl der Flüchtlinge, die in Bayern die Grenze nach Deutschland überschritten, hat innerhalb des Monats September, mit mindestens 135.000, die Summe der Flüchtlinge, die in den acht vorangegangenen Monaten dort ankamen, überschritten. Die Bundesregierung änderte Ende September ihre Haltung und begann das Dublin-Abkommen gegenüber Österreich erneut auszusetzen. Mit dem Ziel, die Grenzregion zu entlasten, setzte Deutschland im September 2015 neben den Transporten, die Österreich bereits selbst durchführte, täglich bis zu acht Sonderzüge ein, um Flüchtlinge aus dem österreichischen Salzburg direkt in deutsche Erstaufnahmeeinrichtungen zu bringen. Die Einführung von Grenzkontrollen senkte die Zahl der Neuankömmlinge nicht, sondern sie stieg weiter auf bis zu 10.000 Menschen am Tag. Die Personen in den Sonderzügen wurden nicht mehr kontrolliert.
Angesichts der hohen Belastungen für die Bundesländer forderten diese eine zeitnahe Verminderung des Flüchtlingszuzugs, während Bundespolitiker über eher langfristig angelegte Lösungen der Krise sprachen, wie etwa über die Beseitigung von Fluchtursachen. Die Drohung des bayerischen Ministerpräsidenten Horst Seehofer von Anfang Oktober, sollten nicht unverzüglich Maßnahmen zur Begrenzung der Flüchtlingsbewegung getroffen werden, so werde man notfalls die Bundesregierung vor dem Verfassungsgericht verklagen und eigene Sicherungsmaßnahmen ergreifen, wurde von Bundespolitikern aller anderen Parteien kritisiert oder nicht ernst genommen. Die CSU nahm ihre Klagedrohung Anfang Mai 2016 zurück.
Am 29. September 2015 beschloss das Bundeskabinett ein Gesetzespaket mit wesentlichen Änderungen im Asylrecht – Asylpaket I. Die Änderungen sind überwiegend am 24. Oktober 2015 in Kraft getreten.
Nach der Verlagerung der Balkanroute von Ungarn nach Slowenien waren die Erstaufnahmeeinrichtungen in Bayern von München weg in den Raum Passau verlagert worden, in Absprache mit Österreich, aber bewusst ohne dies publik zu machen. Hunderte Flüchtlinge verschwanden im Herbst aus den zugewiesenen Notquartieren in ganz Deutschland. Staatliche Stellen hatten zuvor die vorgeschriebene Registrierung der Personen beim Betreten Deutschlands nicht mehr vornehmen können.
Ende Oktober begann das System der Verteilung unter der Last der massiven Zuführungen von Flüchtlingen aus Österreich zusammenzubrechen. Tausend Personen konnten am 25. Oktober nicht mehr untergebracht werden. Zeitweise herrschten chaotische Zustände. Am 27. Oktober 2015 wurden wieder Forderungen der CSU laut, aus deren Reihen nun verlangt wurde, bis zum 1. November die „Politik der offenen Grenze“ mit Österreich zu beenden. Ein in diesem Zusammenhang angesetztes Koalitionstreffen am 1. November mit dem Ziel, die unkontrollierte Einreise ins Land bzw. den unkontrollierten Aufenthalt von Flüchtlingen im Land durch die Schaffung von Transitzonen (Vorschlag der CDU/CSU) oder alternativ durch Schaffung von Einreise- und Registrierungszentren in ganz Deutschland (Vorschlag der SPD) zu unterbinden, brachte keine Lösung. Dringlichst erwartete Beschlüsse zur Entlastung der Kommunen, um den weiteren Zuzug von Flüchtlingen schnellstmöglich wirksam und deutlich zu begrenzen, wurden nicht gefasst. Das Ultimatum verstrich für alle Beteiligten folgenlos.
Das bereits Anfang November 2015 vorgeschlagene Asylpaket II mit strengeren asylrechtlichen Regelungen, dessen Inkrafttreten ursprünglich für das Jahresende 2015 vorgesehen war, wurde zunächst durch Gegensätze innerhalb der Regierungskoalition verzögert, bis Ende Januar 2016 eine koalitionsinterne Einigung erfolgte. Der Gesetzgebungsprozess selbst dauert an.
Die Regierung war Anfang November 2015 nicht in der Lage, zu beziffern, wie viele Asylbewerber sich in den Erstaufnahmelagern befinden oder wie viele bereits auf die Gemeinden im ganzen Land verteilt wurden.
Dass Verdächtige bei den sexuellen Übergriffen in der Silvesternacht 2015/16 der Gruppe der Flüchtlinge und Migranten zugeordnet wurden, verschärfte die Debatte um begrenzte Kapazitäten bei Aufnahme und Integration sowie um fehlende Möglichkeiten, Personen aus dieser Gruppe aus Deutschland effektiv abzuschieben. Zudem stärkte dieses Ereignis das Narrativ von „nichteuropäischer“ „Fremdheit“ und „ontologischer Andersartigkeit“ in Bezug auf die Flüchtlinge. Im Zusammenhang mit den Anschlägen in Paris und Brüssel wurde somit die Vorstellung einer moralischen Krise hervorgerufen.
In ihrer Regierungserklärung am 17. Februar 2016 sagte die Bundeskanzlerin, sie werde sich weiterhin für eine europäisch-türkische Lösung in der Flüchtlingsfrage einsetzen. Ziel sei es, „die Zahl der Flüchtlinge spürbar und nachhaltig zu reduzieren, um so auch weiterhin den Menschen helfen zu können, die unseres Schutzes wirklich bedürfen“. Dieses Ziel soll durch die Bekämpfung der Fluchtursachen, den Schutz der EU-Außengrenzen, insbesondere der Grenze zwischen Griechenland und der Türkei, und einen geordneten und gesteuerten Flüchtlingszuzug erreicht werden.
Deutschland sicherte nach den Aussagen österreichischer Politiker Griechenland eine Beibehaltung der Politik der offenen Grenzen zu; im Gegensatz dazu beklagte aber der deutsche Innenminister de Maiziere öffentlich am 21. Februar, dass die Zahl von bis zu 3.200 Flüchtlingen, die Österreich täglich an Deutschland weiterreichen wolle, zu hoch sei. Diese deutsche Position, bei der die Flüchtlinge wegen einer Zusicherung der deutschen Bundesregierung letztlich in Österreich stranden würden, sorgte für diplomatische Verstimmungen.
Erkenntnisse darüber, wie viele Flüchtlinge sich überhaupt in Deutschland befinden, konnten von den Behörden auch bis Ende April 2016 nicht vorgelegt werden. Der Bundesinnenminister schätzte, dass eine sechsstellige Zahl von Neumigranten unregistriert irgendwo in Deutschland lebe. Anfang Juni schätzte das BAMF die Ziffer der Personen, die 2015 angekommen war, von denen man aber noch keine erkennungsdienstlichen Informationen habe, auf rund 150.000.
Im Juni 2016 war die Bundespolizei, nach einem internen Bericht, nicht mehr in der Lage, die illegale Einwanderung wirksam zu bekämpfen oder zu dokumentieren. Durch Personalmangel und die offenen Grenzen konnten zahlreiche Personen illegal nach Deutschland gelangen. Ein erheblicher Anteil der illegalen Einwanderung soll sich demnach mittlerweile von Osten kommend nach Deutschland bewegen, darunter unvermindert viele Tschetschenen. Auch Flüchtlinge aus der Schweiz, deren Asylanträge dort abgelehnt wurden, tauchten vielfach vor der Abschiebung dort unter und würden sich nach Einschätzung der Leiterin des Schweizer Staatssekretariats für Migration nach Deutschland begeben.
Nach Angaben der Bundesregierung lebten bis zum 30. Juni 2016 549.209 rechtskräftig abgelehnte Asylsuchende aus verschiedenen Gründen in der Bundesrepublik, davon 406.065 seit mehr als sechs Jahren. Etwa die Hälfte der abgelehnten Antragssteller erhielt ein unbefristetes Aufenthaltsrecht, ein Drittel ein befristetes Aufenthaltsrecht, etwa 100.000 (insgesamt 168.212) erhielten eine Duldung, davon 37.020 Menschen wegen fehlender Reisedokumente. Von den rechtskräftig abgelehnten Asylsuchenden waren (Stand Ende 2016) 207.484 ausreisepflichtig, 54.437 davon ohne Duldung. 2016 wurden 25.375 abgelehnte Asylbewerber in ihre Herkunftsstaaten oder andere europäische Staaten zurückgeschickt.
Von Januar bis Ende Juli 2017 wurde über 444.000 Asylanträge entschieden, 107.000 Personen wurden nach Angaben des BMI neu als Asylsuchende in Deutschland registriert.

### Frankreich
Frankreichs Regierung erklärte sich 2015 bereit, in den nächsten zwei Jahren insgesamt 24.000 Flüchtlinge aufzunehmen. Es gab lang anhaltende Streitigkeiten mit Großbritannien, weil tausende im Lager „Dschungel von Calais“ gestrandete Migranten hofften, von dort durch den Eurotunnel nach Großbritannien zu gelangen. Im Juni 2015 wurde die italienische Grenze bei Menton im Zuge der Flüchtlingskrise in Ventimiglia 2015 kurzfristig gesperrt, die erste gravierende Blockade einer Schengen-Innengrenze. Ende August 2015 kritisierte die damalige Regierung Ungarns Grenzzaun scharf und favorisierte eine Problemlösung an den Außengrenzen der EU und in den Herkunftsländern. Anfang September 2015 erwog die Regierung, französische Luftstreitkräfte in Syrien gegen den IS einzusetzen. Am 27. September gab die Regierung Luftangriffe bei Deir Ezzor in Syrien bekannt. Auch wegen der relativ hohen Arbeitslosigkeit in Frankreich, anhaltender Probleme mit der Integration muslimischer Einwanderer aus ehemaligen französischen Kolonien und des Erstarkens des rechtsgerichteten Front National war Frankreich tendenziell gegen eine EU-Flüchtlingsquote.
Infolge der Terroranschläge vom 13. November 2015 in Paris forderte Frankreichs Premierminister Manuel Valls am 25. November 2015, nicht mehr so viele Flüchtlinge nach Westeuropa zu lassen und die EU-Außengrenzen besser zu kontrollieren.
Valls sagte in einem Interview am 22. Januar 2016, Europa könne nicht alle Flüchtlinge aus den Kriegsgebieten des Irak und Syriens aufnehmen. Dies würde zur Destabilisierung der europäischen Gesellschaften führen, wie unter anderem die Ereignisse zu Silvester in Köln gezeigt hätten. Gefragt, ob er Bundeskanzlerin Merkel aufgrund ihrer Einladung an die Flüchtlinge die Schuld an der Migrationskrise gebe, vermied Valls eine direkte Antwort. Er sage nicht, dass dies ein Fehler gewesen sei, aber jede Botschaft, die ein Politiker heutzutage ausspreche, verbreite sich in Windeseile über die sozialen Netze bis nach Nordafrika und in den Nahen Osten. Die entschiedene Botschaft müsse jetzt sein, dass nicht jeder Migrant in Europa willkommen sei.
Valls lehnte am 13. Februar 2016 auf der Münchner Sicherheitskonferenz Merkels Plan ab, Flüchtlinge nach einem Kontingentsystem auf die EU-Staaten umzuverteilen. Wichtig sei die Botschaft, dass Europa keine Flüchtlinge mehr aufnehme.
In Frankreich wurden 2016 nach Frontex-Angaben rund 11.000 Personen aufgegriffen, die zuvor in Italien einen Asylantrag gestellt oder bereits wegen illegalem Grenzübertritt erfasst worden waren. Der überwiegende Teil dieser Personengruppe war über das Mittelmeer nach Italien gelangt. Zudem wurden rund 1200 Menschen aufgegriffen, die sich aus Spanien und Portugal kommend nach Frankreich gekommen waren.
Nachdem am 1. Oktober 2017 ein ausreisepflichtiger Tunesier im Bahnhof Marseille-Saint-Charles zwei junge Frauen mit einem Messer ermordet hatte, gab der Abgeordnete Guillaume Larrivé an, dass sich etwa 500.000 Personen illegal in Frankreich aufhalten würden, mehr als die Hälfte davon abgelehnte Asylbewerber. Die genauen Zahlen über straffällige Ausländer ohne Aufenthaltsgenehmigung hält das Innenministerium geheim. Frankreich attestierte den tunesischen Behörden eine „Verschleppungsstrategie“, mit der sie Fristen verstreichen ließen, so dass europäische Staaten Tunesier kaum erfolgreich zurückschieben können. Staatspräsident Emmanuel Macron kündigte an, alle Ausländer in einer illegalen Situation, die eine wie auch immer geartete Straftat begingen, abzuschieben.
Im Juli 2018 schätzte ein Bericht von zwei Parlamentariern, dass sich mittlerweile bis zu 400.000 illegale Einwanderer allein im Département Seine-Saint-Denis im Großraum Paris aufhielten. Jede Woche kämen bis zu 550 Personen aus Italien kommend in Paris hinzu.

### Belgien
Belgien erklärte sich im September 2015 bereit, aus Deutschland 250 Flüchtlinge aus Bayern zu übernehmen. Ebenfalls im September 2015 erschienen belgische Regierungsvertreter in einer Flüchtlingsunterkunft in Bielefeld. Von dort sollen sie noch vor deren Registrierung 39 Flüchtlinge nach Belgien verbracht haben, deren Bildungsniveau durchweg hoch gewesen sein soll.

### Niederlande
Die Niederlande unterstützten die später gescheiterten Verteilungspläne der Europäischen Union vom Sommer 2015, nach denen sie rund 2000 Flüchtlinge hätten aufnehmen sollen.
Im Spätsommer 2015 diskutierte man eine härtere Asylpolitik, die abgelehnte Asylbewerber vollständig von den sozialen Sicherungssystemen des Landes ausschließen würden. Kritik von UN-Vertretern wies Regierungschef Rutte zurück, man könne keine Leute versorgen, die sich schlicht weigerten, zu gehen.

### Vereinigtes Königreich
Großbritannien erklärte sich 2015 bereit, in den nächsten fünf Jahren insgesamt 20.000 Flüchtlinge aufzunehmen. Die Regierung stand der Zuwanderung durch Asylsuchende skeptisch gegenüber und beteiligte sich beispielsweise nicht an der Rettungsaktion europäischer Marinen für Bootsflüchtlinge im Mittelmeer (Triton), weil man befürchtete, dass das nur den Nachzug von noch mehr Flüchtlingen nach sich zöge.
Über 3000 Flüchtlinge errichteten bei Calais ein illegales Lager als Ausgangspunkt für selten erfolgreiche Versuche, den Ärmelkanal auf Lastwagen durch den Eurotunnel zu überqueren. Die britische Regierung reagierte mit einem Ausbau der Tunnelsicherung. Im August 2015 beklagte die damalige Innenministerin Theresa May, das Schengen-Abkommen, an dem Großbritannien nicht teilnimmt, habe mit seinem grenzenlosen Verkehr innerhalb Europas die Flüchtlingskrise verschärft. May kritisierte die EU-Kommission, die von diesem System nicht abrücken wolle.
Premierminister David Cameron hatte unter innenpolitischem Druck von Zuwanderungsgegnern zunächst versprochen, nicht mehr als 1000 Syrer aufzunehmen. Weiteren 5000 Menschen, die sich aus Syrien auf eigene Faust nach Großbritannien durchgeschlagen hatten, hatte man jedoch Asyl gewährt. Die Regierung verwies in der Debatte Kritiker auf ihr Engagement für Flüchtlinge in den Nachbarländern Syriens.
114 Flüchtlinge aus Syrien und dem Libanon, deren Boote im September 2015 vor Zypern von Rettern aufgebracht und zu den dortigen britischen Stützpunkten Akrotiri und Dekelia geschleppt wurden, baten nach Ausschreitungen in ihrem Lager Anfang November 2015 den britischen Premierminister Cameron um Aufnahme im Vereinigten Königreich. Die britische Regierung wollte jedoch verhindern, dass ihre Gebiete auf Zypern zum Ziel von Flüchtlingen werden, die nach Großbritannien wollen, und stellte die Menschen vor die Wahl, entweder in Zypern um Asyl zu ersuchen oder in ihre jeweiligen Heimatländer zurückgebracht zu werden. Mehrere Flüchtlinge, die dort bereits seit 1998 in sechs Familienverbänden in aufgegebenen Armeeunterkünften unter menschenunwürdigen Bedingungen leben, versuchten auf dem Rechtsweg, Zugang ins Vereinigte Königreich zu erlangen.
Anfang 2016 gab ein britisches Gericht einer Klage von Menschenrechtslobbyisten statt, setzte das Dublin-III-Abkommen außer Kraft und berief sich dabei auf Artikel 8 der Europäischen Menschenrechtskonvention. Flüchtlinge mit Verwandten im Vereinigten Königreich sollten aus dem Flüchtlingslager bei Calais einreisen dürfen, obwohl sie in Frankreich kein Asylantrag beantragt hatten.
Das britische Innenministerium gab im April 2016 an, dass unbegleitete, minderjährige Flüchtlinge abgeschoben werden können, sobald sie volljährig sind und nach Einschätzung der Behörde keinen Schutz mehr benötigen. Nach Presseinformationen waren damals 445 volljährig Gewordene auch in Krisengebiete abgeschoben worden.
In Großbritannien wurde Deutschlands Rolle in der Krise 2015 teils sehr kritisch gesehen. Öffentliche Aussagen von Bundeskanzlerin Angela Merkel wurden als Außerkraftsetzung des Dubliner Übereinkommens und als Einladung zur Migration nach Europa gesehen. Berlin habe die Verträge von Dublin und Schengen einseitig außer Kraft gesetzt und bringe andere Mitgliedstaaten gegen sich auf. Aus britischer Sicht waren viele der nach Europa drängenden Menschen nicht unmittelbar an Leib und Leben bedroht, sondern verließen sichere Lager oder Regionen ohne Krieg oder Verfolgung. Deshalb solle man nur Flüchtlinge aus den Lagern in der Türkei, im Libanon und in Jordanien aufnehmen. Brexit-Befürworter betonten vor dem Brexit-Referendum am 23. Juni 2016, die EU habe im Sommer 2015 die Kontrolle über einen Teil ihrer Außengrenze verloren.
Beim Referendum votierten 51,89 % der Abstimmenden für einen Brexit.
Für 2016 prognostizierte die Denkfabrik Overseas Development Institute 43.000 Asyl Beantragende im Königreich; dies werde rund 620 Millionen Pfund Kosten verursachen.
Im Februar 2017 reduzierte die Regierung das Umsiedlungsprogramm für 3000 Flüchtlingskinder, die man ursprünglich aus Europa ins Königreich hatte holen wollen, auf 350 Kinder. Innenministerin Rudd sagte zur Begründung, man wolle nicht, dass sich mehr Kinder auf den gefährlichen Weg nach Europa machen.
2019 wurden in Großbritannien 35.566 Asylanträge gestellt, mehr als doppelt so viele wie 2010. Innenministerin Priti Patel kündigte im Oktober 2020 auf dem Online-Parteitag der Tories eine Generalüberholung des britischen Asylrechts im Jahr 2021 an.
In den Monaten zuvor hatten Tausende Migranten von Frankreich aus den Ärmelkanal mit kleinen Schlauchbooten überquert, um in Großbritannien Asyl zu beantragen.

### Polen
Polens liberal-konservative Koalitionsregierung aus Platforma Obywatelska und Polskie Stronnictwo Ludowe zeigte sich zunächst gegenüber der Aufnahme von Flüchtlingen uneinig. Insbesondere gegenüber der Aufnahme von Muslimen war man skeptisch. Eine Ausnahme stellte die Aufnahme von 150 christlichen Syrern dar, die im Sommer 2015 nach Polen kamen und von einer privaten polnischen Hilfsorganisation unterstützt wurden. Jedoch soll von diesen nach Angaben vom Oktober 2015 die Hälfte das Land auf eigene Initiative wieder verlassen haben und nun in Deutschland leben. Im Herbst 2015 sagte die polnische Regierung zu, sie werde in den nächsten zwei Jahren freiwillig 7000 Flüchtlinge aufnehmen. Gegenüber einer verpflichtenden Verteilungsquote innerhalb der EU äußerte sich Ministerpräsidentin Ewa Kopacz, wie ihre Amtskollegen aus Ungarn, Tschechien und der Slowakei, äußerst skeptisch.
Nach dem Sieg der nationalkonservativen PiS bei den Parlamentswahlen am 25. Oktober 2015 sagte Polens neue Ministerpräsidentin Beata Szydło nach teils widersprüchlichen Aussagen zu, die zuvor gemachte Zusage der Vorgängerregierung doch einzuhalten, jedoch nicht auszuweiten. Insgesamt spricht sie sich für eine Lösung der Flüchtlingskrise außerhalb der Grenzen der EU aus. Ein für den Sieg ihrer Partei nicht unwesentlicher Aspekt war laut Beobachtern jedoch die gegenüber weiteren Zusagen abwehrende Haltung. Die bereits aufgenommenen Flüchtlinge wurden bislang in ehemaligen Kasernen untergebracht. Im Winter 2015 war es teilweise auf Initiative des rechtsextremen RN in einigen polnischen Städten zu Demonstrationen gegen die Aufnahme von Flüchtlingen aus muslimischen Ländern gekommen.
Nach den Terroranschlägen in Brüssel widerruft Ministerpräsidentin Beata Szydło die im Herbst 2015 getroffene Zusage öffentlich in einem Interview gegenüber dem Fernsehsender Superstacja.

### Slowakei
Die Regierung Robert Fico II wehrt sich, wie die von Polen und Ungarn, gegen verpflichtende Aufnahmequoten für Asylbewerber. 2015 beantragten in der Slowakei nur 169 Menschen Asyl, weitere 149 syrische Christen wurden aus humanitären Gründen direkt aus einem Flüchtlingslager im Irak eingeflogen. Gegen den Plan der Europäischen Union, bereits 2014 in der EU angekommene Flüchtlinge nach einem festen Schlüssel auf die Mitgliedsländer zu verteilen, klagte die slowakische Regierung im Dezember 2015. Ministerpräsident Robert Fico nahm die sexuellen Übergriffe in der Silvesternacht 2015/16 in Deutschland zum Anlass anzukündigen, keine muslimischen Flüchtlinge mehr aufnehmen zu wollen. Fico betonte Ende Februar 2016, dass für sein Land jeder Flüchtling, der über Österreich oder Ungarn die Slowakei erreiche, ein illegaler Migrant sei. Die Regierung war von April 2012 bis zur Parlamentswahl in der Slowakei 2016 eine Einparteienregierung. Bei der Wahl erhielt Ficos Partei Smer 28,3 % (nach 44,4 % bei der Wahl zuvor); Fico bildete eine aus vier Parteien bestehende Koalitionsregierung, die Regierung Robert Fico III.

### Tschechien
Die Regierung Bohuslav Sobotka lehnt verpflichtende Aufnahmequoten für Asylbewerber ab. Man erklärte sich 2015 jedoch bereit, 150 Iraker christlichen Glaubens aufzunehmen. Nachdem sich jedoch 25 Personen aus dieser Gruppe im März 2016 aus Tschechien nach Deutschland abgesetzt hatten, um dort Asyl zu beantragen, stellte die Regierung das Projekt ein. Innenminister Milan Chovanec gab bekannt, dass die Flüchtlinge, die sich absetzen wollten, den guten Willen des tschechischen Staates missbraucht hätten und in den Irak zurückgebracht werden sollen. Man wolle sich nicht am „Reiseservice“ für Migranten beteiligen. Die Personen sollten zunächst nicht nach Tschechien zurückgebracht werden, später wurde bekannt, dass nur fünf von ihnen in Deutschland bleiben sollen, weil dort bereits einem Verwandten Asyl gewährt worden sei. Die übrigen 20 Flüchtlinge sollten aus Deutschland zurückgebracht werden und wie 16 weitere, die sich später ebenfalls nach Deutschland begeben wollten, unter polizeiliche Aufsicht gestellt werden.
Das verhinderten 17 von ihnen, indem sie in Deutschland zunächst alle Rechtsmittel gegen den Abschiebeentscheid ausschöpften und sich anschließend, im Juni 2016, der Abschiebung entzogen, indem sie sich unter den Schutz des Kirchenasyls der Herrnhuter Brüdergemeine stellten. Die Frist zur Rückführung nach Tschechien lief am 23. Dezember aus. Der Herrnhuter Missionshilfe gelang es, die Menschen bis zum Ablauf der Frist im Kirchenasyl zu halten. Anschließend konnten sie Asyl in Deutschland beantragen.

### Dänemark
Dänemark, wo noch 2014 doppelt so viele Menschen wie 2013 Asyl beantragt haben, war eines der wenigen Länder, in denen im September 2015 die Zahl der Anträge niedriger war als im September 2014. Dänemark hat seine Asyl- und Einwanderungspolitik in den letzten Jahren immer weiter verschärft. Heute gilt die dänische Gesetzgebung dazu als eine der strengsten in Europa. Die nach der Folketingswahl am 18. Juni 2015 gebildete Regierung Lars Løkke Rasmussen II halbierte die Sozialleistungen für Flüchtlinge annähernd und ließ im Sommer 2015 Anzeigen in libanesischen Zeitungen schalten, die über diese Verschärfungen informierten. Im November 2015 wurden Pläne bekannt, die Unterbringung von Flüchtlingen in Zelten auch im Winter nicht zu beenden. Im Dezember 2015 beschloss das dänische Parlament, Flüchtlingen mitgeführtes Bargeld bis auf etwa 350 Euro abzunehmen und es für ihre Unterbringung und Versorgung zu verwenden. Am 26. Januar 2016 erschwerte das Parlament den Familiennachzug, befristete die Aufenthaltsgenehmigungen und legte den Selbstbehalt auf 10.000 Kronen (etwa 1340 Euro) fest.
Nachdem Schweden ab dem 4. Januar 2016 Passkontrollen an der Öresundbrücke eingeführt hatte, teilte die dänische Regierung am selben Tag mit, an der Grenze zu Deutschland vorübergehend ebenfalls Passkontrollen einzuführen. Man werde allerdings nicht alle Reisenden kontrollieren. Die Kontrollen sollten zunächst zehn Tage dauern, von der Möglichkeit der Verlängerung machte man mehrmals Gebrauch. Zuletzt wurden die Grenzkontrollen am 2. Mai 2016 für weitere 30 Tage verlängert. Im August 2016 teilte die dänische Regierung geplante Verschärfungen mit, etwa schnellere Abschiebung abgelehnter Asylbewerber und erschwerten Zugang zu Sozialleistungen. In den ersten sieben Monaten 2016 beantragten rund 4.700 Menschen in Dänemark Asyl.
Dänemark trat Ende 2017 aus dem Quotensystem der UN-Flüchtlingsorganisation UNHCR aus. Man hatte sich dort in der Vergangenheit zur Übernahme von jährlich 500 Menschen bereiterklärt, die zuvor vom UNHCR ausgewählt wurden.
→ siehe auch Einwanderung und Einwanderungspolitik in Dänemark seit 1945

### Schweden
Schweden war lange Zeit das Land mit der großzügigsten Asylpolitik und nahm bereits vor der Flüchtlingskrise – relativ zur Bevölkerungszahl von nur 9,8 Millionen Einwohnern – viel mehr Flüchtlinge auf als jeder andere EU-Staat. Schweden hat weniger als 2 % der Einwohner und weniger als 2,5 % der kaufkraftbereinigten Wirtschaftsleistung der EU. 2014 wurden insgesamt 81.300 Flüchtlinge in Schweden aufgenommen. Flüchtlinge erhielten nach der Anerkennung eine unbefristete Aufenthaltsgenehmigung und konnten nach vier Jahren Aufenthalt die schwedische Staatsbürgerschaft erwerben. Bei Wohnraumbeschaffung, Familiennachzug und finanzieller Versorgung der Flüchtlinge wurde in Schweden sehr großzügig verfahren. Anfang Herbst stellten wöchentlich 10.000 Flüchtlinge in Schweden Asylanträge. Wegen der ständig steigenden Flüchtlingszahlen und auch wegen der fehlenden Solidarität anderer EU-Staaten sah sich die damalige schwedische Regierung (Regierung Löfven I, eine seit Oktober 2014 regierende Minderheitsregierung) Ende November 2015 gezwungen, Verschärfungen im Asylrecht anzukündigen. Auf Beschluss des schwedischen Parlaments wurden Mitte Dezember die bereits von Polizei und Transportunternehmen durchgeführten Passkontrollen auf den Fähren auf Busse und Züge ausgedehnt, die aus Dänemark und Deutschland kommen. Flüchtlingen ohne Dokumente wurde die Einreise verwehrt. Geplant war nun, den Familiennachzug zeitlich zu begrenzen und nur noch zu gestatten, wenn die finanzielle Selbstversorgung nachgewiesen werden konnte; praktisch war dies meist unmöglich. Die stark gestiegene Zahl unbegleiteter Minderjähriger sollte durch medizinische Alterstests überprüft und begrenzt werden. Außerdem war vorgesehen, anerkannten Flüchtlingen fortan nur auf drei Jahre befristete Aufenthaltserlaubnisse zu erteilen.
Bereits bei der Wahl zum Schwedischen Reichstag 2014 erreichte die rechtspopulistische Partei Sverigedemokraterna knapp 13 % der Stimmen, in Umfragen vom August 2015 erreichte sie 23–25 %, mehr als jede andere schwedische Partei. Die Rechtspopulisten hatten als einzige Partei Schwedens seit Jahren dafür geworben, weit weniger Flüchtlinge ins Land zu lassen als bisher. Sie wollten mit Anzeigen in türkischen Zeitungen Flüchtlinge davon abhalten, von der Türkei aus nach Schweden zu migrieren.
Die Prognose für die Zahl der 2015 gestellten Asylanträge wurde im Spätsommer 2015 von 90.000 auf 74.000 gesenkt, weil man hoffte, die im Vergleich zu Deutschland langen Bearbeitungszeiten würden potentielle Asylbewerber von einer Antragstellung in Schweden abhalten. In Anbetracht der Verschärfung der Gesamtlage änderte man die Schätzung im Oktober 2015 auf bis zu 190.000 Asylsuchende im Jahr 2015 und teilte mit, man werde diese wohl nicht alle in winterfesten Unterkünften unterbringen können. Die zusätzlichen Kosten der erhöhten Bewerberzahl bezifferte man auf 7,4 Milliarden Euro. Beim Besuch eines Aufnahmezentrums für Flüchtlinge Ende Oktober 2015 äußerte Schwedens Ministerpräsident Stefan Löfven: „Wir sind in Schweden an der Grenze unserer Aufnahmekapazität“. Mehr als 35.000 der 88.300 unbegleiteten minderjährigen Flüchtlinge, die 2015 in die EU gekommen waren, gingen nach Schweden. Nur 2.847 davon waren weiblich.
Anfang November 2015 erklärte Löfven, die Kapazitäten seien nun „überdehnt“; bereits in Schweden befindliche Flüchtlinge müssten auf andere EU-Länder verteilt werden müssten. Eine Nachrichtenagentur verbreitete in dem Zusammenhang eine Kapazität von bis zu 54.000 Personen.
Am 11. November 2015 gab die Regierung Löfven bekannt, ab dem 12. November wieder Grenzkontrollen durchzuführen. Von dieser Maßnahme, die zunächst auf zehn Tage befristet wurde, waren die Zug- und Autotrassen auf der Öresundbrücke sowie die Fährverbindungen in Südschweden betroffen.
Seit dem 4. Januar 2016 muss sich jede Person ausweisen, die aus Dänemark nach Schweden einreisen möchte. Am 7. Januar verlängerte Schweden diese Regelung bis zum 8. Februar 2016.
Am 28. Januar 2016 kündigte der schwedische Innenminister an, 80.000 Asylbewerber – die Hälfte der 2015 Aufgenommenen – abzuschieben. Im Juni 2016 verschärfte die Regierung die Regeln für Familiennachzug und beschränkte die Vergabe von dauerhaften Aufenthaltsgenehmigungen für Flüchtlinge unter 25 Jahren auf solche mit abgeschlossener Schulausbildung, die auf keine staatliche Unterstützung angewiesen sind. Drei Jahre später wurde die Verschärfung der Regeln für Familiennachzug aufgehoben.

### Finnland
Nahezu zeitgleich mit den anderen skandinavischen Staaten führte Finnland zum Jahreswechsel 2015/2016 ebenfalls verstärkte Pass- und Visakontrollen ein. Sie machte die Vorlage gültiger Personaldokumente zur Voraussetzung für die Nutzung der Fährschiffe, die Deutschland und Finnland miteinander verbinden. Etwa 32.000 Antragsteller wurden dort im Laufe des Jahres 2015 registriert. Ende Januar 2016 kündigte die Regierung an, dass sie etwa 20.000 in Finnland abgelehnte Asylbewerber wieder abschieben wird. In den ersten beiden Monaten des Jahres 2016 überquerten noch rund 800 Flüchtlinge aus Russland kommend die Grenze bei Salla nach Finnland. Im März 2016 vereinbarten die Regierungen Finnlands und Russlands, dass nur diejenigen Personen die Grenzen überqueren dürfen, die die Staatsbürgerschaft einer der beiden Länder besitzen.

### Norwegen
Norwegen ist kein EU-Mitglied, aber Mitglied des Schengener Abkommens und der Nordischen Passunion. Anfang Oktober prognostizierte die Regierung Norwegens bis zu 25.000 Asylsuchende im Jahr 2015. Zuvor hatte man die Schätzung für 2015 bereits zweimal erhöhen müssen.
Mitte Oktober 2015 teilte man mit, keine syrischen Flüchtlinge mehr zu akzeptieren, die über die Nordgrenze aus Russland einzureisen versuchten. Sie würden nicht vor Krieg, Hunger und Armut fliehen und benötigten den Schutz Norwegens nicht. Die Zahl der so eingereisten Personen war von 12 (2014) auf 1200 (bis Anfang Oktober 2015) angewachsen. Daraufhin stauten sich Ende Oktober rund 500 Flüchtlinge auf der russischen Seite der Grenze. Einige ersuchten Russlands Präsident Putin in einer Bittschrift um seine Unterstützung.
Der Anspruch auf Asyl soll nach dem Willen der Regierung Solberg zunächst auf fünf Jahre begrenzt sein. Wenn sich die Lage in den Herkunftsländern dann gebessert hat, müssen die Asylsuchenden zurückkehren. Das schließt auch Familienangehörige mit ein.
Gestützt auf den Erfolg der dänischen Abschreckungsoffensive, mit dem Ziel der Absenkung der Asylbewerberzahlen, startete auch die norwegische Regierung im Herbst 2015 ein Maßnahmenpaket zur Abschreckung von Asylsuchenden im Internet und in Printmedien. So wendete man sich beispielsweise speziell an Afghanen, die versuchen das Land über Russland kommend zu betreten, und drohte ihnen mit einer Abschiebung nach Kabul. Potentielle Bewerber sollen auch mit Informationen über eine Kürzung der Bezüge abgeschreckt werden.
Am 26. November 2015 teilte die Regierung mit, an den Landesgrenzen von nun an stärker zu kontrollieren und nur Flüchtlinge mit gültigen Papieren einreisen zu lassen. Man werde die Fährunternehmen anweisen, nur Personen an Bord der Fähren zu lassen, die die nötigen Einreisedokumente vorlegen können.
Personen ohne ein Identitätsdokument müssen Norwegen nun innerhalb von 48 Stunden verlassen. Die Regierung erklärte Russland zum sicheren Drittland und begann im Dezember 2015 nach einem Asylschnellverfahren mit der Abschiebung von Personen, die in den Monaten zuvor von dort eingereist waren.

### Baltikum
Von insgesamt 63 syrischen und irakischen Flüchtlingen, die in Lettland untergebracht waren, setzten sich 34 nach Medienberichten 2016 nach Deutschland ab. Von 90 Flüchtlingen aus Syrien und dem Irak, die Litauen aufgenommen hatte, verschwanden 72 vermutlich nach Deutschland. Lediglich in Estland waren nach Presserecherchen vom November 2016 alle 77 aufgenommenen Personen anwesend. Die EU-Kommission ließ verlauten, dass die Flüchtlinge, die das EU-Land, in das sie umgesiedelt wurden, selbstständig verlassen, am neuen Standort weder arbeiten noch finanzielle Unterstützung erhalten könnten und dass man sie zurückbringen würde.

#### Litauen
Als Reaktionen auf EU-Sanktionen gegen Belarus drohte dessen Präsident Alexander Lukaschenko, er werde Flüchtlinge aus Kriegsgebieten nach Litauen und damit in die Europäische Union passieren lassen. Nachdem über hundert Flüchtlinge am Tag Litauen über die fast 680 Kilometer lange Grenze zwischen Litauen und Belarus erreicht hatten, rief Litauen im Juli 2021 den Notstand aus. Litauens Außenminister Gabrielius Landsbergis erklärte, Belarus bereichere sich mit dem Vertrieb von „Tickets“ an der Schleusung und bezeichnete den Vorgang als hybride Kriegsführung gegen sein Land.

## Integration
Die Integration von Zugewanderten erfordert laut Stefan Luft integrationspolitischen Realismus jenseits von Multikulturalismus und Kulturpessimismus. Konflikte, die den meisten Integrationsprozessen inhärent sind, sollten deshalb als Herausforderung zur Vergewisserung und Überprüfung des Normengerüsts dienen. In der Migrationsforschung wird zwischen Sozialintegration, struktureller Integration, kultureller Integration und identifikatorischer Integration unterschieden (siehe hierzu: Vier Dimensionen der Integration).
Bei der Sozialintegration geht es um die Integration in den gesellschaftlichen Zusammenhang, insbesondere im Bildungswesen und auf dem Arbeitsmarkt. Hierfür ist der Erwerb von Wissen, Kompetenzen und Fertigkeiten zur Integration in den Arbeitsmarkt notwendige Voraussetzung, Kontakte und Beziehungen zu Mitgliedern der Aufnahmegesellschaft sind sehr förderlich, während die Beschränkung auf die eigene ethnisch-soziale Gruppe und das Entstehen ethnischer Kolonien von erheblichem Nachteil ist. Unterdurchschnittlicher Kontakt zu Netzwerken der Aufnahmegesellschaft wirken sich beim Bildungserfolg und bei der Lehrstellen- bzw. Arbeitsplatzsuche negativ aus. Sprachbarrieren gelten als die Hauptursache für die Verzögerung bei der Integration. Auch die Alphabetisierung spielt eine Rolle. Rund 15 Prozent der Flüchtlinge – vor allem Frauen – können nicht lesen und schreiben. Darüber hinaus ist das Lernen von Normen und Wertvorstellungen der Aufnahmegesellschaft von Bedeutung für die Integration. Im Bereich der sozialen Integration wird häufig der Sport sowie Familiennachzug als förderlich für die Integration bezeichnet.
Strukturelle Integration ist erreicht, wenn Integrationsindikatoren wie die Verteilung der Bildungsabschlüsse, Arbeitslosen- und Transferleistungsquoten etc. in der Gruppe der Zuwanderer ähnlich ist wie in der Gesamtbevölkerung. Die Integration von Flüchtlingen wird eng mit der Teilhabe am Arbeitsmarkt verknüpft. Studien zufolge sind Flüchtlinge mit erheblichen Hindernissen beim Zugang zu Beschäftigung konfrontiert. Sie unterliegen während des Asylverfahrens ggf. einem zeitweiligen Arbeitsverbot; später gehören zu den anfälligsten Gruppen unter den Nicht-EU-Bürgern auf dem Arbeitsmarkt. Die Erfahrung mit Flüchtlingen zeigt, dass die Erwerbsquote um 15-20 Prozent niedriger liegt als bei Einheimischen. Insbesondere Frauen sind häufig erwerbslos. In Deutschland lag die Beschäftigungsquote von Flüchtlingen 2018 bei 27 Prozent. Laut einer älteren Studie des Instituts für Arbeitsmarkt- und Berufsforschung dauert es rund fünf Jahre, bis die Beschäftigtenquote von Flüchtlingen bei 50 Prozent liegt. Es ist nach 14 Jahren mit einem Höchststand von 75 Prozent zu rechnen. Andere Zuwanderer erreichen diese Quoten etwa doppelt so schnell.
Kulturelle Integration erfolgt durch den Erwerb von Kompetenzen, die für die Kommunikation und das Handeln in der Aufnahmegesellschaft erforderlich sind. Hierzu gehören Sprache, Normen und Wertvorstellungen. Divergierende Wertvorstellungen können sich insbesondere bei den Themen religiöse Toleranz und Gleichberechtigung der Geschlechter ergeben. Aus den Flüchtlingsunterkünften wird berichtet, dass religiöse Minderheiten wie Jesiden und Christen von muslimischen Flüchtlingen schikaniert und als Ungläubige beschimpft werden. In Frankreich und Großbritannien haben fehlgeschlagene soziale und strukturelle Integration in Kombination mit divergierenden Wertvorstellungen zum Entstehen islamisch dominierter Parallelgesellschaften und zu einem erheblichen Konfliktpotential geführt, das sich im Ergebnis auch durch seit Jahrzehnten immer wieder aufflammende Unruhen ausdrückt. Es ist deshalb von zentraler Bedeutung, eine erfolgreiche Integration in das Bildungssystem und den Arbeitsmarkt zu erreichen und religiöser Intoleranz und Hass entschieden zu begegnen. Hierzu ist eine zweckentsprechende Personalausstattung an den Schulen ebenso erforderlich wie eine gute Schulung und behördlicher Rückhalt für das Lehrpersonal. Die Integration in die Rechtsordnung und das Ablehnen von Selbstjustiz wird mitbestimmt durch den kulturellen Kontext, aus dem die Migranten stammen. Gewaltlegitimierende Männlichkeitsnormen, eine hohe Gewaltbereitschaft und Gewaltbelastung können für Lehrer und Polizisten eine große Herausforderung bis hin zur Überforderung sein, mit der sie nicht alleingelassen werden dürfen. Nach Analyse des Migrationsforschers Stefan Luft ist die Rolle der Religion im Integrationsprozess ambivalent. Religion vermittelt Halt und Orientierung in der fremden Umgebung und ist deshalb einer der stabilsten kulturellen Faktoren für Migranten und deren Nachkommen. Dies kann sowohl zur bewussten Abgrenzung als auch zu einer Ablehnung in der aufnehmenden Gesellschaft führen. Beispielhaft ist das Kopftuch, das sowohl Ausdruck religiöser Selbstbestimmung und Identität als auch Ausdruck von Abgrenzung und Diskriminierung von Frauen sein kann. Trotz der stärker lebensweltlichen Prägung des Islam kann dieser zeitgeschichtlich betrachtet nicht per se als Integrationshemmnis angesehen werden. In Deutschland lassen sich zwei Gruppen von muslimischen Zuwanderern vergleichen. Die Gastarbeiter aus der Türkei waren für un- und angelernte Tätigkeiten angeworben worden und weisen sowohl in der ersten als auch in der zweiten Generation unterdurchschnittliche Deutschkenntnisse, eine außerordentlich starke Begrenzung von Freundschaftnetzwerken auf die eigene ethnische Gruppe und die schlechteste Arbeitsmarktintegration auf. Aus dem Iran hingegen gab es eine Flucht von Eliten mit hohem Bildungsniveau und relativ gering ausgeprägter Religiosität. Die meiste von ihnen sind gut integriert. Entscheidend für den Integrationserfolg ist also die soziale Herkunft der Eltern.
Der Europäische Sozialfonds (ESF) und der Europäische Fonds für regionale Entwicklung (EFRE) werden von der Europäischen Union als wichtige Instrumente genannt, die Mitgliedstaaten bei ihren Bemühungen zur Integration von Migranten finanziell zu unterstützen.
Siehe auch: Integration von Zugewanderten#Berufliche Integration von Flüchtlingen
Siehe auch: Integration von Zugewanderten#Weitere Entwicklungen im Zuge der Flüchtlingskrise ab 2015

## Probleme in Zielländern

### Aufstieg rechtspopulistischer Kräfte
Die Probleme an den EU-Außengrenzen und die Uneinigkeit der EU-Staaten über die Einführung eines Quotensystems geben der EU-Skepsis Auftrieb. Beobachter sehen die aus der bisherigen Handlungsunfähigkeit resultierende Lastenverschiebung auf die einzelnen europäischen Parlamente zunehmend mit Sorge, da in den Einzelstaaten in vielen Fällen rechtsgerichtete Parteien und Bewegungen deutlich an Zustimmung gewinnen.

### Gewalt- und Straftaten an Flüchtlingen
Während der Krise nahmen fremdenfeindliche Ausschreitungen in vielen EU-Staaten erheblich zu. 2015 wurden in Deutschland 1031 Straftaten gegen Asylunterkünfte verübt, davon 923 mit rechtsradikalem Hintergrund. Darunter waren Fremdenfeindliche Proteste in Freital, Heidenau und Dresden. 2016 hatten von knapp 1000 gegen Asylunterkünfte verübte Straftaten 857 einen rechtsradikalen Hintergrund.
In Italien wurde 2015 oft gegen Flüchtlinge demonstriert. Rechtspolitiker der Forza Nuova, der Lega Nord und Neofaschisten nutzten soziale Spannungen aus und schürten Proteste, die einige Male zu gewalttätigen Auseinandersetzungen und Brandanschlägen führten.
In Schweden kam es 2014/15 vermehrt zu Säure- und Brandanschlägen auf Roma und ihre Unterkünfte sowie zu Brandanschlägen auf Moscheen. Im Oktober 2015 kam es zu mehreren Brandanschlägen auf geplante Sammelunterkünfte.

### Gewalt- und Straftaten von Flüchtlingen
Die sexuellen Übergriffe in der Silvesternacht 2015 mit mehreren hundert weiblichen Opfern, vor allem in Köln, aber auch an anderen Orten, wurden von Teilen der einheimischen Bevölkerung in einen direkten Zusammenhang mit der Flüchtlingskrise gestellt. Tatsächlich stammte der Großteil der rund 350 identifizierten Kölner Tatverdächtigen aus Algerien und Marokko (mit ungenanntem Aufenthaltsstatus); hinzu kamen 122 Asylsuchende (ohne Herkunftsangabe), 37 Iraker, 29 Syrer (jeweils mit ungenanntem Aufenthaltsstatus). Viele der Tatverdächtigen waren aus den Niederlanden eingereist. Hinzu kamen 25 Deutsche; eine Unterscheidung nach Migrationshintergrund erfolgte hier nicht.
Laut der polizeilichen Kriminalstatistik waren Flüchtlinge bei Vergewaltigungen im Jahr 2022 stark überrepräsentiert. Der Migrationsforscher Ruud Koopmans ermittelte, dass zwischen 2017 und 2020 über 3000 Frauen einer Vergewaltigung durch einen oder mehrere Flüchtlinge zum Opfer fielen, die meisten davon deutsche Staatsangehörige.
Mindestens vier Beteiligte (davon zwei der Attentäter) einer Terrorzelle, die die Terroranschläge am 13. November 2015 in Paris verübte, waren zuvor als Flüchtlinge mit Pässen nach Europa gereist, die der IS zuvor in Syrien gefälscht hatte. Zuvor waren laut Presseberichten etwa ein Dutzend weitere Personen mit Pässen aus der gleichen Fälscherwerkstatt als Flüchtlinge nach Deutschland gelangt. Die deutschen Behörden hatten versäumt, ihre Fingerabdrücke zu nehmen, und kannten ihre Aufenthaltsorte nicht.
Belgische Behörden verhafteten im März 2016 einen Terrorverdächtigen, der im September 2015 als Bootsflüchtling aus der Türkei auf der Insel Leros eingetroffen war. Die deutsche Polizei hob im Juni 2016 eine IS-Terrorzelle aus, die Anschläge in der Düsseldorfer Altstadt geplant hatte. Die verhafteten Syrer sollen über die Balkanroute nach Deutschland gekommen sein.
Siehe auch:
- Anschlag in einer Regionalbahn bei Würzburg (18. Juli 2016)
- Sprengstoffanschlag von Ansbach (24. Juli 2016)
- Anschlag auf den Berliner Weihnachtsmarkt an der Gedächtniskirche (19. Dezember 2016)
- Anschlag in einer Londoner U-Bahn (15. September 2017)
- Messerangriff in Dresden (4. Oktober 2020)[660]
- Anschlag in Würzburg (25. Juni 2021). Ein 24-jähriger Somalier tötete in und vor einem Kaufhaus in der Würzburger Altstadt drei Frauen mit einem Messer und verletzte neun weitere Personen.
- Messeranschlag in Solingen (23. August 2024). Ein 26-jähriger Syrer tötete bei einem Stadtfest in Solingen drei Menschen mit einem Messer und verletzte acht weitere.

### Konflikte zwischen Flüchtlingen
In den Medien wurde wiederholt über Konflikte zwischen Flüchtlingen in deutschen und österreichischen Unterkünften berichtet. Es kam zu Massenschlägereien unter Asylsuchenden und mit Sicherheitsbeamten, zu Vergewaltigungen und sexuellen Übergriffen auf Frauen, Kinder und Homosexuelle sowie zu religionsbezogener Gewalt (z. B. gegen Jesiden und Christen). Als Mitursachen nannten Behördenvertreter und das Deutsche Institut für Menschenrechte die gemeinsame Unterbringung in stark überfüllten Räumen, ethnische und religiöse Spannungen und unsichere Zukunftsperspektiven.
Im April 2015 warfen muslimische Flüchtlinge zwölf Christen aus ihrem Flüchtlingsboot ins Mittelmeer. Die Opfer sollen sich geweigert haben, ein islamisches Gebet zu sprechen. Ein Gericht in Italien verurteilte sechs Täter im Februar 2017 zu 18 Jahren Haft.

### Arbeitsmarkt
In Deutschland dürfen Asylbewerber in den ersten drei Monaten nicht arbeiten. In den folgenden 15 Monaten dürfen sie und Geduldete gemäß der Vorrangprüfung nur eingestellt werden, wenn ein Arbeitsplatz nicht durch geeignete Bewerber aus Deutschland oder der EU besetzt werden kann. Diese Regel wurde im Integrationsgesetz in Regionen mit unterdurchschnittlicher Arbeitslosigkeit für drei Jahre ausgesetzt. Ab drei Monaten Aufenthalt in Deutschland sollen Flüchtlinge auch auf Basis von Arbeitnehmerüberlassung beschäftigt werden können. Die Beschäftigungsquote liegt in Deutschland bei 78 %. Bei nichteuropäischen Asylberechtigten lag sie im Oktober 2015 bei 21,2 %, im Oktober 2016 bei 16,2 %.
In Österreich dürfen Asylsuchende in den ersten drei Monaten ebenfalls gar nicht arbeiten. Danach dürfen sie gemeinnützige Arbeit verrichten oder mit Bewilligung als Saisonarbeiter im Tourismus oder in der Landwirtschaft tätig sein. Nur Asylberechtigte erhalten eine uneingeschränkte Arbeitserlaubnis. Für gemeinnützige Arbeit erhalten Asylbewerber einen „Anerkennungsbeitrag“. Laut einer Studie des Österreichischen Instituts für Wirtschaftsforschung würde eine Öffnung des Arbeitsmarkts für Asylsuchende niedrigere Löhne heimischer Arbeitskräfte und mehr Arbeitslose bewirken.
Eine Studie vom August 2016 untersuchte 94 Maßnahmen zur Eingliederung von Flüchtlingen in den Arbeitsmarkt in neun EU-Ländern. Sie fand, die Integration in den Arbeitsmarkt sei in keinem Land zufriedenstellend verlaufen.

### Kosten
Die Geldmittel, die von europäischen Staaten für die Krise ausgegeben werden, setzen sich aus verschiedenen Kostenstellen zusammen, die von den Staaten nur uneinheitlich erfasst werden. Kosten für Erfassung der Schutzsuchenden, Hilfen zum Lebensunterhalt, Unterstützungsleistungen, Umsiedlungen, Integration oder auch Abschiebung wurden nach einer Studie von 2016 in verschiedenen Ländern in unterschiedlicher Weise erfasst. Ein Versuch der OECD, die Erfassung dieser Kosten zu vereinheitlichen, war im Februar 2016 zunächst gescheitert. Das Overseas Development Institute erstellte 2016 aus verschiedenen Quellen eine Schätzung der Ausgaben für die Krise für 2015 und 2016 für den EU- und EFTA-Raum und setzte sie in Relation zum BIP und errechnete die Kosten pro Einwohner nach den jeweiligen Einwohnerzahlen von 2015.
Deutschland
Die direkten Kosten der Flüchtlingskrise beliefen sich für den Bund im Jahr 2016 insgesamt auf rund 21,7 Mrd. Euro. Hinzu kamen ca. 23 Mrd. Euro aus Landesmitteln. Für das Jahr 2017 waren 21,3 Milliarden Euro im Bundeshaushalt für Flüchtlingskosten eingeplant.
Die langfristigen Kosten der Flüchtlingskrise, insbesondere für die Sozialsysteme, prognostiziert die Studie des Forschungszentrums Generationenverträge der Albert-Ludwigs-Universität Freiburg im Auftrag der Stiftung Marktwirtschaft im wahrscheinlichsten von mehreren Szenarien mit 878 Milliarden Euro. Für den Fall, dass auch bei den Kindern der Flüchtlinge keine Integration in den Arbeitsmarkt in Höhe des fiskalischen Durchschnittswerts der deutschen Bevölkerung gelingen würde, würden sehr hohe langfristige Kosten der „Flüchtlingskrise“ und des Scheiterns der Integration in Höhe von 1,56 Billionen Euro, entstehen. Nach den Autoren der Studie ist die Politik daher dringend gefordert, die bestmögliche Integration der Flüchtlinge sicherzustellen.
Österreich
Die Kosten pro Asylsuchendem wurden nach Presseberichten vom Oktober 2015 im Finanzministerium mit 10.724 Euro pro Jahr beziffert. Eine Untersuchung des Fiskalrates vom September 2016 kalkulierte die Nettobelastung für den österreichischen Staatshaushalt dagegen auf 16.200 Euro pro Flüchtling und Jahr. Ein positiver Beitrag für den Staatshaushalt wird nach der Studie nicht vor 2060 erwartet. Im Budgetplan für 2017 geht das Finanzministerium mit Kosten in Höhe von 2,055 Milliarden Euro für Flüchtlinge, Asylwesen und Integration aus. In den Berechnungen sind nicht die Aufwendungen der einzelnen Bundesländer enthalten. Was sie für die Mindestsicherung der Asylwerber ausgeben, ist nicht im Detail bekannt.
Einige Großunternehmen (u. a. T-Mobile Austria, Hutchison Drei Austria, die Erste Bank, die Drogeriemarktkette dm) beteiligten sich an der Flüchtlingshilfe, indem sie Dienstleistungen und Hilfspakete speziell für Asylsuchende anboten.
Schweiz
Die Schweiz rechnete Ende März 2016 mit Kosten für den Steuerzahler von 20.000 Franken (ca. 18.000 Euro) pro Jahr und Asylsuchendem. Die Summe müsse im Schnitt für sieben Jahre aufgewendet werden. Für 2015 rechnet man mit Gesamtkosten von 1,2 Milliarden Franken, für 2016 mit 1,8 Milliarden.
Das BAMF sah schon 2015 die Höhe der Sozialleistungen als einen Grund für die Attraktivität bestimmter EU-Staaten, darunter Deutschlands, für Asylbewerber.

### Ethische Aspekte
Für den Philosophen Wolfram Eilenberger markierte das Jahr 2015 „das Ende der zentralen Lebenslüge einer ganzen europäischen Generation“. Diese bestehe in „der verstohlenen Hoffnung, das konkrete Leid, das in den Ländern des Nahen Ostens, Asiens und Afrikas den Alltag von Milliarden Menschen prägt und bestimmt, ließe sich auch für die kommenden Jahrzehnte lebensweltlich auf Distanz halten [, sowie in] der Illusion eines Kerneuropas als eines mauerlosen Paradiesgartens in einer Welt des Elends.“ Betrachter von Nachrichtensendungen sähen, so Eilenberger, im Frühjahr 2016 jeden Abend in die verzweifelten Gesichter der Menschen an den Zäunen von Idomeni oder Lesbos. Die meisten von ihnen trügen dabei den gleichen inneren moralischen Konflikt mit sich aus wie Bundeskanzlerin Merkel im Angesicht der weinenden Reem Sahwil am 15. Juli 2015. Als „Couchpolitiker“ versuchten Medienkonsumenten, sich moralisch damit zu beruhigen, dass ihre Verantwortung und ihr Hilfsvermögen vernünftige Grenzen kennen und anerkennen müssten. Sie spürten aber gleichzeitig, dass jeder konkret benannten Grenzziehung oder Regel ein Moment vollkommener Beliebigkeit, ja geradezu fantastischer Willkür innewohne – und diese damit selbst eine moralische Unverantwortlichkeit darstelle. Kein Mensch könne zwar die ganze Welt „retten“. „Aber diese konkrete Familie, da am Zaun, ohne Zweifel schon.“
Der Entwicklungsökonom Paul Collier sah im Februar 2016 eine Politik, die diejenigen belohnt, die es schaffen, in flüchtlingsfreundliche Länder wie Deutschland vorzudringen, als ethisch verwerflich an. Kanzlerin Merkel habe „die Menschen quasi aufgefordert, nach Europa zu schwimmen.“ Dies sei eine Art russisches Roulette, weil sie hoffen müssten, dass das oft seeuntüchtige Boot des Schleusers nicht untergehe, bevor sie von Schiffen der EU oder von Helferorganisationen aufgenommen würden. Hinzu komme, dass auf diese Art nicht die Hilfebedürftigsten kämen, sondern junge Männer, die wohlhabend genug seien, Tausende von Euro an Schlepper zu zahlen. Diese wohlhabenden jungen Männer würden aber später beim Wiederaufbau Syriens schmerzlich fehlen, weil sie all ihren Besitz verkauft hätten, um nach Europa zu kommen. Wer wirklich wolle, dass eine große Zahl von Flüchtlingen sich in Sicherheit bringe, sollte Collier zufolge Flüge etwa aus den Flüchtlingslagern in Jordanien und dem Libanon organisieren.
Der Journalist Klaus Geiger betrachtete im Juni 2017 offene Grenzen als inhuman und ungerecht. Zum einen würden Menschenleben gefährdet, wenn Eltern ihre Kinder schutzlos nach Europa schickten und/oder wenn Flüchtlinge in seeuntaugliche Boote stiegen, um nach Europa zu gelangen. Zweitens hätten junge Männer, die über ausreichend Geld verfügen, die besten Chancen nach Europa zu kommen, wirklich arme Flüchtlinge blieben fern jeder Willkommenskultur. Drittens sei es 130-mal teurer, Flüchtlinge in Europa zu versorgen, als nahe ihrer Heimatregion. Während für Flüchtlinge, die es bis nach Europa schafften, sehr viel Geld ausgegeben werde, bleibe für die anderen kaum etwas.

## Dokumentationen
- Panorama extra: Flüchtlinge – wie Deutschland mit ihnen umgeht. Das Erste, 31. August 2015
- Flüchtlinge in schwedischer Einöde. Auslandsjournal, 16. Dezember 2015
- Stefan Becke: Dresdner helfen im Chaos von Idomeni. Sächsische Zeitung, 29. Februar 2016
- Zeitungsprojekt „Migration & Asyl“. Fachportal Geographie der PH Niederösterreich
- Europa und die Flüchtlinge. Chronik einer Krise. ZDF, 27. Juli 2017